# Andy Murray
Andrew Barron Murray (Glasgow, Escocia, 15 de mayo de 1987), conocido como Andy Murray, es un extenista y entrenador escocés.
En noviembre de 2016 llegó a la cima del Ranking ATP, y se mantuvo en ese puesto durante 41 semanas, encontrándose así en el puesto 14 de la tabla histórica de cantidad de semanas totales acumuladas de los 26 jugadores que lograron dicha hazaña. Fue uno de los cuatro tenistas más exitosos de los 2010, junto con Roger Federer, Rafael Nadal y Novak Djokovic. Ha finalizado ocho temporadas consecutivas entre los cuatro mejores del ranking, solo interrumpidas en el año 2014 cuando finalizó en el sexto puesto. A su vez, alcanzó las once temporadas consecutivas entre los 20 mejores del ranking (2006-2016) y finalizó la temporada 2016 como n.º 1 del ranking ATP.
Ha obtenido tres títulos de Grand Slam: el 10 de septiembre de 2012 se convirtió en el primer británico en ganar un Grand Slam, al vencer a Novak Djokovic en la final del Abierto de Estados Unidos, desde que Fred Perry ganara el mismo torneo en 1936. El 7 de julio de 2013 se convirtió también en el primer tenista británico en ganar el tradicional torneo de Wimbledon, tras 77 años de ausencia de dicho título para un británico, desde que Fred Perry lo consiguiera, también en 1936. Y finalmente, el 10 de julio de 2016 se coronó nuevamente campeón en Wimbledon tras vencer por 6-4/7-6/7-6 al canadiense Milos Raonic. Además, ha alcanzado otras 8 finales de Grand Slam, 5 de ellas en el Abierto de Australia, siempre perdiendo ante algún miembro de los cuatro grandes. Ha obtenido catorce torneos de categoría Masters 1000, destacando 3 títulos en el Masters de Canadá y otros 3 títulos en el Masters de Shanghái, además de haber alcanzado otras siete finales de la categoría. Con esto se encuentra 9.º en el ranking de los tenistas que han ganado más torneos Masters 1000, desde 1970. Además ganó el ATP World Tour Finals 2016 derrotando en la final, a Novak Djokovic, y finalizando la temporada como n.º 1.
En cuanto a la representación nacional, Murray se hizo con la medalla de oro de los Juegos Olímpicos de Londres 2012 tras vencer a Roger Federer 6-2/6-1/6-4 en la categoría individual, siendo el primer británico en ganar el oro olímpico en tenis, desde que Josiah Ritchie lo hiciera en 1908. Además, también en 2012, ganó la medalla de plata en dobles mixtos junto a Laura Robson. Repitió al ganar la medalla de oro en individuales de los Juegos Olímpicos de Río de Janeiro 2016, derrotando a Juan Martín del Potro, en un gran partido final. Así mismo, en noviembre de 2015, fue el principal impulsor de la victoria del Equipo de Copa Davis del Reino Unido en la Copa Davis 2015 junto a James Ward, Kyle Edmund, y su hermano Jamie Murray -en dobles- ante el Equipo de Copa Davis de Bélgica, liderado por David Goffin, ganando los 11 puntos disputados en el año.
Otros logros de Murray son los 45 títulos ATP, en 67 finales. Su rendimiento es de 78,48% de victorias, lo que lo posiciona actualmente como el noveno mejor de la historia; y con un 85,71% en canchas de césped, es actualmente el tercero mejor. Además, con 99 triunfos, es el octavo tenista con más victorias ante tenistas ubicados en el Top 10. En torneos de Grand Slam alcanzó 18 cuartos de final o una posición mejor -consecutivamente- entre el Abierto de Australia 2011 y el Campeonato de Wimbledon 2015, con la excepción del Torneo de Roland Garros 2013 en el que no participó por una lesión; y, 28 cuartos de final o mejor posición, en total. Además, es uno de los cuatro tenistas que ha alcanzado 5 o más finales en el Abierto de Australia. En 2011 se transformó en el séptimo jugador, en la era abierta, en alcanzar las semifinales o posición mejor, de los 4 torneos de Grand Slam, y con la final alcanzada en Roland Garros 2016 ha logrado ser finalista en todos los torneos de Grand Slam.
Durante una rueda de prensa de presentación del Abierto de Australia edición 2019, el tenista anunció su retiro debido a una lesión de cadera por la cual se había sometido a una intervención quirúrgica, pero de la cual no logró recuperarse del todo.
Es el jugador con más medallas olímpicas doradas en individuales, con 2, solo una por encima de Rafael Nadal y Novak Djokovic.

## Primeros años
Andrew nació en el hogar de Will y Judy Murray. Su abuelo materno, Roy Ersine, fue jugador de fútbol profesional en la década de 1950. El hermano de Andy, Jamie también es jugador de tenis profesional, pero está más enfocado al circuito de dobles.
Después del divorcio de sus padres, cuando Andy tenía nueve años, él y su hermano Jamie vivieron con su padre. Asistió al Dunblane Primary School, y estuvo presente durante la masacre que ocurrió en ese centro de estudios en 1996. En aquel episodio trágico, Tomás Hamilton asesinó 17 personas antes de suicidarse. Murray menciona que era demasiado joven para entender qué ocurría y prefiere no hablar de ese tema durante las entrevistas, pero en su autobiografía "Hitting Back" menciona que asistió a un grupo juvenil dirigido por Hamilton, y que incluso su madre lo llevó en su coche, en alguna ocasión.
A los 15 años, Andy fue invitado a entrenar en el Rangers Football Club (en su escuela) pero decidió enfocarse en su carrera tenística y se mudó a Barcelona, España. Estudió en el Schiller International School y entrenó en las canchas de arcilla de la Academia Sánchez-Casal. Murray describió aquella época como un gran sacrificio. Durante su estancia en España, entrenó bajo la dirección de Emilio Sánchez Vicario, ex n.º 1 del mundo, en el ranking de dobles.

## Trayectoria

### Inicios
Leon Smith, entrenador de tenis de Murray de 11 a 17 años, describió a Murray como "increíblemente competitivo". En 1999, a la edad de 12 años, Murray ganó su grupo de edad en el Orange Bowl, un evento prestigioso para jugadores júnior. Él lo ganó de nuevo a la edad de 14 años, y es uno de los únicos nueve tenistas en ganar el campeonato Junior Orange Bowl dos veces en sus 70 años de historia, junto a jugadores como Jimmy Connors, Jennifer Capriati, Monica Seles, y Yishai Oliel.
En julio de 2003, Murray comenzó en el circuito Challenger y Futures. En su primer torneo, llegó a los cuartos de final del Challenger de Mánchester. En septiembre, Murray ganó su primer título sénior al tomar el evento Glasgow Futures. También llegó a las semifinales del evento Edinburgh
Durante los primeros seis meses de 2004, Murray sufrió una lesión en la rodilla y no pudo jugar.
En julio de 2004, Murray jugó un evento Challenger en Nottingham, donde perdió ante el futuro finalista de Grand Slam Jo-Wilfried Tsonga en la segunda ronda. Murray pasó a ganar eventos de futuros en Xàtiva y Roma.
En septiembre de 2004, ganó el US Open 2004 y fue seleccionado para el Equipo de Copa Davis de Gran Bretaña para la respesca de la Copa Davis 2004 ante Australia ese mes, sin embargo, no fue seleccionado para jugar.
Como estudiante de tercer año, Murray alcanzó el n.º 6 del mundo en 2003 (y el n.º 8 en dobles). En los rankings combinados instalados en 2004, Murray alcanzó el número 2 en el mundo.
Resultados Grand Slam Junior:
Abierto de Australia: - 
Abierto de Francia: SF (2005) 
Wimbledon: 3R (2004) 
US Open: W (2004)

### 2005: Comienzos como profesional
Logró el salto más alto de cualquier jugador en el Top 100 del año anterior, al subir 449 posiciones hasta el n.º 65. Fue el segundo jugador más joven en terminar Top 100 (detrás de Novak Djokovic) y fue el primer adolescente de Gran Bretaña en terminar Top 100 desde Buster Mottram en 1974. Llegó al menos a segunda ronda en 10 torneos ATP. En el inicio de año jugó principalmente Challengers y Futures.
Hizo su debut ATP en el Torneo de Barcelona (perdiendo ante Jan Hernych). Tuvo su despegue durante la gira en césped británica. Ganó sus primeros partidos en el Torneo de Queen's Club, venciendo a Santiago Ventura y Taylor Dent para llegar a tercera ronda (perdiendo ante Thomas Johansson). Fue el último británico en seguir con vida en Wimbledon hasta tercera ronda. Venció a George Bastl y Radek Štěpánek en sets corridos antes de caer ante David Nalbandian en cinco sets tras ir arriba dos sets a cero.
Durante el verano ganó los títulos del Challenger de Aptos (venciendo a Rajeev Ram) y del Challenger de Binghamton (venciendo al colombiano Alejandro Falla).
Hizo su debut en el US Open jugando dos partidos a cinco sets (venciendo a Andrei Pavel, perdiendo ante Arnaud Clément).
Hizo su debut en individuales de Copa Davis ante Suiza en la repesca del Grupo Mundial, perdiendo con Stanislas Wawrinka en sets corridos.
Llegó a su primera final ATP en el Torneo de Bangkok, venciendo a George Bastl, Robin Soderling, Robby Ginepri y a Paradorn Srichaphan antes de caer ante el n.º 1 Roger Federer. En su último torneo ATP del año, llegó a cuartos en el Torneo de Basilea, venciendo a su compatriota Tim Henman en primera ronda en la muerte súbita del tercer set. También derrotó a Tomáš Berdych antes de caer ante Fernando González.
Fue el británico más joven en jugar una serie de Copa Davis con 17 años, 293 días cuando junto a David Sherwood vencieron a los israelíes Jonathan Erlich y Andy Ram en marzo. También jugó Copa Davis (junto con Greg Rusedski) en la derrota ante los suizos Yves Allegro y Roger Federer.

### 2006: Primer título ATP y Número uno de Gran Bretaña
Terminó Top 20 por primera vez en el n.º 17 y logró su primer título ATP. Fue el segundo jugador más joven (detrás de Novak Djokovic) en terminar el año Top 20. Tras comenzar la temporada con récord de 12-14, desde mediados de junio logró registro de 28-11.
Sus mejores resultados fueron cuartos de final en el Torneo de Nottingham (perdiendo ante Andreas Seppi), cuarta ronda en Wimbledon (venciendo al n.º 5 Andy Roddick, perdiendo ante Marcos Baghdatis), semifinales en el Torneo de Newport (perdiendo ante Justin Gimelstob), su tercera final ATP en el Torneo de Washington (perdiendo de nuevo ante Arnaud Clément), semifinales en el Masters de Toronto (perdiendo ante Richard Gasquet) y cuartos de final en el Masters de Cincinnati (venciendo al n.º 1 Roger Federer, perdiendo ante Andy Roddick).
Fue uno de los dos jugadores (junto con Rafael Nadal) en vencer en el año a Federer y cortó su racha de 55 victorias seguidas en Norteamérica.
Luego llegó a cuarta ronda en el US Open (venciendo al n.º 11 Fernando González, perdiendo ante Nikolái Davydenko).
Sus mejores resultados tras el US Open fueron tercera ronda en el Masters de Madrid (venciendo al n.º 3 Ivan Ljubičić, perdiendo ante Novak Djokovic) y en el Masters de París-Bercy (perdiendo ante Dominik Hrbaty).
Antes de su exitosa segunda mitad, logró su primer título ATP en el Torneo de San José en febrero, venciendo al n.º 3 Andy Roddick en semifinales y al n.º 11 y ex n.º 1 Lleyton Hewitt en la muerte súbita del tercer set. Salvó dos puntos de partido ante Hewitt para ser el jugador más joven del año en ganar su primer título ATP en el año con 18 años y nueve meses. Luego subió del 60 al Top 50 por primera vez en el n.º 47.
Comenzó a trabajar con el ex Top 10 Brad Gilbert en el Torneo de Washington (31 de julio) y estuvo 19-8 con él. Quedó 4-4 ante rivales Top 10 y acumuló marcas de 26-14 en asfalto, 9-4 en césped y 4-5 en arcilla.

### 2007: Llegada al Top 10
Siguió con su mejoría en el ranking, terminando Top 15 por primera vez en el n.º 11. Llegó al Top 10 de abril y estuvo ahí nueve semanas, llegando al n.º 8 en junio. A pesar del éxito, se perdió casi cuatro meses por lesiones en su espalda y muñeca.
Tuvo un potente inicio de 23-5 hasta marzo, llegando al menos a semifinales en cinco de sus seis torneos. Abrió con la final en el Torneo de Doha (venciendo al n.º 3 Nikolái Davydenko, perdiendo ante Ivan Ljubičić) y luego hizo cuarta ronda en el Abierto de Australia (perdiendo ante Rafael Nadal en cinco sets).
En febrero tuvo semifinales seguidas en torneos ATP World Tour Masters 1000 en el Masters de Indian Wells (venciendo al n.º 4 Nikolái Davydenko, al n.º 9 Tommy Haas, perdiendo ante Novak Djokovic) y en el Masters de Miami (venciendo a Andy Roddick-retiro, perdiendo de nuevo ante Djokovic).
En abril sufrió una lesión en su espalda en primera ronda de dobles en el Masters de Montecarlo y estuvo fuera un mes.
Luego en su segundo torneo tras su regreso en el Masters de Hamburgo, el 15 de mayo, se lesionó su muñeca derecha mientras vencía 5-1 a Filippo Volandri y tuvo que retirarse. Estuvo fuera por casi tres meses ante de volver el 7 de agosto en el Masters de Canadá donde cayó en segunda ronda ante Fabio Fognini. En la semana siguiente perdió con Marcos Baghdatis en primera ronda en el Masters de Cincinnati y luego llegó a tercera ronda en el US Open (perdiendo ante Lee Hyung-taik).
Terminó el resto de la temporada con una gran marca de 16-4. Lideró a Gran Bretaña de regreso al Grupo Mundial 2008 al ganar sus dos individuales contra Croacia en el repechaje, incluyendo una victoria en cinco sets sobre Marin Čilić en el primer punto.
En la gira de cinco semanas bajo techo en Europa, llegó a la final del Torneo de Metz (perdiendo ante Tommy Robredo), a segunda ronda del Torneo de Moscú (perdiendo ante Janko Tipsarević), tercera ronda en el Masters de Madrid (perdiendo ante Rafael Nadal), y logró el título en el Torneo de San Petersburgo (venciendo a Fernando Verdasco), y por último llegó a cuartos en el Masters de París (perdiendo ante Richard Gasquet). Lideró la ATP en victorias bajo techo (23-5).
Quedó 5-6 contra rivales Top 10 y con registros de 36-12 en pista dura, 5-0 en moqueta, 2-0 en césped y 0-2 en arcilla. En poca acción de dobles, quedó con récord de 3-3 (junto con su hermano Jamie Murray), llegando a semifinales en el Torneo de Doha y cuartos de final en el Torneo de Metz.

### 2008: Primera final de Grand Slam

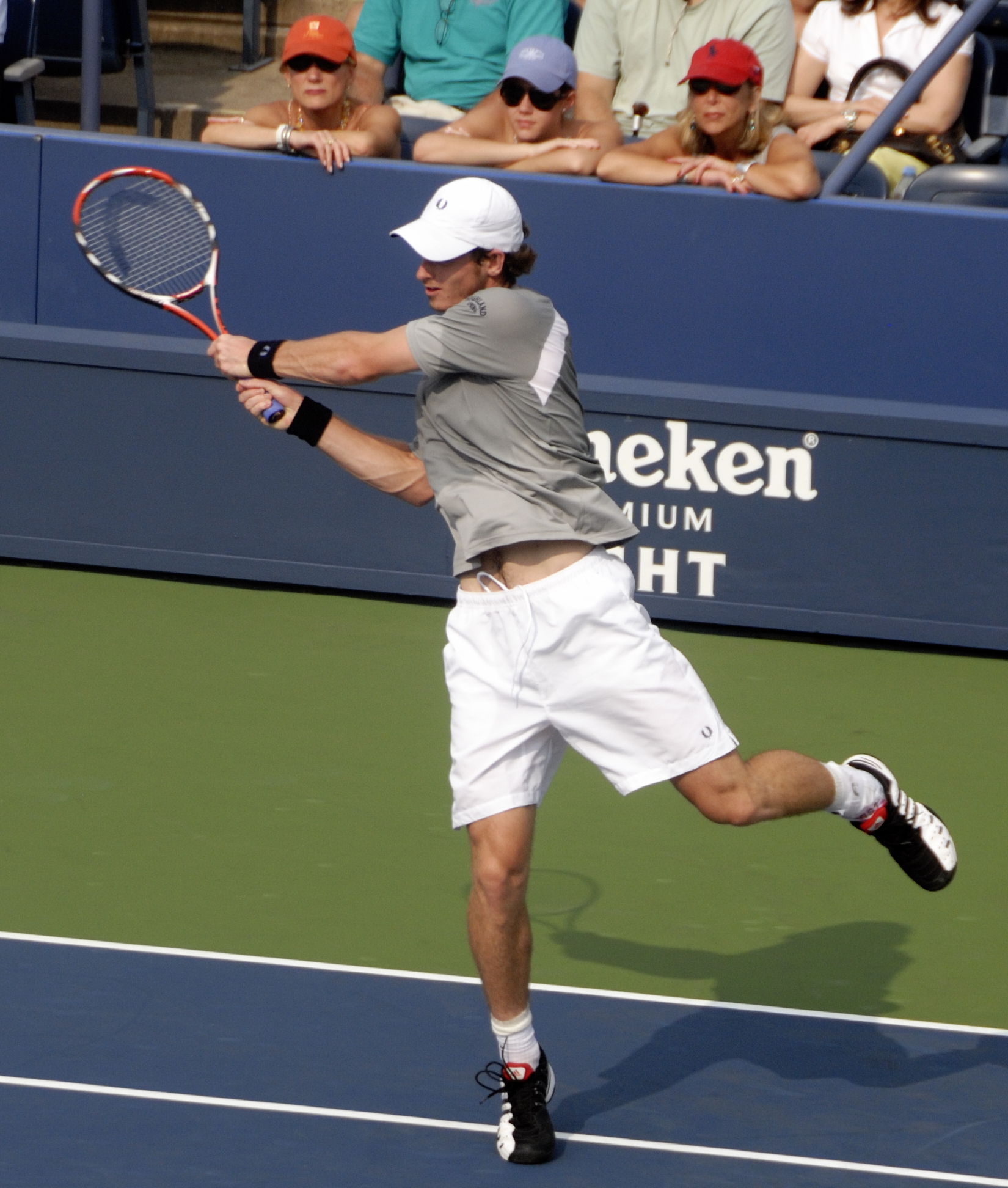
Murray durante la final del US Open donde perdió contra Roger Federer.

Logró la mejor temporada de su carrera al ganar cinco títulos ATP World Tour y llegando a su primera final de Grand Slam. Fue el primer británico en ganar cinco títulos en un año en la Era Abierta y el primer británico en llegar a una final de Grand Slam desde Greg Rusedski en el US Open 1997. Está en camino a ser el primer británico en terminar Top 4 en los 46 años de historia del ranking ATP.
Comenzó con marca de 10-1 con títulos en dos de sus primeros tres torneos; en el Torneo de Doha (venciendo a Nikolai Davydenko en semifinales, y a Stanislas Wawrinka en la final) y en el Torneo de Marsella (venciendo a Mario Ančić). Entre medio cayó en primera ronda del Abierto de Australia (perdiendo ante el posterior finalista, el francés Jo-Wilfried Tsonga). En marzo venció al n.º 1 Roger Federer en tres sets en ronda inicial del Torneo de Dubái en camino a cuartos de final (perdiendo ante Nikolai Davydenko).
Tuvo altibajos en sus próximos siete eventos con marca de 9-7 antes de llegar a cuartos de final en el Torneo de Queen's Club (W/O ante Andy Roddick) y en Wimbledon (venciendo a Stanislas Wawrinka y Novak Djokovic, perdiendo ante el posterior campeón Rafael Nadal).

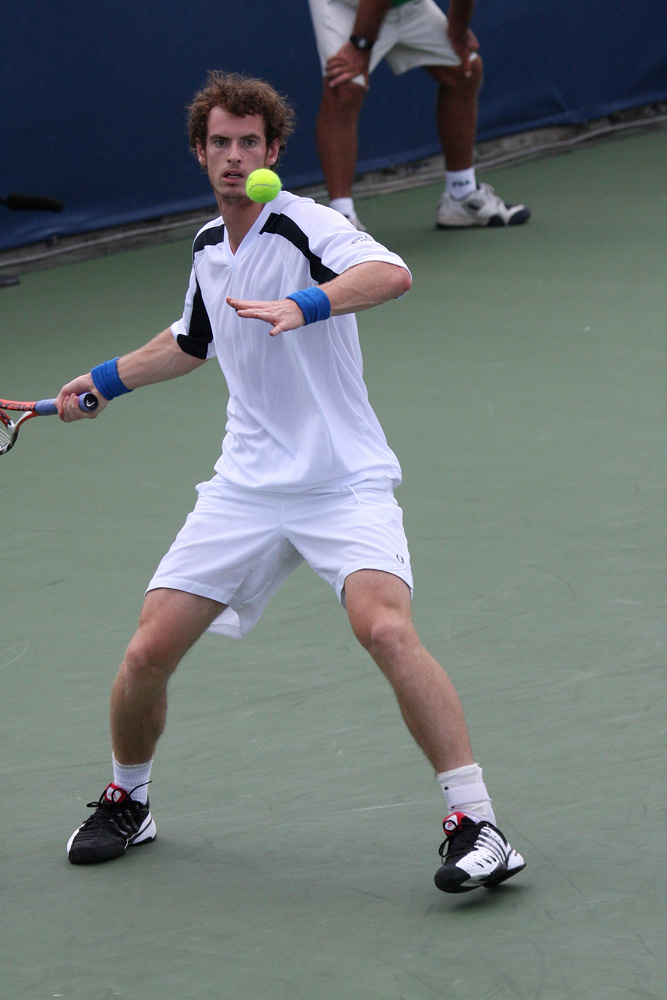
Murray en el Masters de Cincinnati 2017.

Luego ganó su primer título ATP Masters Series en el Masters de Cincinnati (venciendo a Novak Djokovic). Después de perder en primera ronda de los Juegos Olímpicos de Beijing ante Yen-Hsun Lu, alcanzó la final del US Open, propinándole a Rafael Nadal su primera derrota como n.º 1 en semifinales. También derrotó al n.º 10 Stanislas Wawrinka en cuarta ronda y al n.º 17 Juan Martín del Potro en cuartos de final antes de caer en sets corridos la final ante Roger Federer. Subió del n.º 6 al n.º 4 después de eso.
Acumuló un récord personal de 14 victorias seguidas con dos victorias en Copa Davis contra Alexander Peya y Jurgen Melzer de Austria aunque Gran Bretaña perdió 3-2.

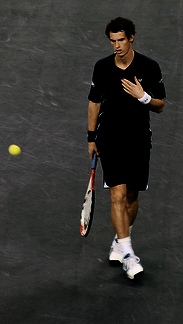
Murray durante la Tennis Masters Cup 2008.

Durante la gira bajo techo, ganó su segundo Masters 1000 seguido en el Masters de Madrid (venciendo a Roger Federer en semifinales y a Gilles Simon en la final). Clasificó por primera vez a la Tennis Masters Cup de Shanghái.
Quedó con marca de 40-9 en pista dura, 8-1 en césped y 7-5 en arcilla. También hizo marcas personales con 22-10 en tie-breaks, 17-2 bajo techo y 9-7 contra rivales Top 10. Alcanzó un récord de su carrera con más de $3 millones ganados.

### 2009: 3.º y 4.º Masters 1000
El escocés logró su mejor marca con seis títulos ATP World Tour y su mejor ranking más alto en el n.º 2 en agosto, antes de terminar n.º 4. Lideró el circuito con un 85,7% de victorias. Llegó al menos a cuartos de final en 13 de 18 torneos y logró una marca personal de 14-6 ante rivales Top 10.
Defendió su título en el Torneo de Doha con victorias seguidas sobre el n.º 2 Roger Federer (semifinales) y el n.º 8 Andy Roddick (final). Ganó 47 de 50 turnos al servicio en el torneo. Llegó a cuarta ronda en el Abierto de Australia (perdiendo ante Fernando Verdasco).
Venció al n.º 1 Rafael Nadal en la final del Torneo de Róterdam para conseguir su décimo título ATP World Tour. Llegó a cuartos en el Torneo de Dubái donde se retiró por un virus. También se retiró de la primera ronda de la Zona Europea de Copa Davis ante Ucrania.

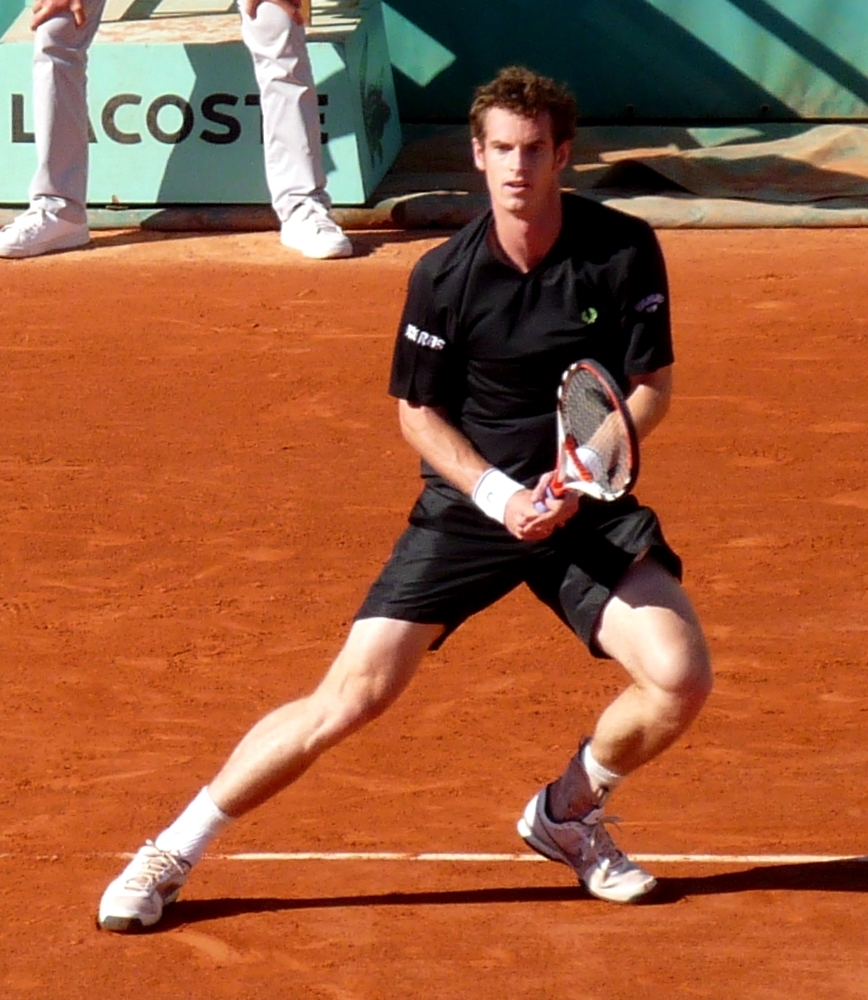
Murray en los cuartos de final de Roland Garros 2009.

Regresó en marzo para llegar a la final del Masters de Indian Wells (perdiendo ante Rafael Nadal). Venció al n.º 2 Roger Federer en semifinales por cuarto partido seguido desde que perdiera ante el suizo en la final del US Open 2008. Se llevó el título en el Masters de Miami (venciendo a Novak Djokovic). Fue el primer británico en ganar el torneo en sus 25 años de historia.

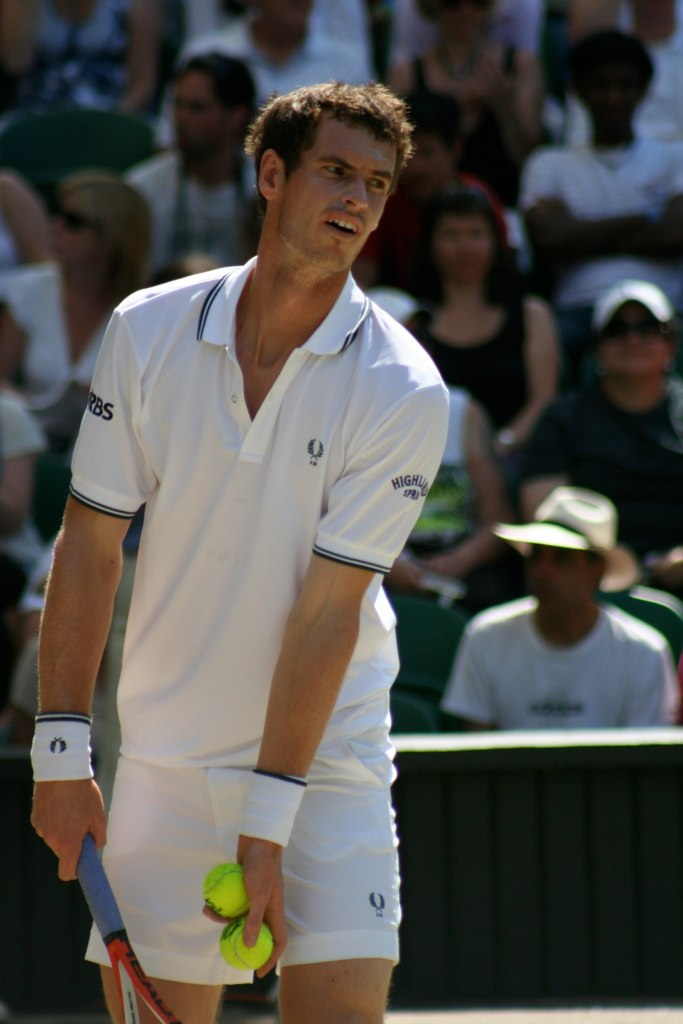
Murray al servicio en el Campeonato de Wimbledon 2009.

Llegó a su primera semifinal en arcilla, en el Masters de Montecarlo (perdiendo ante Rafael Nadal). Llegó a cuartos de final en el Masters de Madrid. Luego hizo su mejor campaña en Roland Garros llegando hasta cuartos de final (perdiendo ante Fernando González).
Ganó primer título en césped en el Torneo de Queen's Club (venciendo a James Blake). No perdió un set y sólo perdió su saque dos veces. Luego hizo semifinales en Wimbledon (perdiendo ante Andy Roddick). Fue el noveno británico hombre en llegar a semifinales desde que se aboliera el Challenge Round en 1922.
Ganó su cuarta corona ATP World Tour Masters 1000 en el Masters de Montreal para llegar a su posición más alta en el ranking, el n.º 2 el 17 de agosto y estuvo ahí por cuatro semanas. Es el británico con ranking más alto en la historia ATP (desde 1973) y el primero en romper el dominio Federer-Nadal en los dos primeros lugares desde que Lleyton Hewitt estuviera n.º 2 el 18 de julio de 2005. Luego hizo semifinales en el Masters de Cincinnati (perdiendo ante Federer). Sufrió un agravamiento de una lesión en su muñeca izquierda durante la serie de Copa Davis contra Polonia y se retiró de los torneos asiáticos de Tokio y del Masters de Shanghái.
Regresó a la acción en el Torneo de Valencia y logró su sexta corona (venciendo a Mijaíl Yuzhny). Fue el primer británico en ganar 14 títulos en la Era Abierta, sobrepasando a Greg Rusedski (13, quien también tuvo dos coronas como canadiense).
Quedó 2-1 en el round-robin en las ATP World Tour Finals. No llegó a semifinales tras perder un desempate con Juan Martín del Potro por un juego.
Quedó con marca de 46-6 en cemento, 10-1 en pasto, 9-4 en polvo de ladrillo y 15-2 bajo techo. Logró su mayor cantidad de premio en dinero con $4,421,057 y estuvo entre los líderes de las cuatro categorías de devolución del servicio. Fue el n.º 1 en puntos devolviendo el primer saque (35%) y n.º 2 en puntos ganados devolviendo el segundo saque (56%), puntos de quiebre convertidos (46%) y juegos de devolución ganados (33%). Además, fue el n.º 9 en acces con su marca más alta de su carrera con 575.

### 2010: Subcampeón del Abierto de Australia
El escocés terminó n.º 4 por tercera temporada seguida, con un par de títulos ATP World Tour Masters 1000 y su segunda final de Grand Slam. Estuvo Top 4 en todas menos cinco semanas en el año (n.º 3 por cuatro semanas).

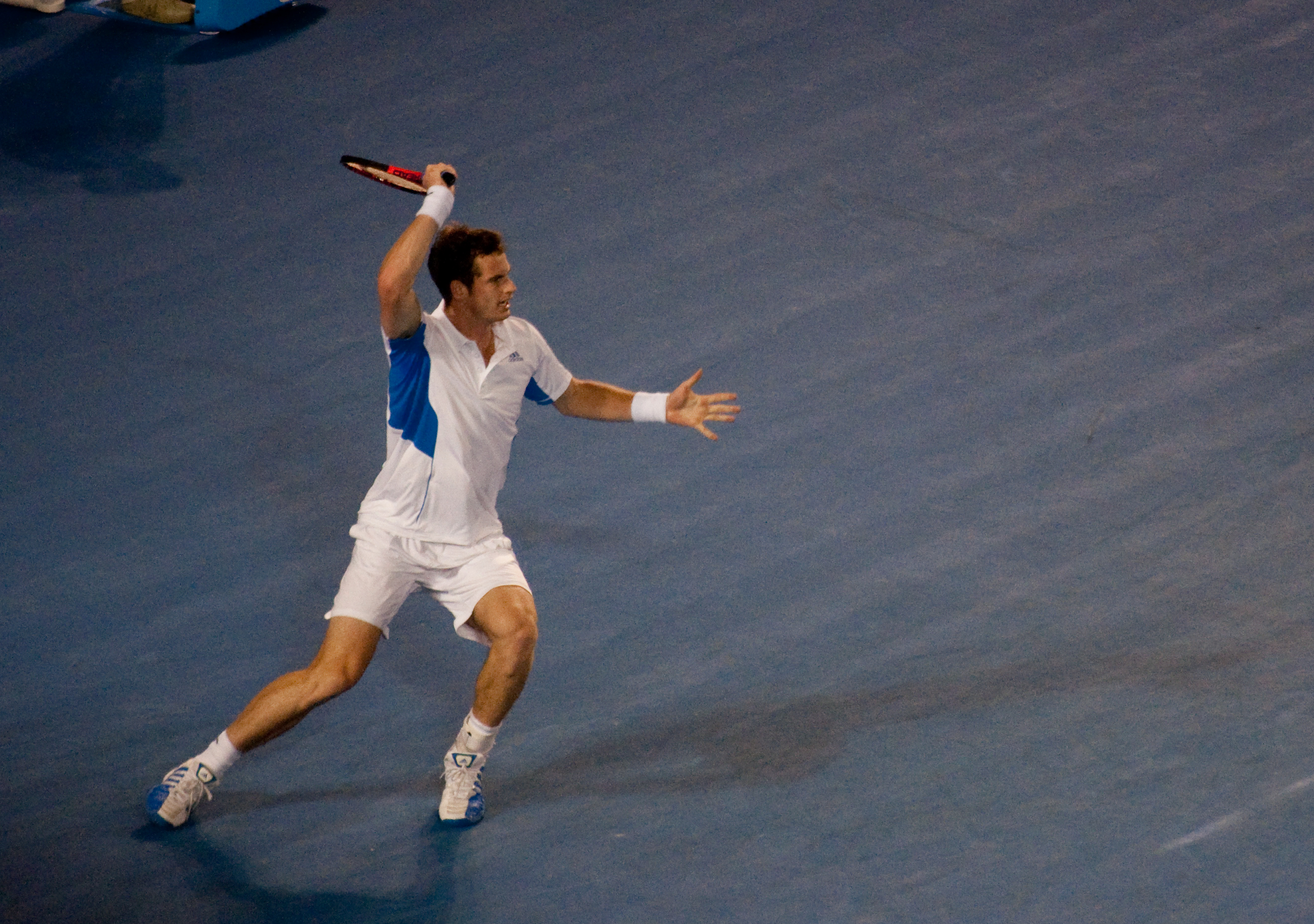
Murray ante Roger Federer en la final Abierto de Australia 2010.

Comenzó su campaña en el Abierto de Australia donde llegó a su primera final con una victoria sobre Rafael Nadal en cuartos de final (retirada del español por lesión en la rodilla) perdiendo solo un set en camino a la final (perdiendo de nuevo ante Roger Federer). Fue el primer británico en llegar a la final de Australia desde John Lloyd en 1977 y primer británico en llegar al menos a dos finales de Grand Slam en 72 años.
Después de sufrir en marzo-abril con derrotas tempranas en el Torneo de Dubái (segunda ronda), Masters de Indian Wells (cuarta ronda), Masters de Miami (segunda ronda), Masters de Montecarlo (segunda ronda) y Masters de Roma (tercera ronda), llegó por tercera vez a cuartos de final en el año, en el Masters de Madrid, perdiendo con David Ferrer. En Roland Garros perdió con el cabeza de serie n.º 15 Tomáš Berdych en cuarta ronda.
En junio en el Torneo de Queen's Club de Londres, perdió con Mardy Fish en tercera ronda, pero luego hizo semifinales en Wimbledon por segundo año seguido (perdiendo ante Rafael Nadal). Se separó de su técnico Miles Maclagan el 27 de julio.

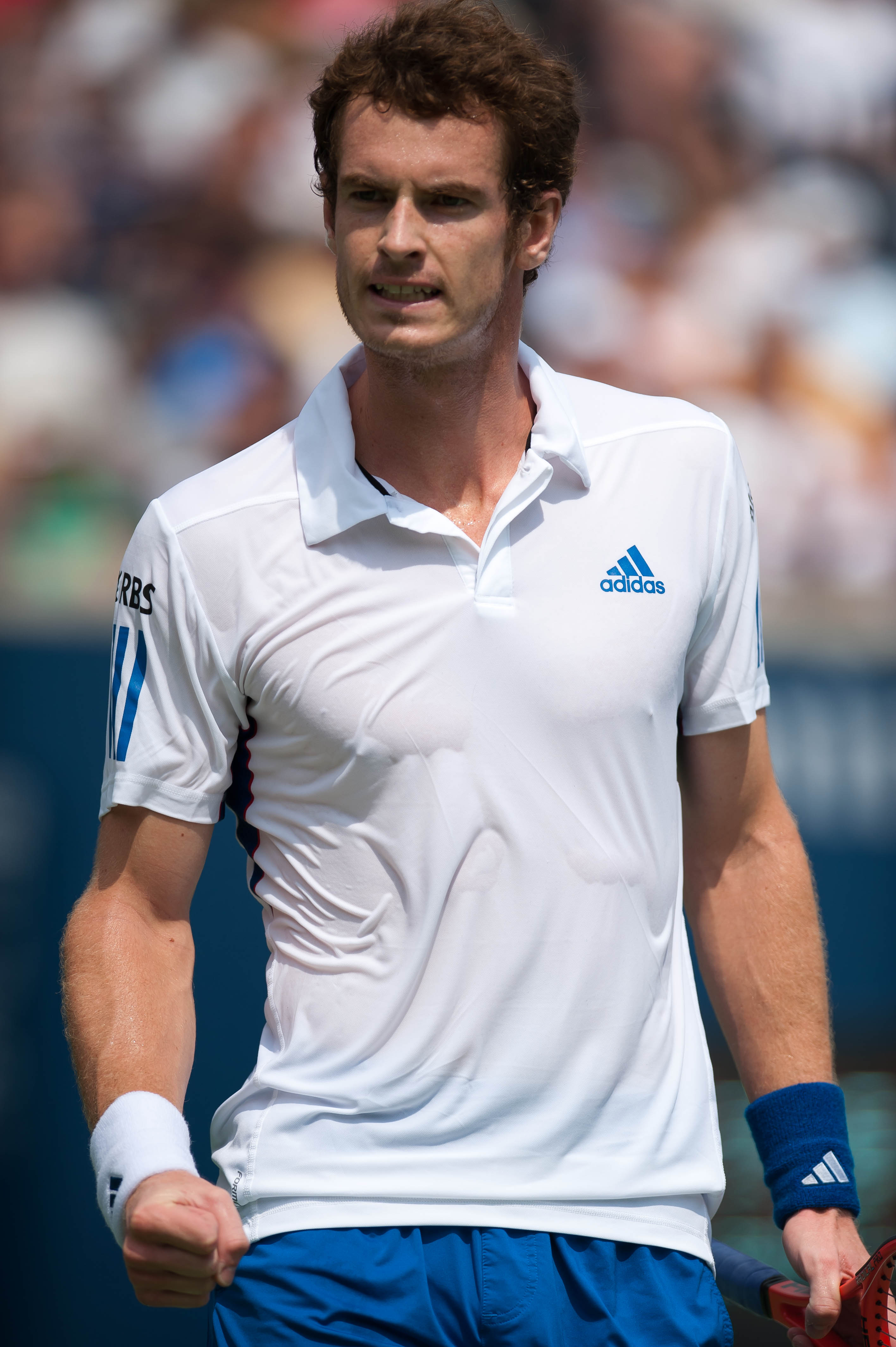
Murray en el Masters de Canadá 2010.

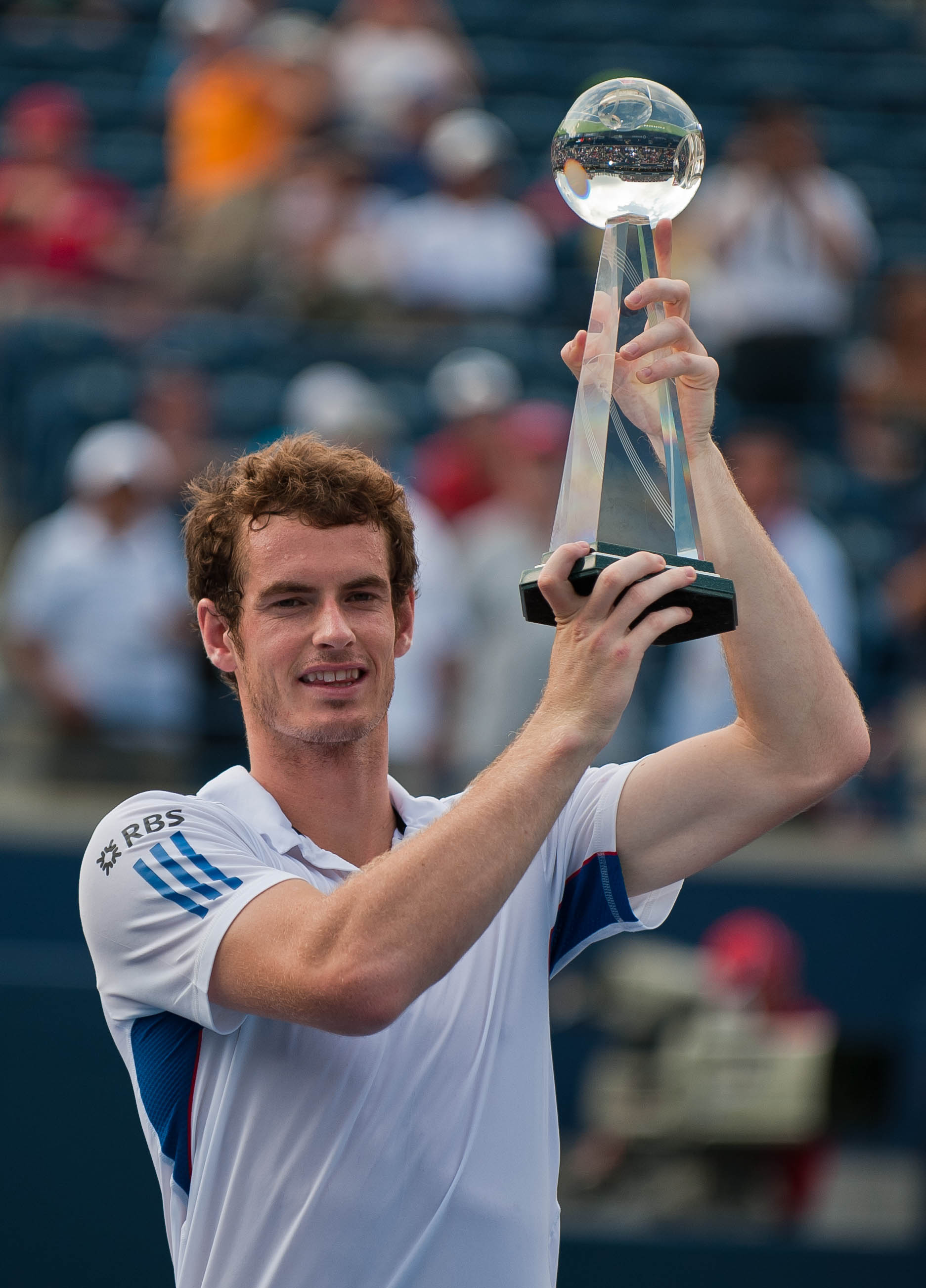
Murray levantando el trofeo de campeón en la Rogers Cup 2010

A fines de julio aceptó una invitación al Torneo de Los Ángeles y perdió con Sam Querrey en la final (tras tener un punto de partido). A mediados de agosto, en el Masters de Toronto, defendió el título del año anterior, tras vencer por un doble 7-5 a Roger Federer en la final. Fue el primer jugador en ganar títulos consecutivos en Canadá desde André Agassi 1994-95. En su camino fue el quinto tenista en vencer a Federer y Nadal en el mismo torneo (venció a Nadal en semifinales).
En el US Open perdió con Stanislas Wawrinka en tercera ronda en un partido de cuatro horas.
Regresó en octubre y llegó a cuartos en el Torneo de Pekín (perdiendo con Ivan Ljubičić) y luego ganó su sexta corona ATP Masters Series, en el Masters de Shanghái y no perdió un set en cinco partidos (venciendo a Roger Federer otra vez).
Cerró su temporada con cuartos de final en el Masters de París (perdiendo ante Gaël Monfils) y semifinales en las ATP World Tour Finals de Londres donde perdió ante el n.º 1 Rafael Nadal en la muerte súbita del tercer set.
Quedó con marca de 34-12 en asfalto, 6-2 en hierba y 6-4 en tierra batida y 7-5 contra rivales Top 10. En dobles junto a su hermano Jamie ganaron su primer título en el Torneo de Valencia.

### 2011: Segunda final en Australia
El escocés terminó n.º 4 por cuarto año seguido tras ganar cinco títulos de seis finales.

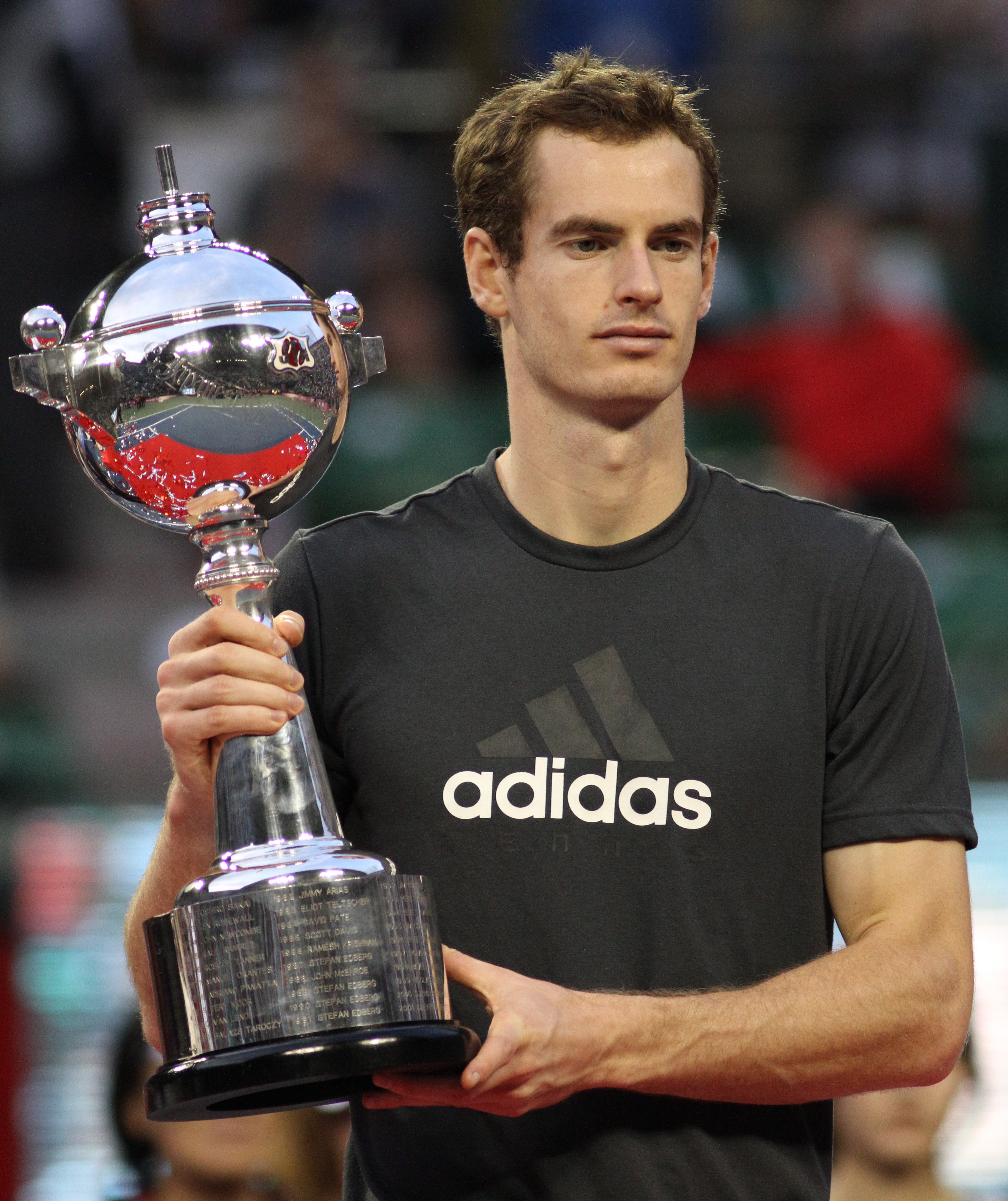
Murray con su trofeo de campeón del Torneo de Tokio 2011.

Desde mediados de agosto al final de la temporada, quedó con marca de 27-3, con su 2.º título en el Masters 1000 Cincinnati (venciendo a Novak Djokovic), semifinales en el US Open (perdiendo ante Rafael Nadal), 2 partidos de Copa Davis contra Hungría y títulos en Asia, en el Torneo de Bangkok (venciendo a Donald Young), en el Torneo de Tokio (venciendo a Rafa Nadal) y el Masters de Shanghái (venciendo a David Ferrer). Fue la primera vez que ganó 3 títulos seguidos y fue el tercer jugador en el año en lograrlo (Federer, Djokovic).

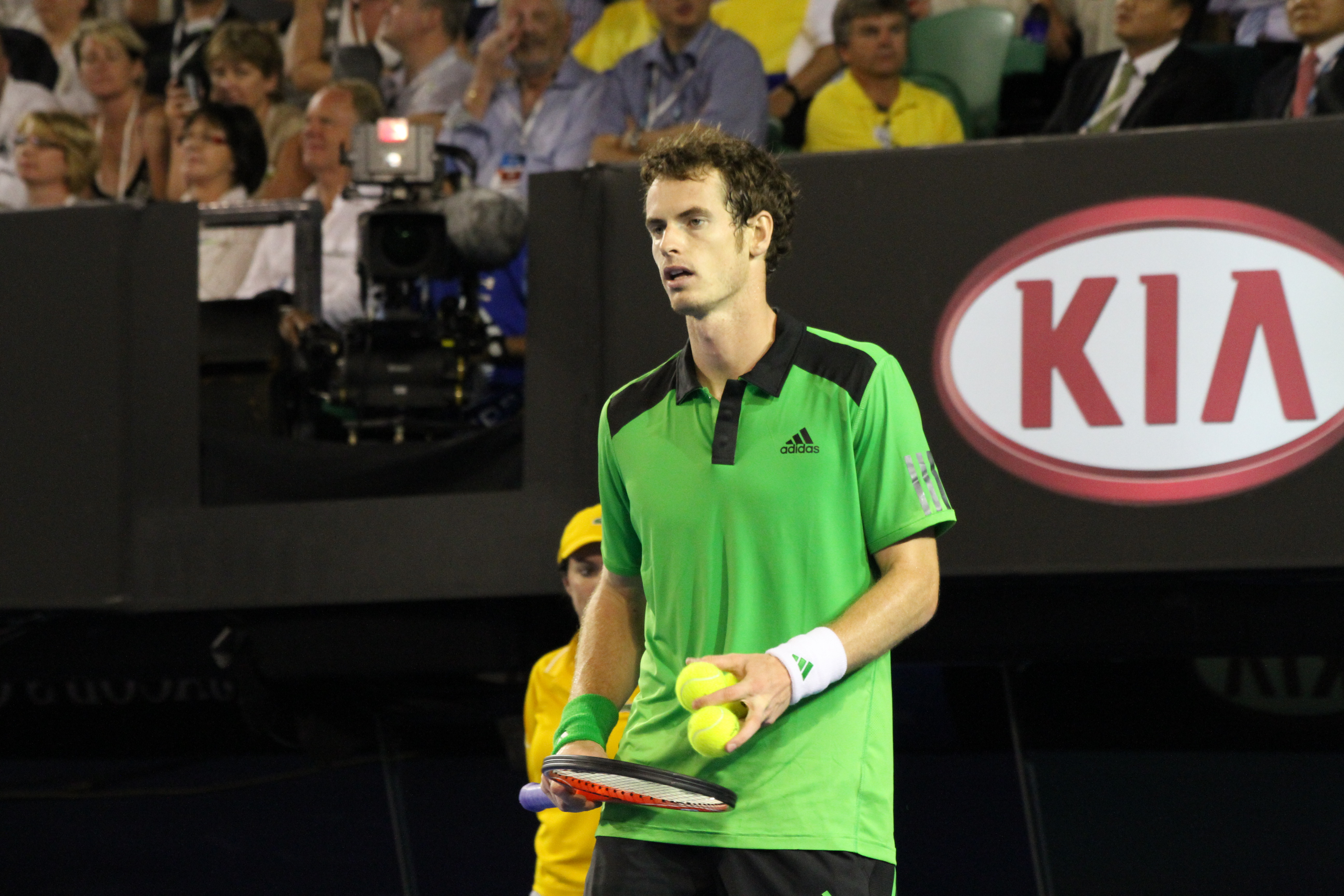
Murray en el Australian Open 2011 donde perdería su segunda final consecutiva en el major asiático

Ganó 5 de 6 finales, siendo su única derrota en el Abierto de Australia por 2.º año seguido (perdiendo ante Novak Djokovic). Fue la tercera vez en 4 años que ha ganado al menos cinco títulos.
En junio ganó su segunda corona en el Torneo de Queen's Club en Londres (venciendo a Andy Roddick en semifinales, y a Jo-Wilfried Tsonga en la final) y luego hizo semifinales en Wimbledon (perdiendo ante Rafael Nadal) por tercer año consecutivo.
Llegó a la gira en arcilla con marca de 6-4 antes de hacer semifinales en el Masters de Montecarlo (perdiendo ante Nadal en 3 sets). Luego hizo tercera ronda en el Masters de Madrid (venciendo a Gilles Simon, perdiendo ante Thomaz Bellucci) y semifinales en el Masters de Roma (perdiendo ante Novak Djokovic) y en Roland Garros (también cayendo ante Djokovic).
Comenzó el año con se segundo vicecampeonato seguido en el Abierto de Australia (perdiendo con Novak Djokovic) y luego perdió en 3 debuts seguidos antes de recuperarse en arcilla en abril, con marca de 12-4.
Logró su mejor marca en su carrera de Grand Slam con 21-4, haciendo al menos semifinales en todos por primera vez en una temporada. Quedó 7-8 contra rivales Top 10 y compiló marcas de 35-8 en asfalto, 12-4 en arcilla y 9-1 en césped.

### 2012: Medalla de oro olímpica y primer Grand Slam
Comenzó el año con Ivan Lendl como su nuevo entrenador y su primer torneo fue el ATP 250 de Brisbane. Comenzó de forma lenta con dos partidos muy difíciles venciendo a Mijaíl Kukushkin por 5-7, 6-3, 6-2 y a Gilles Muller por 4-6, 7-6(4) y 6-0. En cuartos de final doblegó con más facilidad a Marcos Baghdatis doble 6-2, en las semifinales venció al joven australiano Bernard Tomic 6-3, 6-2 y en la final al ucraniano Alexandr Dolgopolov por un claro 6-1 y 6-3 para ganar su título número 22 y primero del año.
Comenzó el Abierto de Australia venciendo a Ryan Harrison en cuatro sets, luego venció a Édouard Roger-Vasselin, Michaël Llodra y Mijaíl Kukushkin en sets corridos. Siguió con su gran nivel en cuartos de final venciendo a Kei Nishikori por 6-3, 6-3 y 6-1 para llegar a su quinta semifinal seguida de Grand Slam. Ahí perdió contra el serbio y número 1 Novak Djokovic en cinco sets por 6-3, 3-6, 6-7(4), 6-1 y 7-5 en 4 horas y 50 minutos.
Se entrenó en el Torneo de Delray Beach, antes de dirigirse al ATP 500 de Dubái. Ya en el torneo árabe fue tercer preclasificado y en primera ronda venció a Michael Berrer en 3 sets por 6-3, 4-6, 6-4. En las dos siguientes rondas venció a Marco Chiudinelli y Tomáš Berdych en sets corridos para avanzar a semifinales donde derrotó al n.º 1 del mundo Novak Djokovic por 6-2 y 7-5. En la final fue derrotado por Roger Federer por 5-7, 4-6.
Perdió de entrada sorpresivamente en el Masters de Indian Wells en segunda ronda ante Guillermo García-López en sets corridos. Mejoró en el Masters de Miami venciendo en 2.ª ronda a Alejandro Falla, en 3.ª disfrutó de un Walkover (No presentación) de su rival Milos Raonic, en 4 ronda venció a Gilles Simón en sets corridos. En cuartos de final venció a Janko Tipsarević por 4-6, 6-3, 6-4. En semifinales debía enfrentarse a Rafael Nadal pero accedió directamente a la final tras otro W/O. Ahí perdió contra Novak Djokovic por 1-6, 6-7(4).

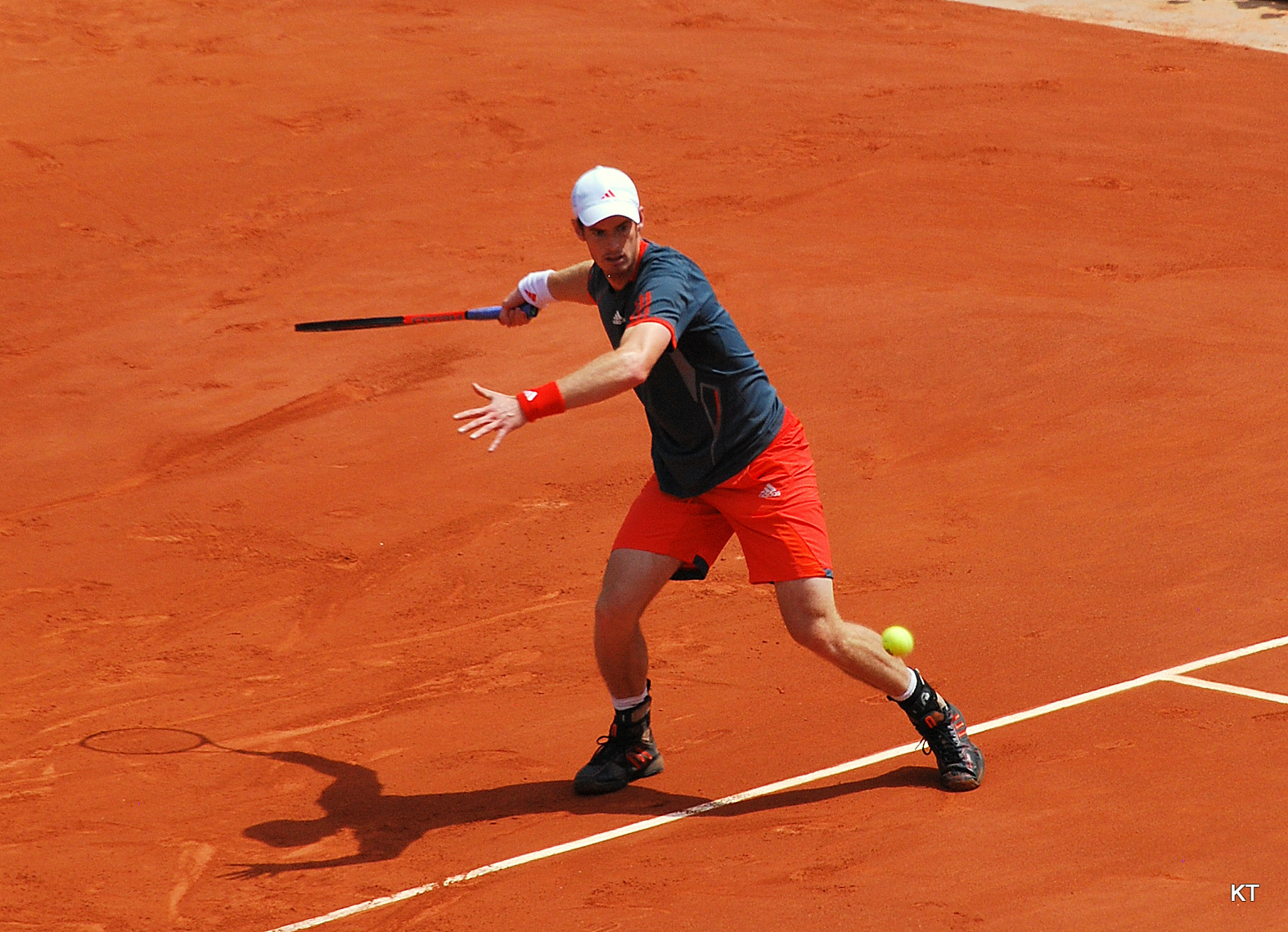
Murray en Roland Garros 2012.

Tuvo una regular gira sobre arcilla llegando a cuartos en el Masters de Montecarlo (perdiendo ante Tomáš Berdych) y en el ATP 500 de Barcelona (perdiendo ante Milos Raonic). Luego perdió en la tercera ronda del Masters de Roma contra Richard Gasquet. Fue cuarto cabeza de serie en Roland Garros, en primera ronda venció a Tatsuma Ito en sets corridos, en 2.ª a Jarkko Nieminen en cuatro mangas, en 3.ª a Santiago Giraldo en sets corridos, en 4.ª ronda se cobró revancha de Richard Gasquet y lo venció por 1-6, 6-4, 6-1 y 6-2, en cuartos de final perdió ante David Ferrer por 4-6, 7-6(3), 3-6, 2-6, siendo esta la primera vez desde el Abierto de Australia 2011 que no llegaba a semifinales en Grand Slam. Así quedó 9-4 en la gira europea sobre arcilla.

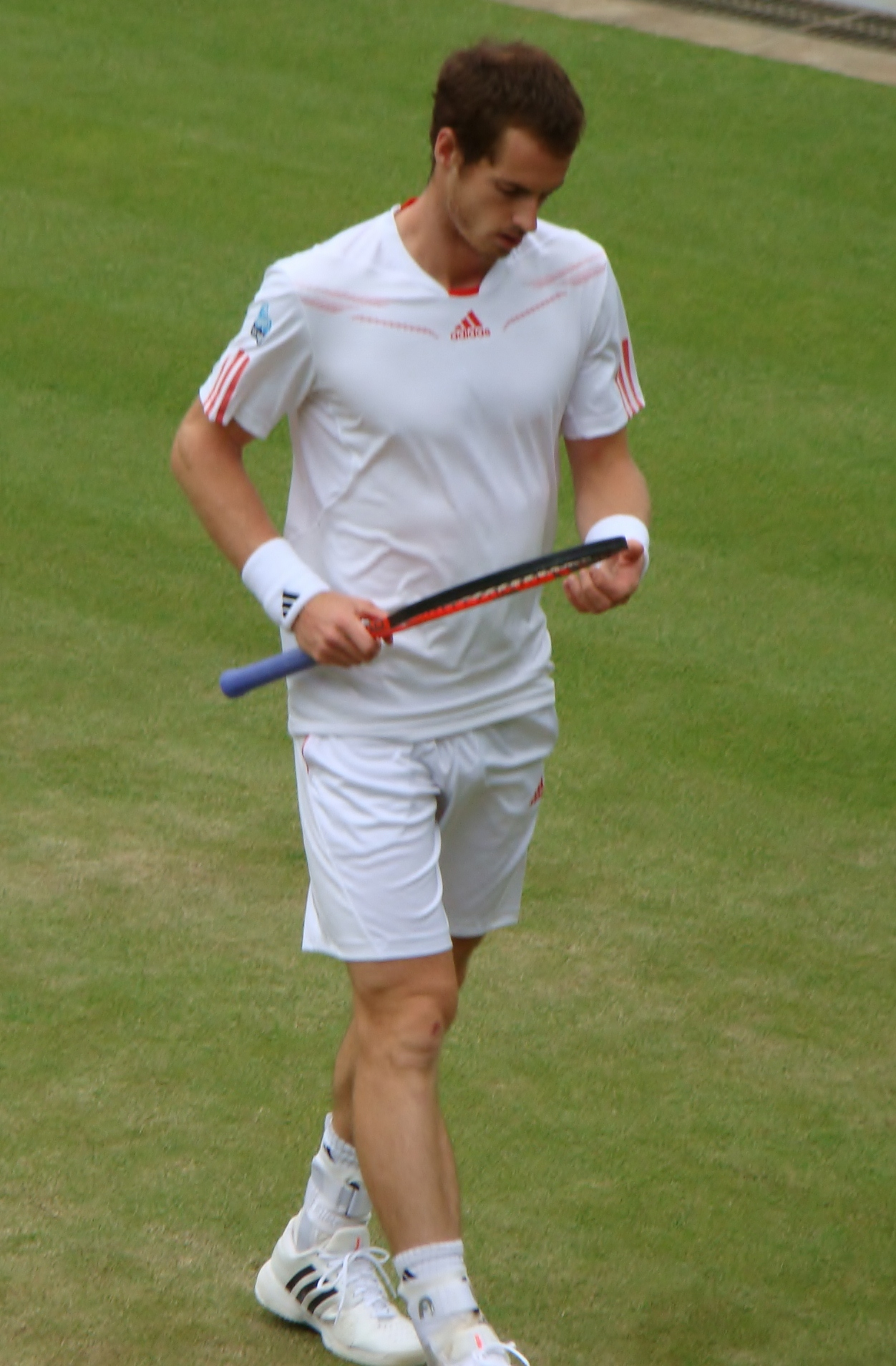
Murray en Wimbledon 2012 se convirtió en el primer británico en llegar a la final desde Bunny Austin en 1938.

Comenzó mal su gira de césped al caer en segunda ronda en el Torneo de Queen's contra Nicolas Mahut en tres sets. En Wimbledon fue cuarto cabeza de serie y le tocó un cuadro bastante complicado, en primera ronda venció al ex 5 del mundo Nikolái Davydenko en sets corridos, en 2.ª ronda tuvo que luchar para eliminar al cañonero croata Ivo Karlović por 7-5, 6-7(5), 6-2, 7-6(4) y en 3.ª ronda necesitó otro 4 sets para batir a Marcos Baghdatis por 7-5, 3-6, 7-5, 6-1 (partido que terminó a las 23:02 hora británica). En cuarta ronda venció más fácilmente a Marin Čilić en sets corridos, en cuartos de final se vio las caras con David Ferrer y en una revancha de lo ocurrido en Roland Garros logró vencerlo no sin antes tener que luchar para ganar por 6-7(5), 7-6(6), 6-4 y 7-6(4). En semifinales venció al 5.º preclasificado Jo-Wilfried Tsonga por 6-3, 6-4, 3-6, 7-5 para convertirse en el primer británico en alcanzar la final en La Catedral desde Bunny Austin en 1938. En la final se enfrentó al n.º 3 del mundo y 6 veces campeón del torneo, Roger Federer, contra quien perdió por 6-4, 5-7, 3-6, 4-6.

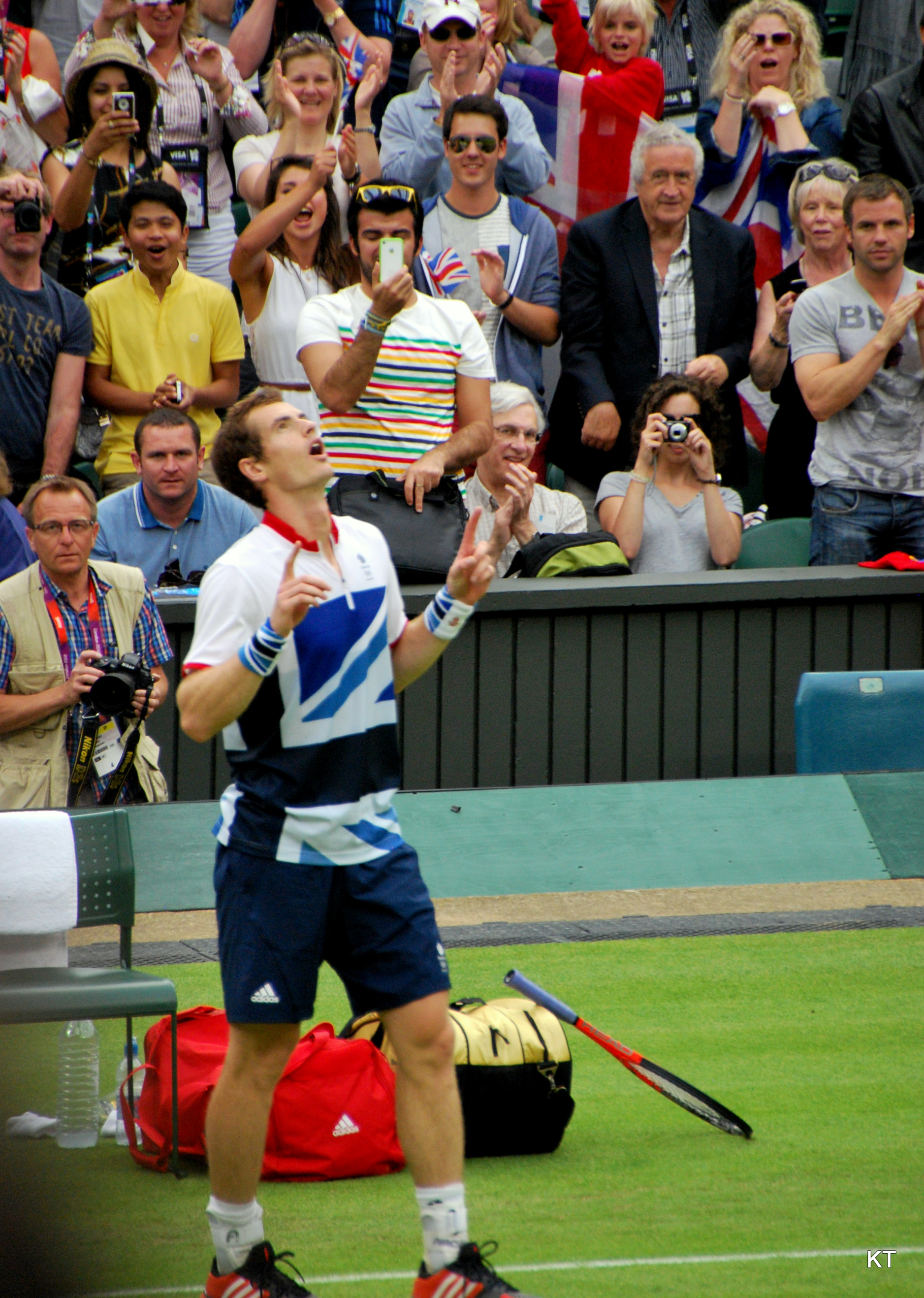
Andy Murray celebrando su victoria sobre Stanislas Wawrinka en primera ronda de los Juegos Olímpicos de Londres 2012.

Regresó al césped de Wimbledon tres semanas después, esta vez para disputar los Juegos Olímpicos de Londres 2012 en individuales, dobles y dobles mixtos. Se asoció con su hermano Jamie Murray en dobles y perdieron en primera ronda contra los austríacos Jürgen Melzer y Alexander Peya en tres sets. En los dobles mixtos hizo dupla con Laura Robson y llegaron a la final donde perdieron ante los bielorrusos y principales sembrados Victoria Azarenka y Max Mirny en tres sets, logrando la medalla de plata. En individuales comenzó bien venciendo a Stan Wawrinka y Jarkko Nieminen en sets corridos en las dos primeras rondas, en tercera ronda venció a Marcos Baghdatis en tres sets y en cuartos de final a Nicolás Almagro por 6-4 y 6-1. En semifinales venció al n.º 2 del mundo Novak Djokovic doble 7-5 para acceder a la final. Ahí se cobro revancha de lo ocurrido en Wimbledon hace 1 mes atrás justamente ahí mismo en La Catedral venciendo a Roger Federer por un claro 6-2, 6-1 y 6-4 cediéndole solo 7 juegos al suizo. Al ganar la medalla de oro olímpica, Murray se convirtió en el primer hombre británico en ganar la medalla de oro en tenis olímpico individual desde Josiah Ritchie en 1908 (104 años), y solo el séptimo hombre en la era abierta en ganar dos medallas en los mismos Juegos Olímpicos.

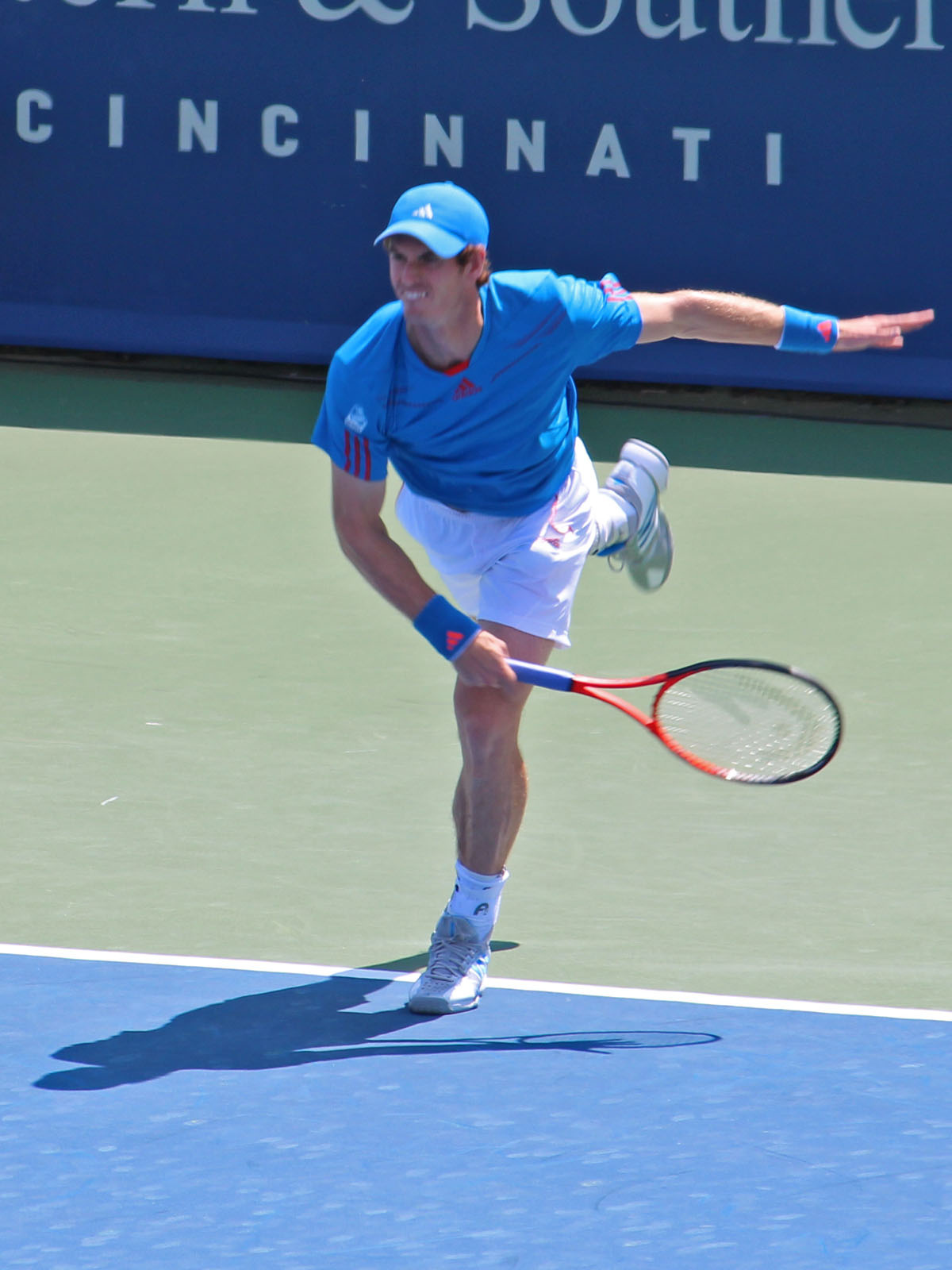
Murray durante el Masters de Cincinnati 2012.

Se retiró en la tercera ronda del Masters de Canadá debido a una lesión en la rodilla izquierda, y fue eliminado sorpresivamente en la tercera ronda del Masters de Cincinnati contra el "Lucky Loser" Jérémy Chardy en sets corridos.

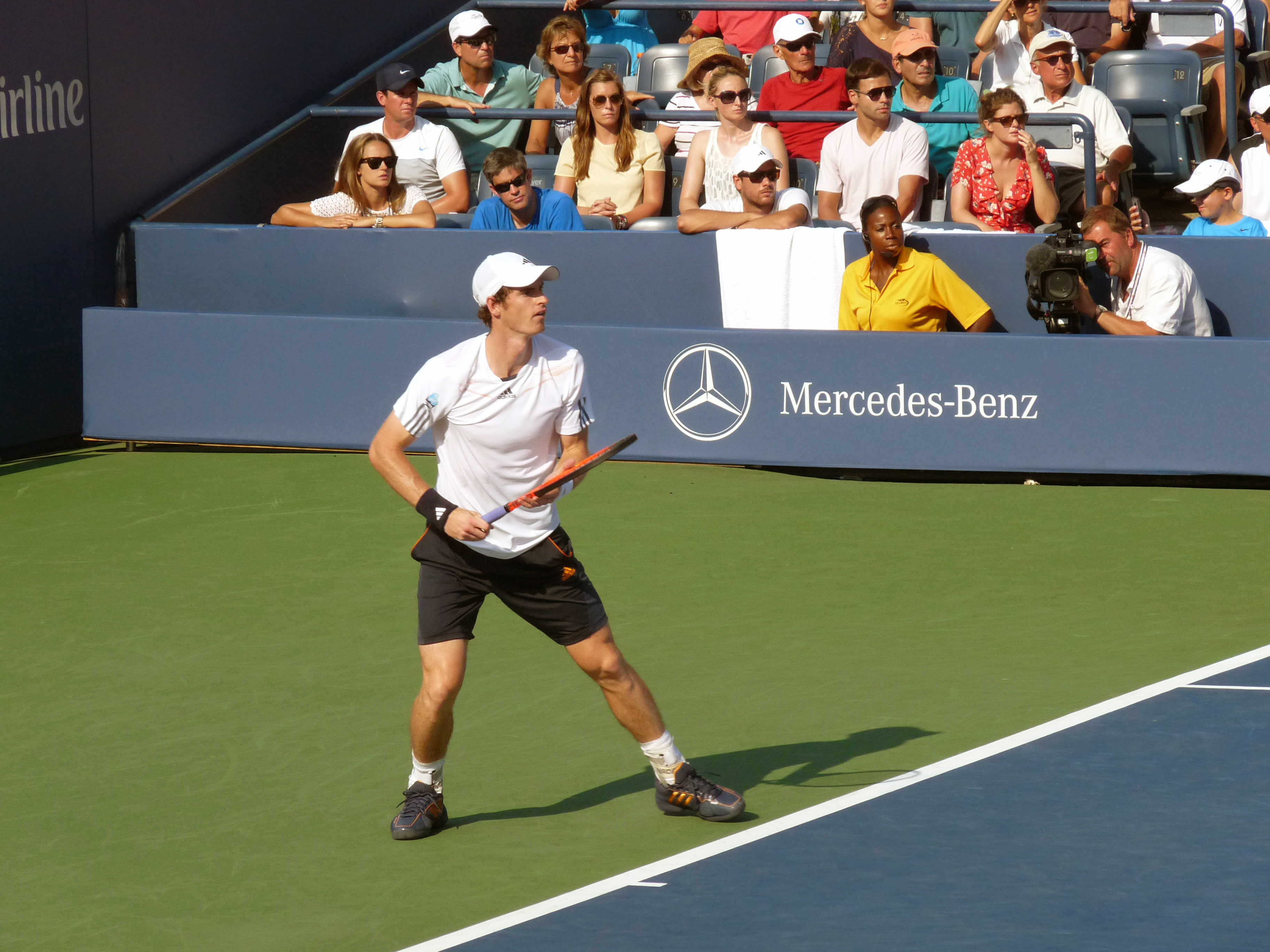
Murray en el US Open 2012 ganó su primer Grand Slam.

Por ende llegó al US Open como 3.º cabeza de serie y con muchas dudas en cuanto a su nivel debido a que llegaba con 1 victoria y 2 derrotas en la gira norteamericana. En las dos primeras rondas venció a Alex Bogomólov e Ivan Dodig en sets corridos, en tercera ronda enfrentó una dura batalla de cuatro sets con Feliciano López, donde Murray tuvo que ganar tres desempates para prevalecer por 7-6(5), 7-6(5), 4-6 y 7-6(4). En la cuarta ronda, derrotó con más facilidad al canadiense Milos Raonic en sets corridos, y luego en los cuartos de final, tuvo que regresar de un set abajo contra Marin Čilić para prevalecer en cuatro mangas por 3-6, 7-6(4), 6-2 y 6-0. En las semifinales, derrotó a Tomáš Berdych por 5-7, 6-2, 6-1, 7-6(7) en un partido largo que duró casi cuatro horas, para alcanzar su segunda final consecutiva de Grand Slam. En la final derrotó a Novak Djokovic en un partidazo por 7-6(10), 7-5, 2-6, 3-6 y 6-2 en 4 horas y 54 minutos logrando su primer título de Grand Slam, convirtiéndose en el primer británico en ganar una final de Grand Slam desde Fred Perry en 1936 (terminando con una sequía británica de 76 años sin campeones de sencillos en un Grand Slam), y el primer jugador escocés en ganar una final de Grand Slam desde Harold Mahony en 1896. La victoria también estableció varios récords para Murray: involucró el desempate más largo en la final del US Open en su historia con 12-10 en el primer set, convirtió a Murray en el primer hombre en ganar una medalla de oro olímpica y el US Open en el mismo año, y de paso con 4 horas y 54 minutos se convirtió en la final más larga del US Open igualando la de 1988 que jugó su entrenador Ivan Lendl con Mats Wilander. Al derrotar a Djokovic en la final, Murray logró su victoria número 100 en Grand Slam en su carrera. La victoria hizo a Murray parte del "Big Four", según muchos expertos y contemporáneos, incluido Novak Djokovic.
Comenzó la "Gira Asiática" con el ATP 500 de Tokio, avanzó cómodamente tras vencer a Ivo Karlović y Lukas Lacko en sets corridos. En cuartos de final venció a Stan Wawrinka 6-2, 3-6, 6-2 y en semifinales perdió ante Milos Raonic en un partido cerrado de tres sets por 3-6, 7-6(5), 6-7(4) donde tuvo dos puntos de partido. Después jugó el Masters de Shanghái, en segunda ronda debía enfrentarse a Florian Mayer. Sin embargo, Mayer tuvo que retirarse debido a una lesión, lo que le dio a Murray un pase automático a tercera ronda, ahí venció a Alexandr Dolgopolov fácilmente doble 6-2 y en cuartos de final venció a Radek Štěpánek en tres sets. Luego se enfrentó a Roger Federer en las semifinales, a quien derrotó por doble 6-4 para establecer una segunda final consecutiva contra Djokovic, y su tercera final consecutiva en Shanghái. Después de no poder capitalizar cinco puntos de partido y aventajarlo 5-4 30/0 arriba en el segundo set (sacando para campeonato), Murray finalmente perdió en tres sets contra el serbio por 7-5, 6-7(11) y 3-6 en 3 horas y 21 minutos poniendo fin a su racha ganadora de 12-0 en el torneo chino.
En el Masters de París-Berçy cayó sorpresivamente en la tercera ronda contra la sorpresa del torneo y eventual finalista, Jerzy Janowicz por 7-5, 6-7(4), 2-6.
Ya en el último torneo del año: el ATP World Tour Finals quedó situado en el Grupo A con el serbio Novak Djokovic, el checo Tomáš Berdych y el francés Jo-Wilfried Tsonga. En su primer partido venció a Berdych por 3-6, 6-3 y 6-4, en su segundo partido perdió ante Djokovic por 6-4, 3-6, 5-7 y en el partido por la clasificación venció a Tsonga por 6-2 y 7-6(3) logrando clasificarse a semifinales tras quedar 2-1 en el round-robin. En semifinales perdió ante Roger Federer por 6-7(5) y 2-6.
Murray terminó el año en el puesto n.º 3, después de cuatro años seguidos terminando en el cuarto lugar, siendo esta la primera vez que termina el año más arriba del 4.

### 2013: Primer Wimbledon y cirugía de espalda
Comenzó la temporada 2013 del ATP World Tour con el ATP 250 de Brisbane. En segunda ronda venció al local John Millman por 6-1, 5-7, 6-3. En cuartos de final batió a Denis Istomin 6-4, 7-6(3) y luego en semifinales venció a Kei Nishikori por 6-4, 2-0 y retirada del japonés. En la final venció a Grigor Dimitrov por un estrecho 7-6(0) y 6-4 para conquistar su segundo título consecutivo en Brisbane. Dedicó el título al tenista británico Ross Hutchins, quien fue diagnosticado con el Linfoma de Hodgkin.
Comenzó de forma aplastante el Abierto de Australia venciendo fácilmente a Robin Haase, João Sousa, Ricardas Berankis y Gilles Simon en sets corridos para llegar a la segunda semana. Siguió con esta forma demoledora en cuartos de final al vencer a Jeremy Chardy por un claro 6-4, 6-1, 6-2 en solo 1 hora y 51 minutos. En semifinales se enfrentó al n.º 2 del mundo, Roger Federer venciéndolo en cinco apasionantes sets por 6-3, 6-7(5), 6-4, 6-7(2) y 6-2 en casi cuatro horas de partido, venciendo al suizo por primera vez en Grand Slam y alcanzando su tercera final en Melbourne. Con esta victoria cada miembro del Big4 había vencido a los otros 3 integrantes en Grand Slam. En la final se enfrentó al número 1 del mundo Novak Djokovic, con el objetivo de ser el primer británico en ganar el major asiático desde Fred Perry en 1934, algo que no ocurrió al caer contra el serbio en cuatro mangas por 7-6(2), 6-7(3), 3-6, 2-6 en 3 horas y 39 minutos de partido después de dos sets bastante intensos. Su racha negativa en finales de Grand Slam aumentó a 5 derrotas (3 en el Abierto de Australia y una en Wimbledon y US Open) por una sola victoria (US Open).

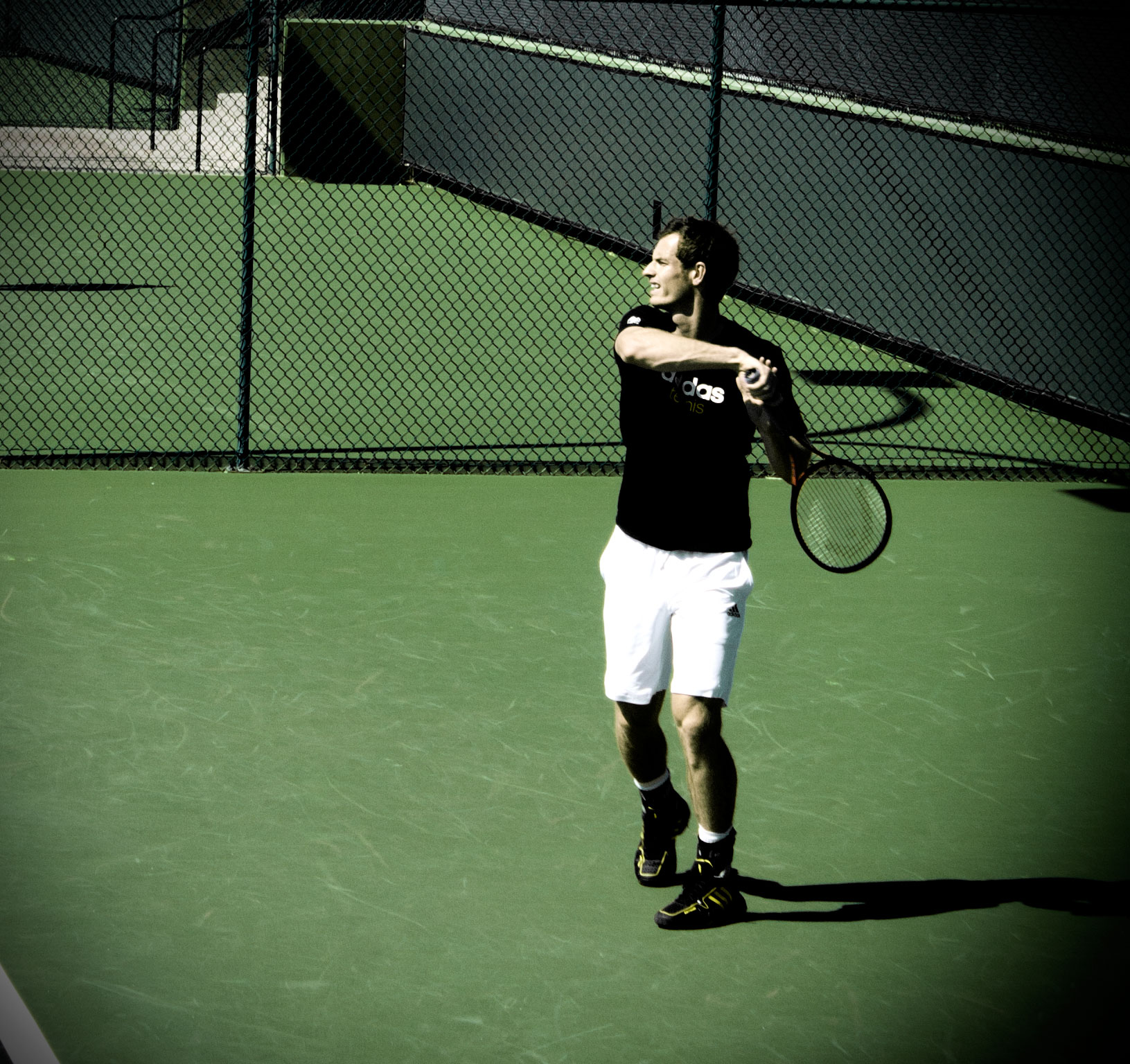
Andy Murray entrenando durante el Masters de Indian Wells.

En el Masters de Indian Wells fue tercer cabeza de serie. En segunda ronda venció a Yevgueni Donskói por 5-7, 6-2, 6-2 y luego a Yen-Hsun Lu y Carlos Berlocq en sets corridos para acceder a cuartos de final donde fue vencido por el n.º 7 del mundo Juan Martín del Potro por 7-6(5), 3-6, 1-6.
Siguió con el Masters de Miami siendo segundo cabeza de serie tras la baja de Roger Federer. Debutó en segunda ronda con un triunfo fácil sobre Bernard Tomic por 6-3 y 6-1, seguido por un triunfo sobre Grigor Dimitrov por 7-6(3), 6-3 y en cuarta ronda sobre Andreas Seppi 6-2, 6-4. En cuartos de final venció a Marin Čilić por un tanteo de 6-4, 6-3 para llegar a las semifinales, ahí venció a Richard Gasquet por 6-7(3), 6-1, 6-2. En la final venció al n.º 5 del mundo David Ferrer por 2-6, 6-4 y 7-6(1) salvando un punto de partido para ganar su noveno Masters 1000 y segundo en Miami. Tras este título, Murray sobrepasó a Federer como n.º 2 en el Ranking ATP Emirates; fue n.º 2 por cuatro semanas entre 17 de agosto al 7 de septiembre de 2009 (volviendo a ser Top 2 después de cuatro años), también terminando con el período de casi una década en el que Federer o Rafael Nadal se encontraban clasificados entre los dos primeros. Por primera vez en su carrera salvó un punto de partido en una final ATP World Tour; también por primera vez en su carrera remontó un set en contra en una semifinal y una final para ganar un título ATP World Tour.
Comenzó la gira de tierra batida europea con el Masters de Montecarlo donde perdió prematuramente en tercera ronda ante Stanislas Wawrinka por un claro 1-6, 2-6. Después de eso jugó el Masters de Madrid como 3.º cabeza de serie. En segunda ronda venció a Florian Mayer por un difícil 7-6(11), 7-6(3). Volvió a tener otro partido complicado en tercera ronda venciendo a Gilles Simon por 2-6, 6-4 y 7-6(6). En cuartos de final perdió ante Tomáš Berdych por 6-7(3), 4-6, tras esto regresó al n.º 2 del Ranking ATP Emirates el 13 de mayo luego que Federer no defendiera el título en Madrid. Se retiró en la segunda ronda del Masters de Roma durante el tercer set de su partido contra Marcel Granollers debido a una lesión lumbar justo en su cumpleaños 26. Disminuido por la lesión en la espalda, el 21 de mayo decidió no jugar Roland Garros para evitar desencadenar problemas mayores.

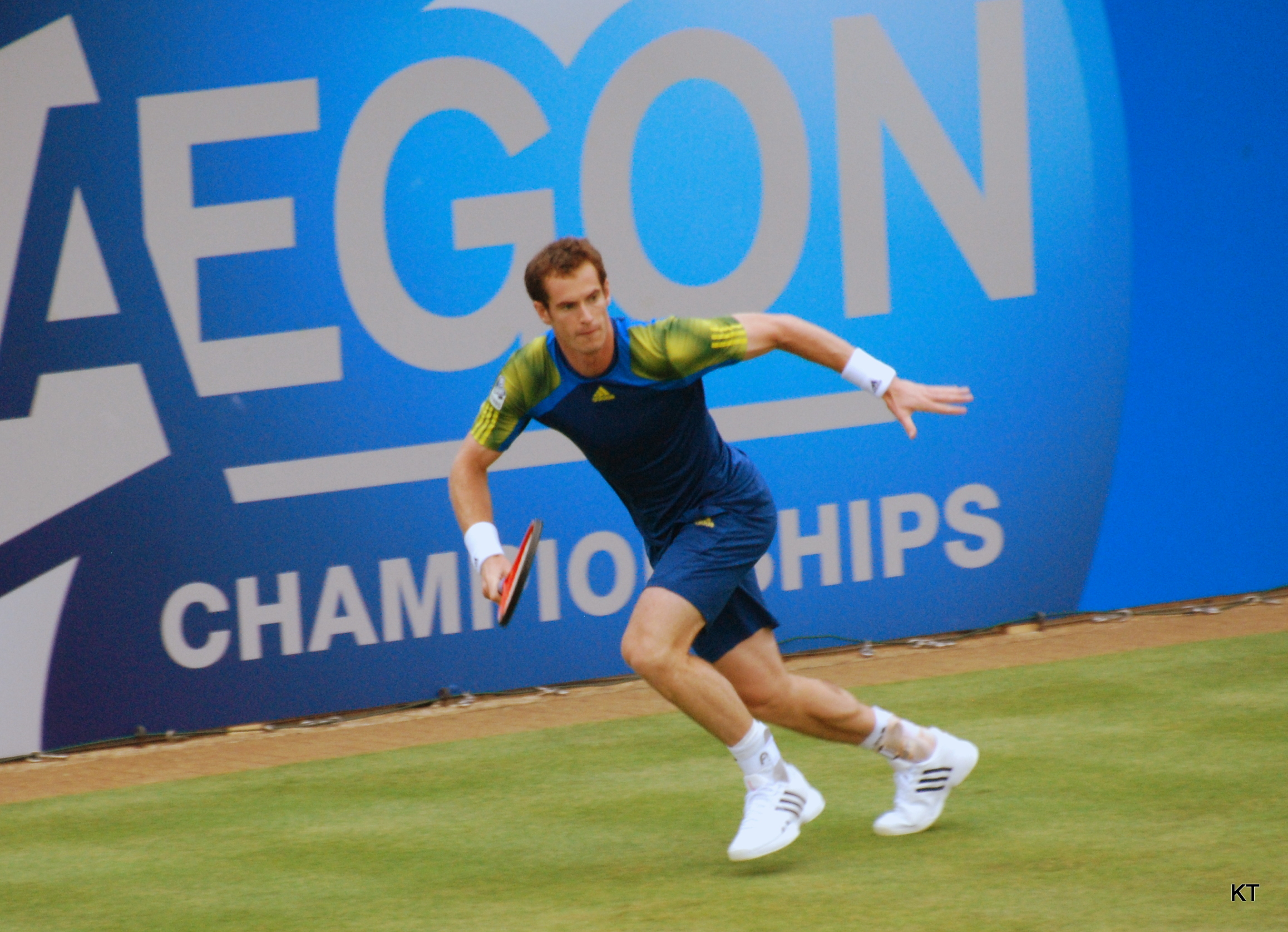
Murray en el Torneo de Queen's Club 2013.

Después de un descanso de cuatro semanas, regresó en la gira de césped y como de costumbre disputó el ATP 250 de Queen's como máximo favorito. Comenzó venciendo a Nicolás Mahut, Marinko Matosevic y Benjamin Becker en sets corridos. En semifinales venció a Jo-Wilfried Tsonga por 4-6, 6-3, 6-2 para alcanzar su tercera final consecutiva en torneos de césped. En la final derrotó a Marin Čilić en otro difícil partido por 5-7, 7-5, 6-3 sumando el trofeo n.º 27 de su carrera y se convirtió en el primer británico desde 1925 en ganar tres títulos en el Torneo de Queen's Club. Murray le dedicó el triunfo a Hutchins, quien presenció el partido.

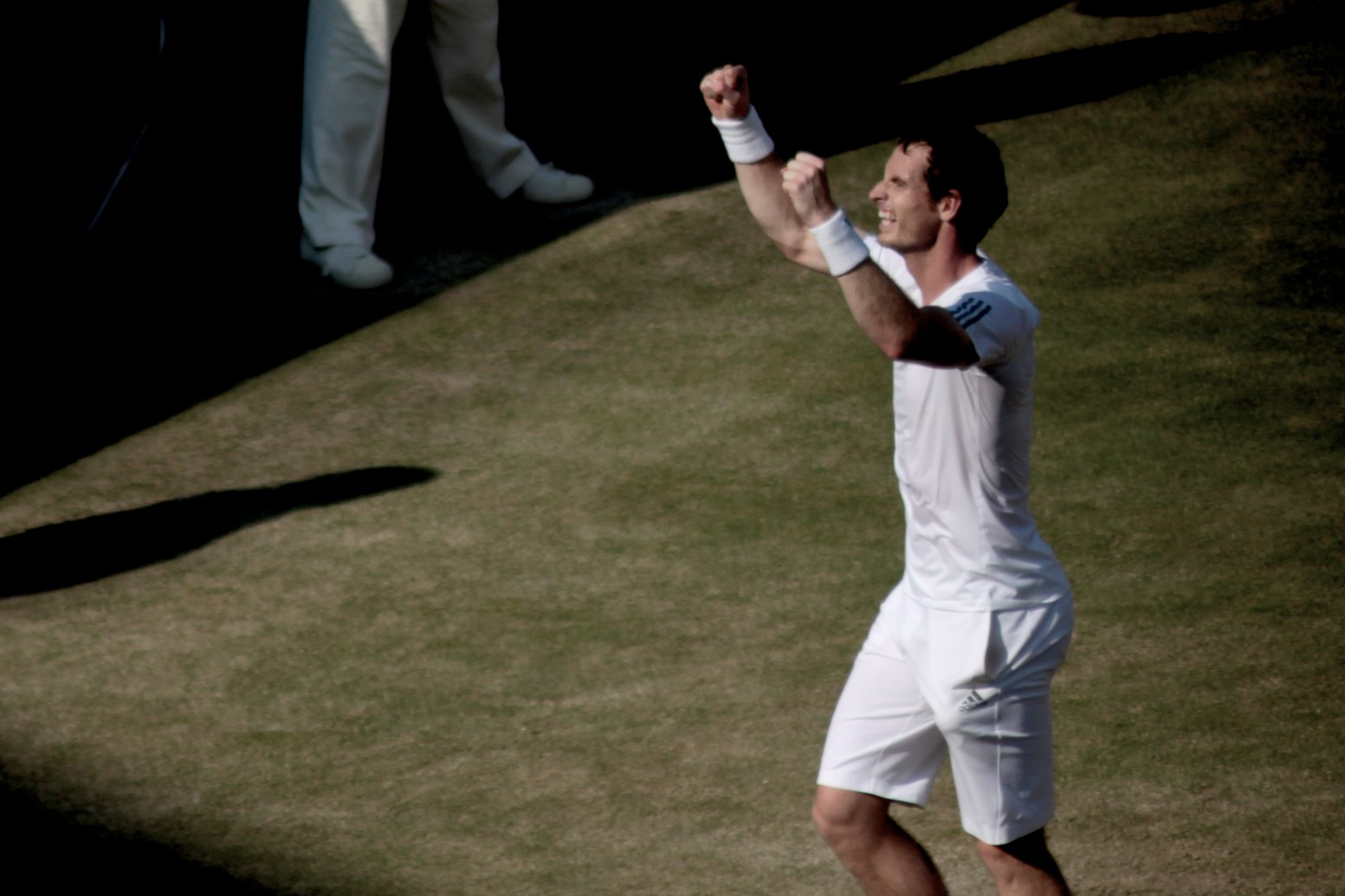
Murray celebrando su título tras ganar Wimbledon 2013 y así puso fin a una sequía de 77 años que un británico no ganara Wimbledon desde Fred Perry en 1936.

Llega a Wimbledon como el único serio candidato británico a levantar el título en 77 años, sobre todo después de ganar su primer título de Grand Slam en el US Open 2012 y también llegando con una racha de 11 partidos ganados sobre césped (su última derrota había sido en la edición anterior de Wimbledon en 2012 contra Federer). En las primeras dos rondas, se enfrentó a Benjamin Becker y Yen-hsun Lu respectivamente, derrotando a ambos en sets corridos. En tercera se enfrentó al cabeza de serie número 32 Tommy Robredo, venciéndolo con relativa facilidad por 6-2, 6-4, 7-5. En cuarta ronda se enfrentó a Mijaíl Yuzhny, el cabeza de serie (20.º) más alto que queda en del lado del cuadro de Murray después de las derrotas sorpresivas de Rafael Nadal y Roger Federer en primera y segunda ronda, siguió mostrando un gran nivel sobre el césped londinense venciendo al ruso en sets corridos por 6-4, 7-6(5) y 6-1 para alcanzar su décimo cuarto de final de Grand Slam consecutivo, en el que iba a jugar contra Fernando Verdasco, el primer jugador zurdo que Murray había enfrentado desde el US Open 2012. Por séptima vez en su carrera, Murray tuvo que regresar de dos sets abajo en el marcador para remontar y ganar el partido de forma épica por 4-6, 3-6, 6-1, 6-4 y 7-5 en 3 horas y 27 minutos. Para establecer un enfrentamiento en semifinales contra el 24.º cabeza de serie Jerzy Janowicz, el polaco había vencido a Murray en su encuentro anterior en el Masters de París 2012 (partido en el que el británico no pudo quebrarle el servicio). Janowicz ganó el primer set del partido por 7-2 en el juego decisivo luego de una doble falta de Murray. Sin embargo, Murray logró subir su nivel de juego y ganó los siguientes tres sets ganando por 6-7(2), 6-4, 6-4, 6-3 en 2 horas y 52 minutos logrando su segunda final consecutiva en Wimbledon y la tercera final de Grand Slam consecutiva contra Novak Djokovic. La final fue el 7 de julio y a pesar de que el serbio era el favorito para ganar el título, Murray dio la sorpresa venciéndolo en sets corridos por 6-4, 7-5 y 6-4 en 3 horas y 6 minutos convirtiéndose en el primer tenista británico hombre en ganar Wimbledon en 77 años desde Fred Perry en 1936, y también extendiendo su racha ganadora en césped a 18 partidos. Mejorando su racha en finales de Grand Slam a 2-5, la final de Wimbledon fue vista por 17,3 millones de telespectadores británicos. Visitó al primer ministro David Cameron el 8 de julio en 10 Downing Street.
Empezó mal la gira norteamericana sobre canchas duras. En el Masters de Montreal perdió en tercera ronda contra el letón Ernests Gulbis en sets corridos. Esta fue su primera derrota en el ATP World Tour desde mayo en Roma y cortó una racha ganadora de 13 partidos. Llegó a la final del dobles con Colin Fleming (perdieron con Alexander Peya y Bruno Soares por 6-4 y 7-6(4)). El 8 de agosto el Correo Real Británico creó cuatro estampillas de conmemoración por su triunfo en Wimbledon. Mejoró sus actuaciones en el Masters de Cincinnati, comenzó venciendo a Mijaíl Yuzhny y Julien Benneteau fácilmente en sets corridos antes de caer en los cuartos de final contra el checo Tomáš Berdych por 3-6, 4-6. Después del torneo, cedió el número 2 a Rafael Nadal, ganador de los Masters 1000 de Montreal y Cincinnati.

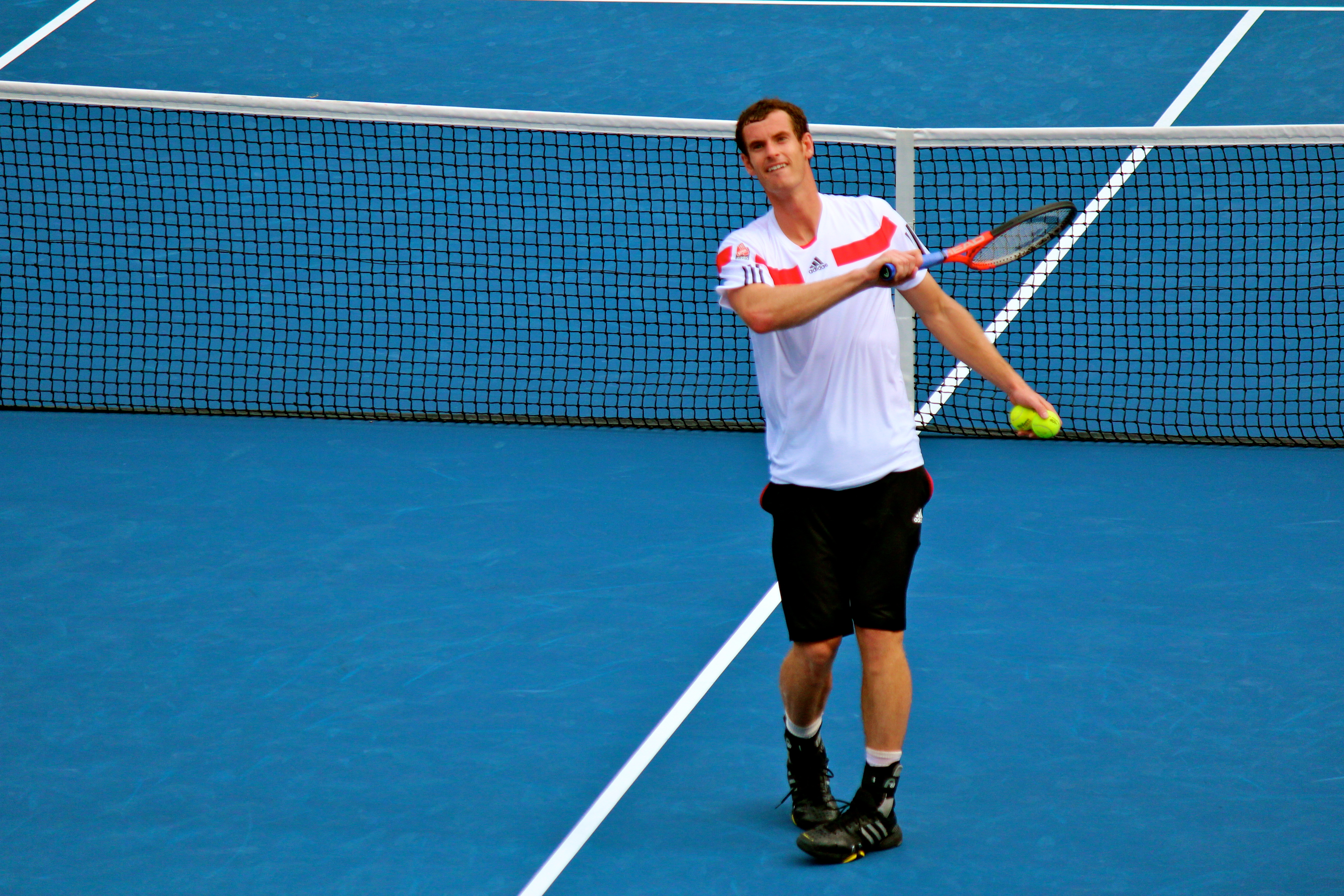
Andy Murray en el Abierto de Estados Unidos 2013.

En el US Open fue por primera vez a un Grand Slam como el campeón defensor. Comenzó la defensa del título con un triunfo convincente en primera ronda ante Michaël Llodra por 6-2, 6-4, 6-3. En la segunda ronda pierde un set contra el argentino Leonardo Mayer ganando por 7-5, 6-1, 3-6, 6-1. En tercera ronda venció a Florian Mayer 7-6(2), 6-2, 6-2 y posteriormente a Denis Istomin por 6-7(5), 6-1, 6-4, 6-4 para llegar a los cuartos de final en un major por undécimo torneo consecutivo. Ahí perdió contra el N.º 10 del mundo Stan Wawrinka en sets corridos por 4-6, 3-6, 2-6 terminando la racha de cuatro finales de Grand Slam consecutivas de Murray y también no pudiendo llegar a su tercera semifinal seguida de US Open y su 14.ª SF de Grand Slam en total que lo hubiera hecho superar a Fred Perry (13) con mayor presencia en SF 'major' para un hombre británico.
Después de su baja gira de canchas duras norteamericanas, disputó el Repechaje del Grupo Mundial de la Copa Davis 2014 en la que Gran Bretaña enfrentó a Croacia en Umag sobre tierra batida. Fue el artífice del ascenso británico al Grupo Mundial, en el primer día venció al joven croata de 16 años Borna Ćorić en sets corridos dándole el primer punto a su país, en el segundo día jugó el dobles haciendo dupla con Colin Fleming vencieron a Ivan Dodig / Mate Pavic en cuatro mangas y en el último día definió la serie al vencer a Dodig nuevamente en sets corridos por 6-4, 6-2 y 6-4 sellando el ascenso de su nación al Grupo Mundial.
Después de la Copa Davis, la temporada de Murray se vio interrumpida por su decisión de someterse a una cirugía, a fin de resolver los problemas en la espalda que le habían causado problemas desde los primeros compases de la temporada. Después de verse obligado a bajarse de Roland Garros en mayo, la lesión volvió nuevamente en el Abierto de EE. UU. y más tarde durante la repesca del Grupo Mundial de la Copa Davis, Murray tomó la decisión de que la cirugía era la mejor manera para ponerle fin al problema de cara al largo plazo así es como el 23 de septiembre se sometió a una cirugía de espalda poniéndole fin a su temporada.
Terminó el año en el puesto 4.

### 2014: 30.º Título profesional y salida del Top 10 en seis años

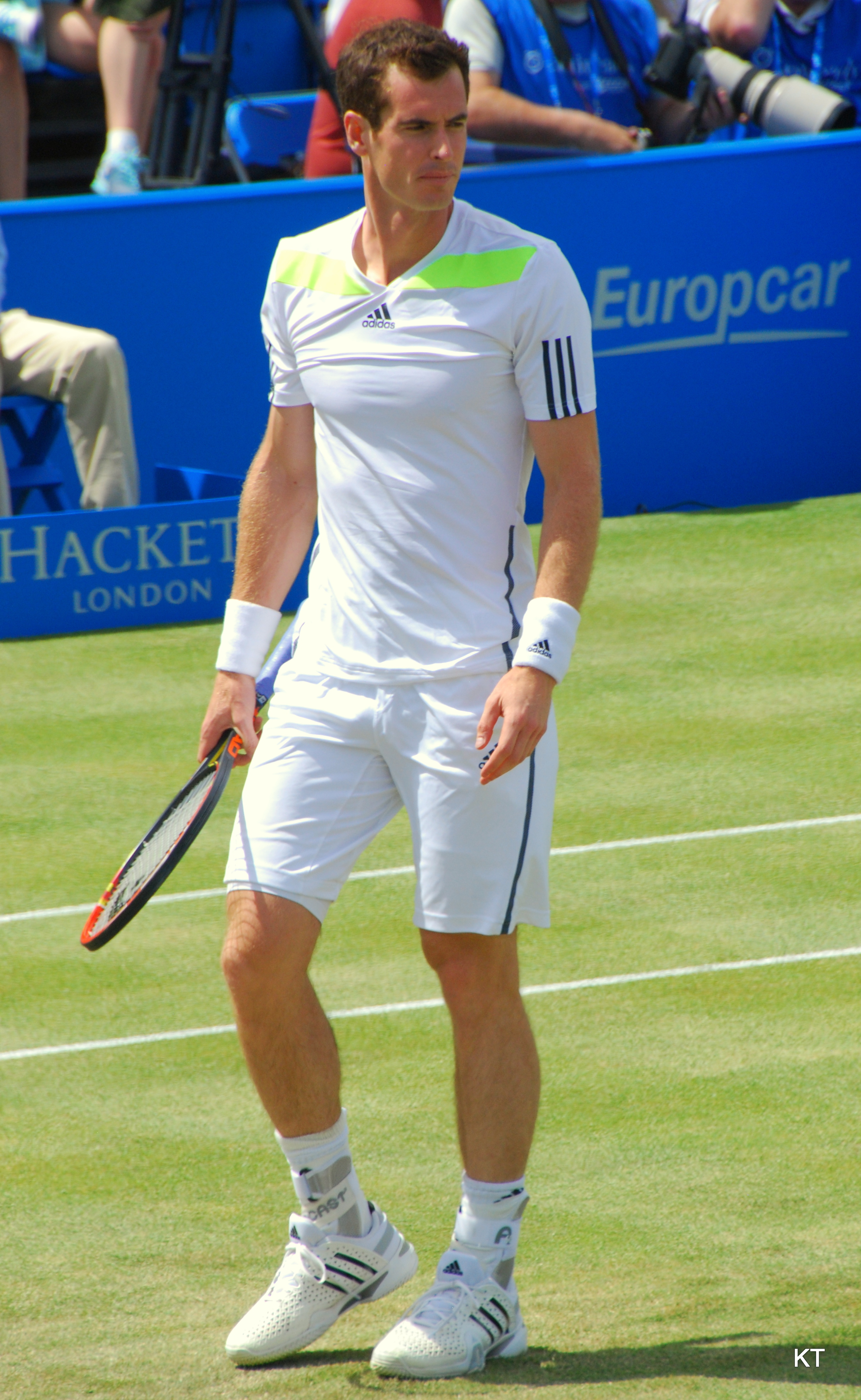
Andy Murray en 2014

Reapareció tras su lesión en el Torneo de Exhibición de Abu Dhabi donde cayó en cuartos de final ante Jo-Wilfried Tsonga, aunque en el partido por el quinto y sexto puesto derrotó al suizo Stanislas Wawrinka. Su temporada oficial arrancó en el Torneo de Doha, donde llegaba como tercer favorito. En primera ronda le endosó dos roscos (doble 6-0) al tenista local Mousa Shanan Zayed ganando en solo 37 minutos; aunque en segunda ronda fue sorprendido por 40 del mundo el alemán Florian Mayer, quien le ganó por parciales de 3-6, 6-4 y 6-2. Tras esto decidió jugar un partido de exhibición en el Kooyong Classic contra el n.º 43 Lleyton Hewitt, perdiendo en sets corridos.
Llegaba como el cabeza de serie n.º 4 al primer Grand Slam de la temporada, el Abierto de Australia, donde le tocaba defender final. En primera ronda derrotó sin dificultades a Go Soeda por 6-1, 6-1 y 6-3 a pesar de que había dudas en torno a su estado físico y nivel de juego, Murray logró disiparlas despachando al japonés en solo 90 minutos. En segunda ronda venció al francés Vincent Millot por un tanteo de 6-2, 6-2 y 7-5. En tercera ronda superó al cabeza de serie n.º 26 Feliciano López por 7-6(2), 6-4 y 6-2. En cuarta ronda sufrió para derrotar a la sorpresa del torneo, el perdedor afortunado francés Stéphane Robert por 6-1, 6-2, 6-7(6) y 6-2. En cuartos de final cayó ante el cabeza de serie n.º 6 Roger Federer por parciales de 3-6, 4-6, 7-6(6) y 3-6 en el que era el vigésimo primer enfrentamiento entre ambos, terminando su racha de cuatro semifinales consecutivas del Abierto de Australia. Con esto Federer se vengó de su derrota del año anterior ante el escocés en semifinales. Tras perder muchos puntos, debido a que el año anterior había sido finalista, hicieron que Murray bajara hasta el n.º 6 en el ranking, tras la clausura del torneo, saliendo del top 5 por primera vez desde 2008.
Tras esto disputa los octavos de final de la Copa Davis donde Reino Unido logra un increíble e histórico pase a cuartos de final tras vencer a Estados Unidos por 3-1 con Murray como protagonista ganando sus dos partidos de sencillos contra Donald Young y Sam Querrey respectivamente, logrando llegar a cuartos de final de la Copa Davis por primera vez desde 1986. Su próximo torneo fue el ATP 500 de Róterdam después de recibir un will card. Venció a Édouard Roger-Vasselin y Dominic Thiem en las dos primeras rondas, pero sin embargo cayó ante Marin Čilić por 3-6 y 4-6 en cuartos de final. Siguió con su participación en torneos ATP 500 en Acapulco. Ganó con dificultades a Pablo Andújar y Joao Sousa en primera y segunda ronda. En cuartos de final tuvo que remontar para vencer a Gilles Simon por 1-6, 7-6(4), 6-2. En semifinales cayó ante el joven Grigor Dimitrov por 6-4, 6-7(5), 6-7(3).
Luego disputó el primer Masters 1000 del año, Indian Wells. Tras pasar sin jugar la primera ronda debido a su condición de cabeza de serie derrotó en la segunda ronda a Lukáš Rosol por 4-6, 6-3, 6-2. En tercera ronda también sufrió para derrotar al joven Jiri Vesely por 6-7(2), 6-4, 6-4. Finalmente acabó cayendo en cuarta ronda ante el canadiense Milos Raonic por parciales de 6-4, 5-7 y 3-6. También jugó el dobles con el campeón de Wimbledon 2012 en la categoría Jonathan Marray. En su primer partido juntos vencieron a Gaël Monfils y Juan Mónaco, luego perdieron en la segunda ronda contra los segundos cabezas de serie Alexander Peya y Bruno Soares en sets corridos. Tras esto Murray terminó su vínculo con su entrenador Ivan Lendl, quien había sido ampliamente elogiado por ayudar a Murray a lograr su objetivo de ganar Grand Slam. Posteriormente jugó el Masters de Miami donde defendía la corona lograda el año anterior. En segunda ronda sufrió para derrotar al australiano Matthew Ebden por 3-6, 6-0, 6-1. En tercera y cuarta ronda derrotó a Feliciano López y Jo-Wilfried Tsonga a ambos por idéntico resultado de 6-4 y 6-1, respectivamente. Cayó en cuartos de final ante el n.º 2 del mundo Novak Djokovic por un tanteo de 5-7 y 3-6.
Tras esto disputó los cuartos de final de la Copa Davis contra Italia de visita sobre tierra batida, en el primer día venció a Andreas Seppi en sets corridos para igualar la serie 1-1, luego jugó el dobles con Colin Fleming venciendo a la dupla Bolelli/Fabio Fognini dejando a Reino Unido aún solo punto de la victoria. En el último día Murray salía a jugar y rematar la serie en el cuarto punto contra el especialista en arcilla Fabio Fognini, con un bagaje negativo de haber vencido solo a un Top 10 en tierra batida en los últimos cinco años, Nikolai Davydenko en Montecarlo 2009, finalmente Fognini lo sorprendió venciéndolo en sets corridos por 3-6, 3-6 y 4-6. Luego Andreas Seppi venció a James Ward en el punto decisivo permitiéndole el pase a semifinales por 3-2.
Comenzó su gira de tierra batida europea con el Masters 1000 de Madrid donde es sorpresivamente eliminado en tercera ronda contra Santiago Giraldo (verdugo de Jo-Wilfried Tsonga en la ronda anterior) por 6-3 y 6-2. Luego juega el Masters de Roma venció en sus dos primeros partidos a Marcel Granollers y Jürgen Melzer en sets corridos para enfrentarse en cuartos de final contra el español Rafael Nadal, número 1 del mundo en su primer encuentro en más de dos años después de su último partido en la final del Torneo de Tokio 2011 ganada por Murray, el primer set sería para el escocés por un aplastante 6-1, luego el español subió el nivel y se llevó la segunda manga 6-3, en el set decisivo Murray llegó a liderar 5-3 pero Nadal apeló a su garra y terminó llevándose el partido por 6-1, 3-6, 5-7.

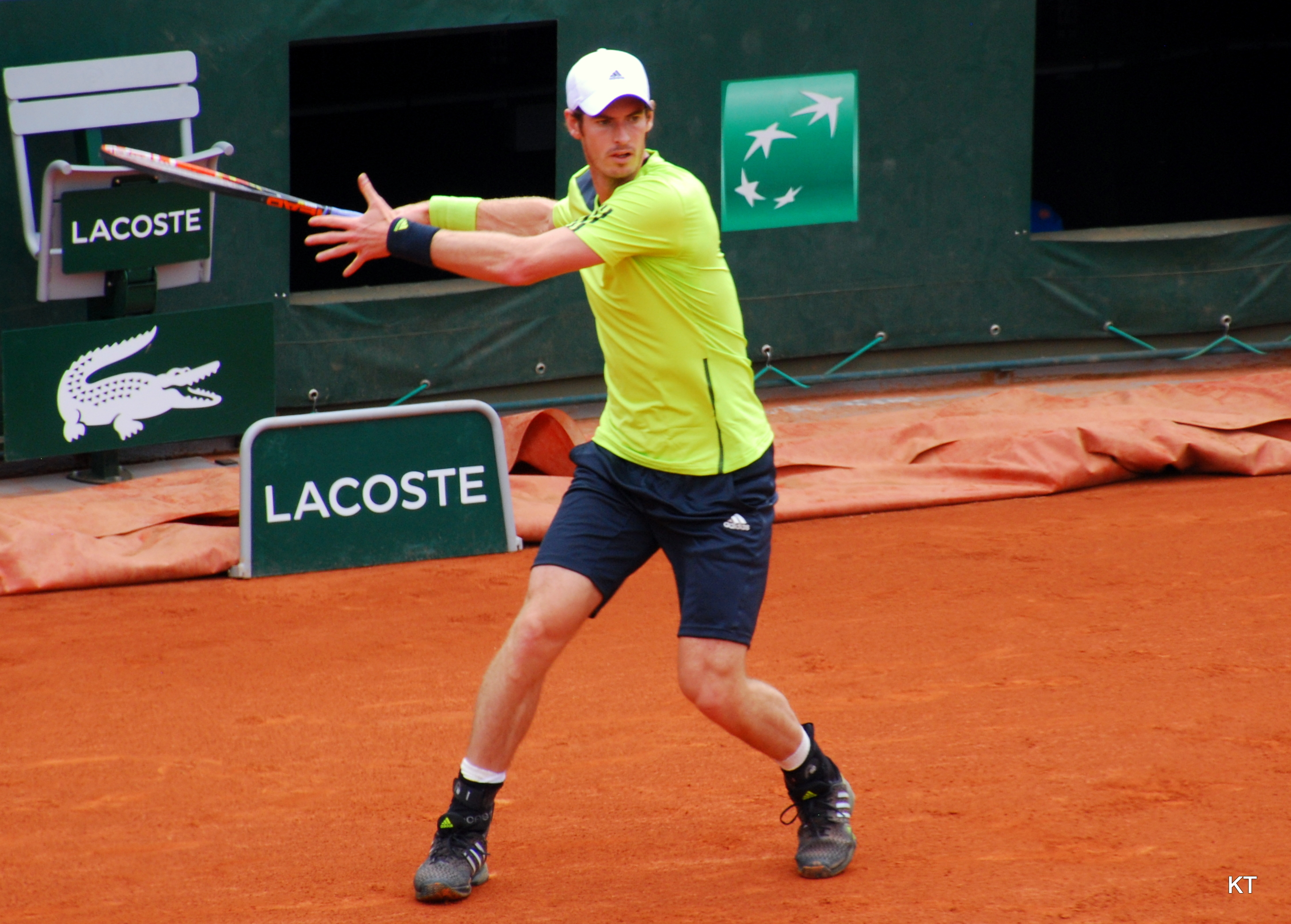
Andy Murray durante Roland Garros 2014.

Tras no jugar el año anterior, abordó Roland Garros sin ninguna presión ya que no defendía ningún punto. En la primera ronda, derrotó en 4 sets a Andrey Golubev, luego venció muy fácilmente en sets corridos al australiano Marinko Matosevic (quien en 1.ª ronda ganó su 1.º partido en Grand Slam después de 12 derrotas seguidas). Por la tercera ronda se enfrentó al alemán Philipp Kohlschreiber con quien tiene un maratón de 5 sets, el que fue interrumpido en el 7-7 del último set debido a que caía la noche, al día siguiente Murray finalmente ganó por 3-6, 6-3, 6-3, 4-6 y 12-10 en el quinto. Esta fue la primera vez que Murray había ido más allá del 7–5 en un set decisivo. En octavos de final vence más fácilmente a Fernando Verdasco por parciales de 6-4, 7-5 y 7-6(3). En los cuartos de final, derrotó al local Gaël Monfils en un partido algo extraño, ya que Monfils ganó los dos primeros sets 6-4 y 6-1 antes de perder los dos siguientes por el mismo puntaje. Ya en la oscuridad parisina, Andy ganó el quinto set 6-0. En sus segundas semifinales en París (primera en 2011), se enfrentó al ocho veces campeón Rafael Nadal. En un día sin oportunidad frente a un fantástico Nadal, el escocés perdió por un contundente 6-3, 6-2, 6-1 contra el futuro ganador del torneo. El 9 de junio llegó al n.º 5 del Ranking Emirates ATP.
Después de perder en las semifinales de Roland Garros ante Nadal, Murray contrató a la ex n.º 1 del mundo femenino, y dos veces campeona de Grand Slam, Amelie Mauresmo como su entrenadora de cara a la gira de césped donde le tocaba defender 2 títulos, en un día histórico para el tenis ya que Mauresmo se convirtió en la primera mujer en entrenar a un jugador masculino.
Comenzó su gira de césped con el Torneo de Queen's perdiendo sorpresivamente con Radek Štěpánek en tercera ronda por 7-6(10) y 6-2, después de tener 8 sets point en el primer set.
Después de dos muy buenas temporadas de césped en 2012 y 2013, Murray fue tercer preclasificado (a pesar de ser n.º 5 del mundo) para Wimbledon, detrás de Novak Djokovic y Rafael Nadal, quienes fueron sembrados primero y segundo respectivamente. Comenzó su defensa del título con victorias en sets corridos sobre David Goffin (logrando el triunfo 450 de su carrera) y Blaž Rola, derrotando a este último con la pérdida de solo dos juegos. Murray continuó su buena forma, derrotando Roberto Bautista Agut y Kevin Anderson, sembrados 27 y 20, nuevamente en sets corridos para alcanzar su séptimo cuarto de final de consecutivo en Wimbledon y sin ceder sets jugando un buen tenis. Allí se enfrentó al búlgaro n.º 13 del mundo Grigor Dimitrov, quien terminó con su racha de 17 victorias consecutivas en el césped de Wimbledon (incluyendo los Juegos Olímpicos de 2012) con una clara victoria en sets corridos por parciales de 1-6, 6-7(4), 2-6 y así no pudiendo defender su corona del año anterior, lo que significó que Murray no pudo llegar a las semifinales por primera vez desde 2008, después de su derrota en La Catedral, Murray bajo cinco puestos hasta el puesto 10, su clasificación más baja desde 2008.
Antes de la segunda parte de la gira de canchas duras norteamericanas, Murray anunció que extendía su asociación con Amélie Mauresmo hasta el final del US Open, pero idealmente dijo que estaba buscando un acuerdo a largo plazo. También reveló que acababa de regresar a un programa de entrenamiento completo después de su cirugía de espalda en septiembre del año pasado.
En el Masters 1000 de Toronto comenzó venciendo fácilmente al will card Nick Kyrgios doble 6-2 en la segunda ronda, después pasó directamente a cuartos de final tras el W/O (walkover) de Richard Gasquet, allí perdió con el futuro ganador del torneo, Jo-Wilfried Tsonga, por un score de 7-6(5), 4-6 y 6-4 en un partido con mucho suspenso. Luego continúa con el Masters de Cincinnati. Después de eliminar a João Sousa (6-3, 6-3) y John Isner (6-7(3), 6-4, 7-6(2)), es eliminado en cuartos de final (alcanzando esa etapa por séptima vez) por Roger Federer, futuro ganador del torneo, por un tanteo de 6-3, 7-5.
En el US Open, alcanzó sin dificultad la etapa de cuartos de final al eliminar sucesivamente a Robin Haase por 6-3, 7-6(6), 1-6, 7-5, a Matthias Bachinger por 6-3, 6-3, 6-4, a Andrey Kuznetsov por 6-1, 7-5, 4-6, 6-2 y a Jo-Wilfried Tsonga por 7-5, 7-5, 6-4, en esta última su primera victoria sobre un top ten desde Wimbledon 2013. En cuartos de final es eliminado por el número 1 del mundo Novak Djokovic por 7-6(1), 6-7(1), 6-2 y 6-4. A diferencia de 2012 y 2013, Murray terminó la temporada sin un título de Grand Slam y fue la primera vez desde 2009 que no pudo alcanzar una final de Grand Slam. Como consecuencia, Murray salió del top 10 por primera vez desde junio de 2008, bajando al puesto 11.
El final de la temporada es una carrera para Murray para poder meterse entre los 8 mejores y clasificarse al Masters de Londres. Es así como aceptó un will-card para jugar el nuevo torneo ATP de Shenzhen en China, entrando como segundo cabeza de serie en el nuevo ATP 250. Las victorias sobre Somdev Devvarman, Lukáš Lacko y Juan Mónaco hicieron que Murray llegará a su primera final de la temporada, rompiendo una sequía de 14 meses después de su título en Wimbledon 2013. En la final se enfrentó al español Tommy Robredo, en la segunda final entre los dos. Después de salvar cinco puntos de campeonato en el tiebreak del segundo set, Murray ganó el título en tres sets por 5-7, 7-6(9) y 6-1 levantando su primer trofeo desde julio de 2013. Siendo esta su 29.º corona ATP World Tour (29-14 en finales). Además por primera vez, Andy y su hermano Jamie disputaron finales de torneos diferentes en el mismo día; Jamie perdió en Kuala Lumpur la final de dobles (junto con John Peers).
Siguió su buen nivel con el ATP 500 de Pekín, alcanzó las semifinales tras batir a Jerzy Janowicz, Pablo Cuevas y Marin Čilić, allí perdió ante el eventual campeón Novak Djokovic por 6-4 y 6-3. Sin embargo, perdió en la tercera ronda del Masters 1000 de Shanghái contra David Ferrer en tres sets.
Después de su salida temprana en Shanghái, Murray aceptó un Will Card para jugar el ATP 500 de Viena en un intento de clasificarse para las ATP World Tour Finals 2014. Llegó a la final, tras vencer a Vasek Pospisil, Jan-Lennard Struff y Viktor Troicki en sets corridos, allí se cobró revancha de David Ferrer tras lo ocurrido en Shanghái una semana atrás y ganó por 5-7, 6-2, 7-5 para conquistar el segundo título de su temporada y el 30.º de su carrera. A la vez se convirtió en el quinto jugador activo en conseguir 30 títulos profesionales y también fue la primera vez desde 's Hertogenbosch 2004 (Llodra contra Coria) que dos will-cards (invitados) disputaron una final ATP World Tour.
Derrotó nuevamente a Ferrer en las semifinales del ATP 500 de Valencia para acceder a su tercera final en cinco semanas, y fortalecer aún más su apuesta por un lugar en el Masters de Londres de fin de año. En una repetición de la final del Torneo de Shenzhen, Murray nuevamente salvó cinco puntos del campeonato cuando venció a Tommy Robredo en tres sets por 3-6, 7-6(7) y 7-6(8) en 3 horas y 20 minutos de juego conquistando su título N.º 31 y tercero del año, siendo esta la final más larga del año (a 3 sets) para conseguir su segundo título en Valencia (primero en 2009). Luego llegó a los cuartos de final del Masters de París-Berçy, donde fue eliminado por Novak Djokovic en sets corridos en su 23.º partido en solo 37 días y también cortándole una racha de 12 victorias seguidas al escocés. Sin embargo, su victoria sobre Dimitrov en la tercera ronda le garantizó un lugar en la Copa Masters por séptimo año consecutivo.
Allí quedó situado en el Grupo B con el suizo Roger Federer, el japonés Kei Nishikori y el canadiense Milos Raonic. En su primer partido de round robin perdió doble 6-4 contra Nishikori, en segundo duelo venció 6-3 y 7-5 a Raonic para mantenerse con vida. En su último partido perdió de manera categórica contra Federer por 0-6 y 1-6 quedando eliminado tras 1 victoria y 2 derrotas, además esta fue su peor derrota desde que perdió ante Novak Djokovic en el Masters de Miami 2007.
Después del fin de la temporada, Murray acordó mutuamente un fin de relación con parte de su personal con el que había trabajado desde varios años, como su compañero de entrenamiento Daniel Vallverdú y su preparador físico Jez Green. Quienes habían estado con él durante cinco y siete años respectivamente, pero se informó que ambos estaban descontentos por la falta de consulta que se les había dado sobre el nombramiento de Mauresmo. Murray también participó en la temporada inaugural de la International Premier Tennis League, en representación de Manila Mavericks, que lo seleccionó como jugador de iconos en febrero. Murray participó en los primeros tres partidos del torneo, todos jugados en Manila, India.
Terminó el año 2014 como número 6 del mundo y con un récord de 59-20, incluyendo tres títulos y $3,904,822 de premios en dinero.

### 2015: Campeón de Copa Davis y regreso al número 2 mundial
Comenzó su pretemporada con el torneo de exhibición Mubadala World Tenis Classic en Abu Dabi, Emiratos Árabes Unidos. En su primer partido venció al español Feliciano López por un estrecho 7-6(1), 5-7 y 6-4, en semifinales se enfrentó a Rafael Nadal, quien venía regresando de una apendicitis y problemas físicos, Murray logró vencerle por un claro 6-2 y 6-0 al español en su retorno a las canchas. En la final debía enfrentarse a Novak Djokovic pero este se retiró antes del partido debido a una fiebre dándole Walkover (W/O) a Murray y el título del Mubadala. Siguió jugando torneos de exhibición de cara al primer Grand Slam como decidiendo participar en la Copa Hopman junto con Heather Watson, comenzando el año como número 6 en el "ranking" y con la ilusión de recuperar su mejor versión, cosa que conseguiría con el paso de la temporada. Gana sus tres juegos individuales en individuales sin perder ningún set contra Benoît Paire, Jerzy Janowicz y Marinko Matosevic. Sin embargo, terminaron segundos en su grupo detrás de Polonia no pudiéndose clasificar para la final.

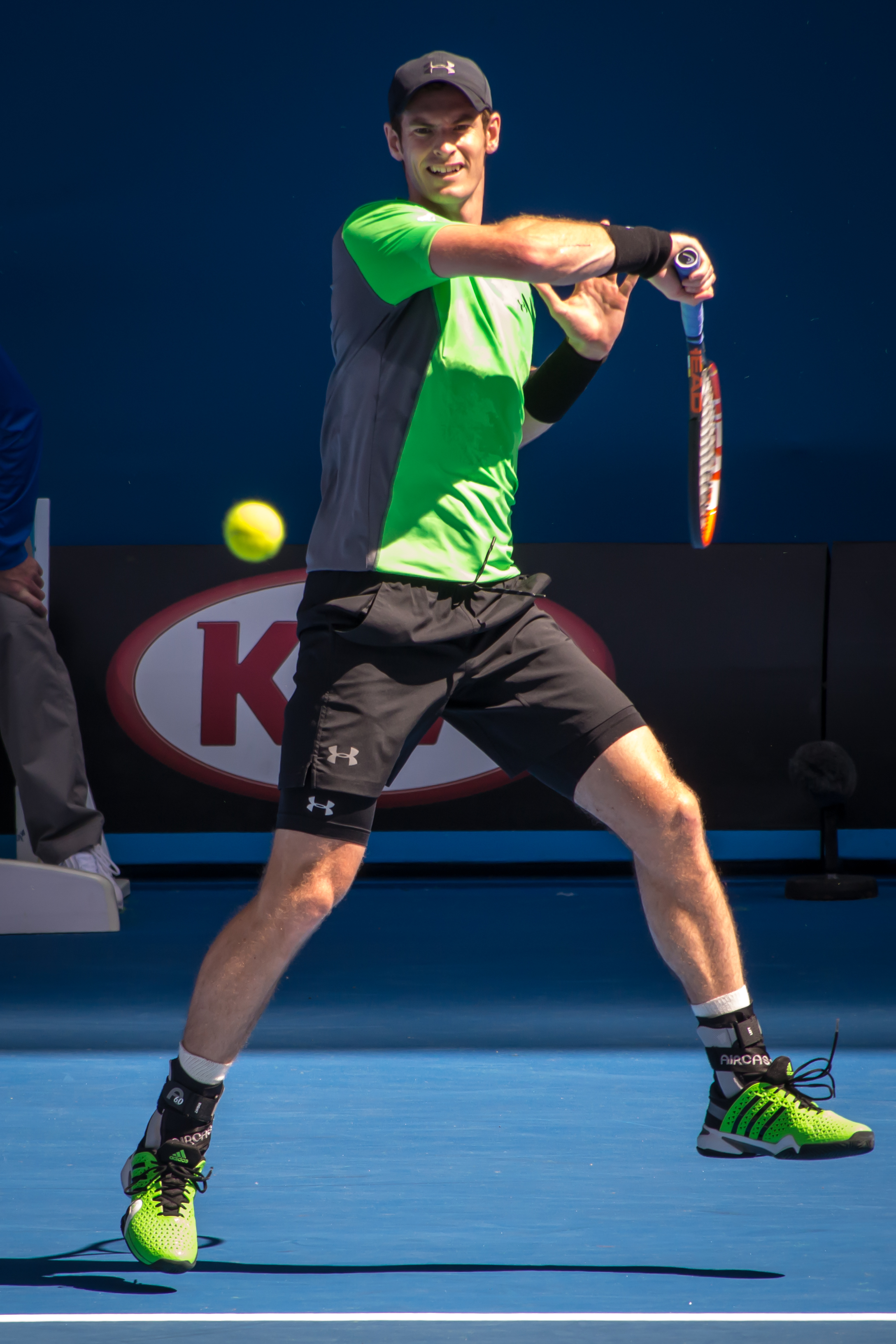
Murray durante el Abierto de Australia 2015.

Luego participó en el Abierto de Australia como sexto cabeza de serie para su primer torneo oficial del año. Pasa sin problemas las tres primeras rondas en tres sets. En los octavos de final, se enfrentó a Grigor Dimitrov (que le ganó en Wimbledon 2014) ganando en un emocionante partido a cuatro sets por 6-4, 6-7(5), 6-3 y 7-5 que pudo irse a un quinto ya que Dimitrov lideraba por 5-3 en el cuatro y sacaba para set, pero el británico encadeno 4 juegos consecutivos para prevalecer. En los cuartos de final superó al joven local y revelación del torneo, Nick Kyrgios por 6-3, 7-6(5) y 6-3 para llegar a las semifinales por quinta vez en Melbourne. En la semifinal, derrotó en cuatro sets al checo Tomáš Berdych por 6-7(6), 6-0, 6-3, 7-5 para llegar a su cuarta final en Australia y octava en Grand Slam. En dicha final, como en los años anteriores, volvió a caer ante Novak Djokovic por 6-7(5), 7-6(4), 3-6 y 0-6 en 3 horas y 39 minutos. El 2 de febrero, ascendió dos puestos en el hasta el n.º 4 del Ranking Emirates ATP regresando al top 4 luego de 12 meses.
En febrero, participó en los torneos ATP 500 de Róterdam y Dubái. En ambos perdió en los cuartos de final y de manera rápida. Primero contra el francés Gilles Simon por 6-4, 6-2 quien puso fin a una racha de 12 derrotas consecutivas contra el británico y luego contra la joven promesa croata de 18 años Borna Ćorić por 6-1 y 6-3, y como resultado de esto, Murray cayó al quinto lugar del ranking siendo superado por Rafael Nadal y Kei Nishikori respectivamente.
Luego compitió en los octavos de final de la Copa Davis con Gran Bretaña y ganó sus dos partidos de sencillos contra el Equipo estadounidense en Glasgow sobre canchas duras bajo techo, logran pasar a los cuartos de final una vez más, como el año anterior tras vencer a John Isner en sets corridos en el cuarto punto.
Tras su triunfo en cuartos de final del Masters de Indian Wells sobre Feliciano López, se convierte en el británico con más triunfos de la historia con 497 victorias, superando a Tim Henman que logró 496 victorias en su carrera, llegó así a las semifinales de un Masters 1000 por primera vez desde su título en Miami 2013. Pierde en dicha instancia contra el serbio Novak Djokovic por un claro 6-2 y 6-3, algo que confirma sus dificultades a nivel mental contra este jugador. A la semana siguiente disputó el Masters de Miami, derrotó sucesivamente a Donald Young y Santiago Giraldo en sets corridos y en cuarta ronda a Kevin Anderson en tres sets logrando 500 triunfos a nivel profesional, convirtiéndose en el noveno jugador en activo en lograr dicha hazaña. En los cuartos de final, vence a la sorpresa del torneo Dominic Thiem con dificultad por 3-6, 6-4 y 6-1, luego en semifinales barrió a Tomáš Berdych por doble 6-4 en un partido perfecto de Murray, para llegar a su cuarta final en Miami, dos años después de la última final en Masters 1000, igual en Miami (2013). En la final, perdió contra Novak Djokovic en un partido muy reñido: después de dos primeros sets muy luchados (7-6(3), 4-6), Murray baja su nivel en el último y pierde por un contundente 6-0. Tras estos buenos resultados subió al n.º 3 del mundo, volviendo al podio tras dos años.
Murray agregó Jonas Björkman a su cuerpo técnico en marzo inicialmente por un periodo de 5 semanas para ayudarlo en los períodos en que Mauresmo no estaría disponible, ya que solo accedió a trabajar con él durante 25 semanas. Sin embargo, al final del Abierto de Australia, Mauresmo le había informado a Murray que estaba embarazada y él anunció a fines de abril que Björkman sería su entrenador principal durante toda la gira de césped y toda la gira de canchas duras norteamericanas de agosto/septiembre, mientras que Mauresmo solo estaría en el cuerpo técnico para Wimbledon.

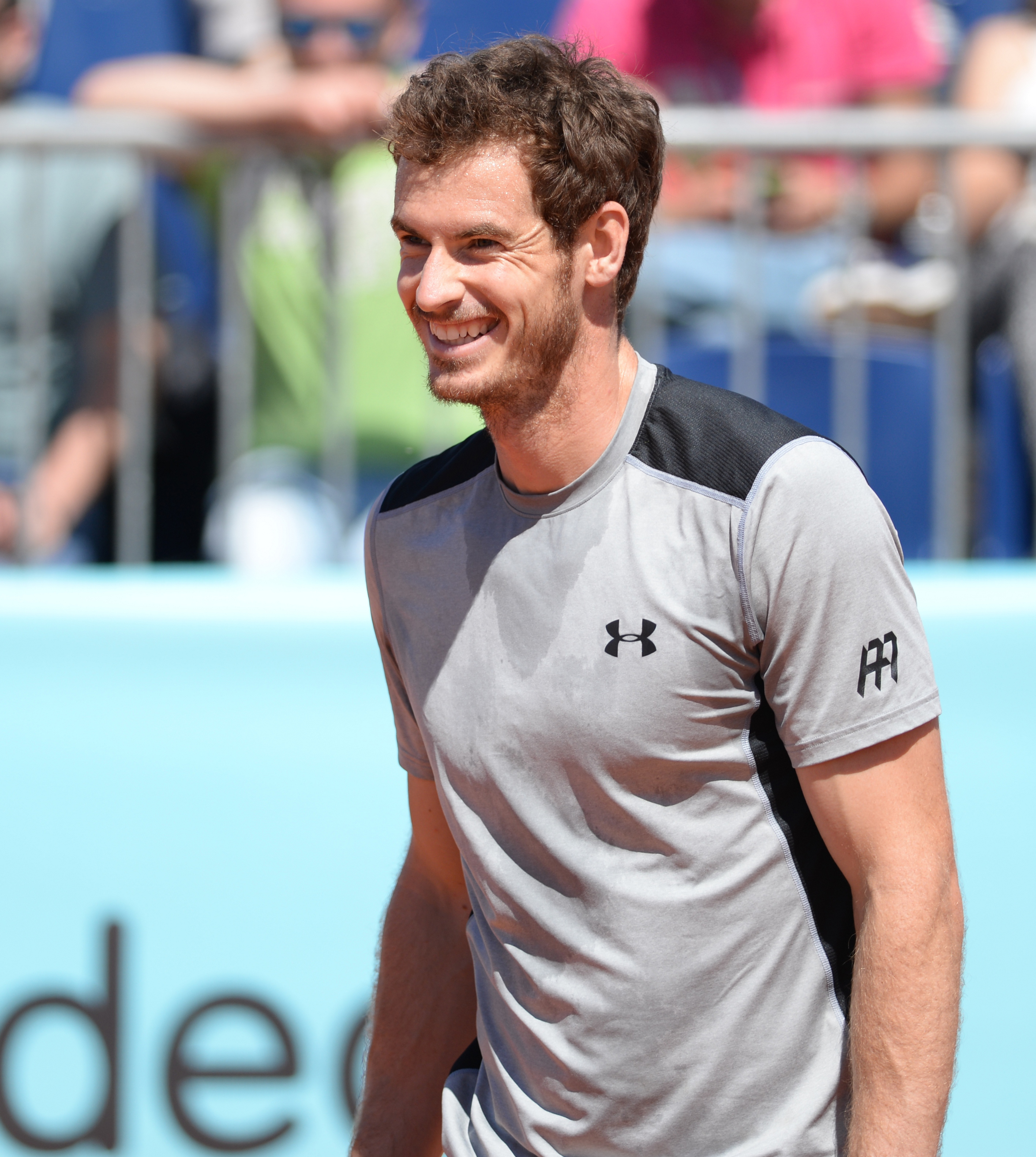
Murray durante la gira de tierra batida europea de 2015.

Tras un mes de descanso, comenzó la que sería su mejor gira de tierra batida. Comenzó con el ATP 250 de Múnich siendo máximo favorito. Superó a Mischa Zverev en segunda ronda doble 6-2, en cuartos de final a Lukáš Rosol por 4-6, 6-3, 6-2 y en el mismo día debido a problemas con la lluvia, bate en semifinales a Roberto Bautista por doble 6-4 para así llegar a su primera final sobre tierra batida. En la final ganó su primer título del año, y primero suyo en la historia sobre superficie de arcilla y también se convirtió en el primer británico desde Buster Mottram en 1976 en ganar un torneo sobre tierra batida tras superar en un duro duelo al alemán Philipp Kohlschreiber por 7-6(4), 5-7 y 7-6(4) en un encuentro de tres horas.
Continúa con el Masters de Madrid donde llegaría cargado de moral gracias a su primer título en tierra batida. Dos días después de derrotarlo, se enfrenta nuevamente a Philipp Kohlschreiber en segunda ronda y lo derrota en tres sets por 6-4, 3-6 y 6-0. Posteriormente su camino a la final fue fácil venciendo sin problemas a Marcel Granollers (6-2, 6-0), Milos Raonic (6-4, 7-5) y a Kei Nishikori por 6-3, 6-4 en las semifinales en 1 hora y 37 minutos para jugar su segunda final consecutiva en tierra batida después de su título en Múnich. En la final, jugó el título contra el actual campeón, número 4 del mundo y mejor jugador de tierra de la historia, Rafael Nadal, teniendo un desfavorable Head to Head de 6-0 en sus enfrentamientos en esta superficie. Murray logró vencer al español fácilmente por 6-3 y 6-2 en menos de una hora y media para ganar su segundo título en arcilla, el primero de categoría Masters 1000 sobre esta superficie y su primera victoria sobre un miembro del Big 4 desde la final de Wimbledon 2013. Haciendo así en estas dos semanas sus mejores torneos en esta superficie desde el comienzo de su carrera. Después de este título, todavía decide jugar en el Masters de Roma también apoyado por su entrenador Mauresmo. En la segunda ronda, vence fácilmente a Jeremy Chardy por 6-4 y 6-3, antes de jugar su partido contra David Goffin se bajo debido a fatiga después de haber jugado nueve partidos en el espacio de 10 días.
Llegó a Roland Garros como 3.º cabeza de serie, con buenísimas sensaciones e invicto esta temporada en tierra batida (marca de 10 victorias por 0 derrotas). Comenzó eliminando fácilmente al argentino Facundo Argüello en sets corridos. En la segunda ronda, perdió un set contra João Sousa ganando 6-2, 4-6, 6-4, 6-1 y en la tercera ronda derrotó a la joven esperanza australiana Nick Kyrgios en tres sets. En cuarta ronda y en un partido más complicado contra Jeremy Chardy, también pierde un set ganando por 6-4, 3-6, 6-3 y 6-2. En los cuartos de final, se enfrenta a David Ferrer a quien nunca había batido sobre arcilla. Durante el transcurso del partido, se lleva los dos primeros sets por 7-6(4) y 6-2 teniendo el partido bajo control pero en el tercero, mientras ganaba por 3-0, pierde el parcial por 7-5 y comienza a frustrarse. Pero recupera su nivel en el cuarto y completa el partido ganando por 6-1 la cuarta manga para clasificar a semifinales como el año anterior. Llegando con una estadística de llegar a invicto a las semifinales en París habiendo ganando 15 partidos consecutivos sobre arcilla. Sin embargo, su racha fue detenida por su bestia negra Novak Djokovic. El partido se disputó en dos días debido a la falta de luz y una tormenta el día uno. El viernes Djokovic ganaba por 6-3, 6-3, 5-7 y 3-3 hasta que se tuvo que parar el partido. El sábado Murray forzó el quinto set, tras volver a ganar el cuarto por 5-7, pero en el quinto un Djokovic más fresco le ganó por 6-1, quedando el marcador final en un apretadísimo 6-3, 6-3, 5-7, 5-7 y 6-1 favorable al serbio, finalizando así su racha ganadora y que luego perdería la final ante Stan Wawrinka. Murray tuvo una espectacular marca de 15-1 durante la gira de polvo de ladrillo.

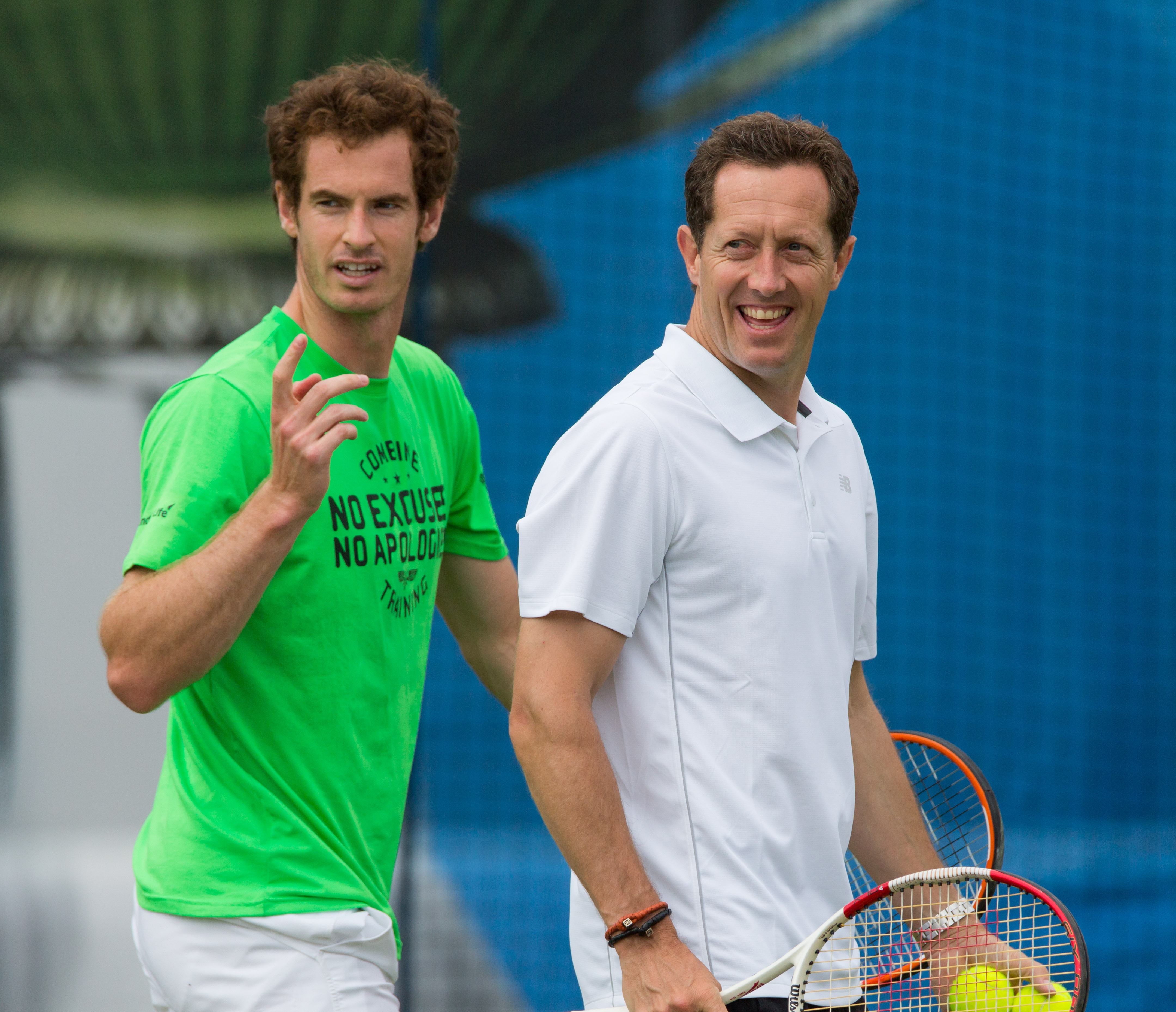
Murray con su nuevo entrenador Jonas Björkman durante una práctica en el Torneo de Queen's Club 2015.

Inició la temporada de césped, al igual que todos los años, en el Torneo de Queen's, siendo ahora un ATP 500. En las dos primeras rondas superó con idéntico resultado de 7-5 y 6-4 a Yen-hsun Lu y Fernando Verdasco. En cuartos de final dejó un set ante Gilles Müller ganando por 3-6, 7-6(2) y 6-4 en casi dos horas de juego. En semifinales ganó a Viktor Troicki por 6-3, 7-6(4) en un duelo de dos días (sábado y domingo) tras detenerse el partido por la lluvia y así llegando a su cuarta final en el torneo. Horas después de solventar su partido ante el serbio ganó su tercera corona en el certamen al vencer a Kevin Anderson por parciales de 6-3 y 6-4 en una hora de juego aplicando un tenis perfecto en este partido, lo que le permite ganar el título 34.º de su carrera y el cuarto en Queen's.
Comienza Wimbledon derrotando fácilmente a Mijaíl Kukushkin y Robin Haase en las dos primeras rondas y en sets corridos, sin embargo, concedió un set ante Andreas Seppi en tercera ronda. En la cuarta ronda tendría un reñido partido contra el cañonero croata Ivo Karlović ganando por 7-6(7), 6-4, 5-7, 6-4. En los cuartos de final, se deshizo del joven canadiense Vasek Pospisil por 6-4, 7-5 y 6-4 que jugó su primer cuartos de final de Grand Slam perdiendo solo 2 sets camino a semifinales. En la semifinal, se encuentra con Roger Federer, quien mantiene una racha de 9 victorias en las semifinales de Londres. Murray cae en un estrecho partido por 7-5, 7-5 y 6-4 después de un juego que lo vio perder cada set por una estrecha puntuación, ganando solo un punto de quiebre en todo el partido.
Tras esto juega los Cuartos de final de la Copa Davis enfrentándose a Francia en el césped de Londres (Queen's). En el primer día, bate a Jo-Wilfried Tsonga por 7-5, 7-6(10), 6-2 en 2 horas y 30 minutos, igualando la serie uno a uno. El segundo día en los dobles, se asoció con su hermano Jamie para enfrentarse a la dupla francesa de Tsonga y Nicolas Mahut, la dupla británica finalmente vence por 4-6, 6-3, 7-6(5) y 6-1 adelantando a Reino Unido en la serie por 2-1. En el último día de competencia y en el cuarto juego, Murray cierra la serie ante Gilles Simon ganando por un difícil 4-6, 7-6(5), 6-3 y 6-0 en poco más de tres horas y media ganando 12 de sus últimos 15 partidos, celebrando entre lágrimas la clasificación de Gran Bretaña a semifinales de Copa Davis por primera vez en 34 años y soñando con la victoria final.
Para el inicio de la gira veraniega por Norteamérica, comienza con el ATP 500 de Washington (siendo la primera vez que juega este torneo desde 2006) como principal cabeza de serie, pero pierde en la segunda ronda contra el n.º 53 del mundo Teimuraz Gabashvili en tres sets.

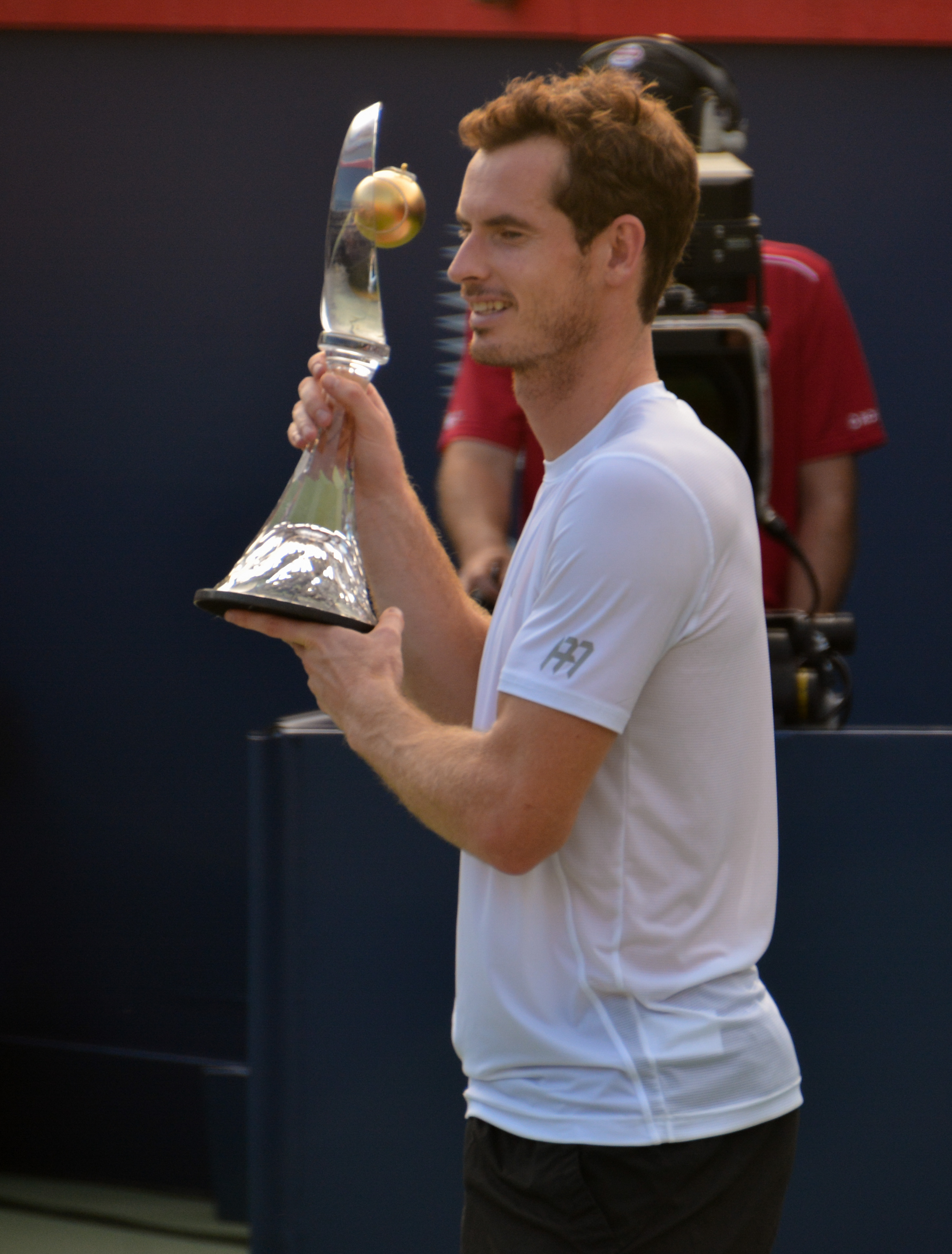
Murray levantado el trofeo del Masters de Montreal 2015 tras doblegar a Novak Djokovic luego de 8 derrotas consecutivas.

Luego, en el Masters de Montreal, derrota fácilmente a sus oponentes de las dos primeras rondas, Tommy Robredo (6-4, 7-5) y Gilles Müller (6-3, 6-2). En los cuartos de final, se enfrenta al campeón defensor, Jo-Wilfried Tsonga, quien lo derrotó el año anterior en la misma ronda. Pero esta vez, Andy es sólido y gana el partido por doble 6-4. Al mismo tiempo, con esta victoria, asegura oficialmente su calificación para el Masters de Londres. Luego, en las semifinales supera al japonés y quinto del mundo Kei Nishikori, por un categórico 6-3 y 6-0. En la final, se enfrenta al mejor jugador del momento, el número 1 del mundo Novak Djokovic, contra quien llevaba 8 derrotas consecutivas. En un partido bastante inconexo, Murray finalmente gana después de tres horas de juego por 6-4, 4-6 y 6-3 logrando su primera victoria sobre el serbio desde Wimbledon 2013, infligiendo al serbio su cuarta derrota de la temporada. Con este resultado, ganó el 11.º Masters 1000 de su carrera igualando a Pete Sampras. También se convierte en el nuevo número 2 del mundo desalojando a Roger Federer volviendo al segundo lugar del ranking después de más de dos años. En el dobles, se asoció con Leander Paes y ganaron su primer partido contra Jérémy Chardy y Kevin Anderson, pero luego fueron derrotados por el hermano de Murray, Jamie y John Peers en dos sets, fue la primera vez que los hermanos Murray compitieron entre sí en un partido profesional, una situación que Andy describió como "incómoda" y Jamie como "un poco raro".
Luego en el Masters de Cincinnati, comienza contra el extenista estadounidense Mardy Fish, que le hace un buen partido pero aun así el británico gana por 6-4 y 7-6(1) en 1 hora y 40 minutos. En la tercera ronda se enfrenta al irregular tenista búlgaro Grigor Dimitrov y gana después de un juego loco de casi tres horas de juego. Caía por 4-1 en el segundo y 5-3 en el tercer set, Murray remontó en ambas ocasiones y terminó ganando por 4-6, 7-6(3), 7-5 clasificándose así para los cuartos de final donde se enfrenta a Richard Gasquet y gana otro duro encuentro por 4-6, 6-1 y 6-4. En las semifinales se enfrenta a Roger Federer, futuro ganador del torneo, y cae en sets corridos por 6-4 y 7-6(6) acusando el desgaste de sus dos partidos anteriores, tras el título del suizo Murray volvió a bajar al tercer lugar del ranking.
Llega como favorito para el US Open junto con Roger Federer. Comenzó en la noche neoyorquina derrotando al talentoso australiano Nick Kyrgios en cuatro sets en la primera ronda. En 2.ª ronda se enfrentaría al francés Adrian Mannarino y en el que sufre de lo lindo para derrotarlo. Perdía 2 sets a cero cuando de repente Murray reaccionó y se llevó los 3 sets siguientes. Ganó por parciales de 5-7, 4-6, 6-1, 6-3 y 6-1 igualando el récord de 8 victorias tras ir 2 sets abajo de Federer. En 3 ronda ganaría al brasileño Thomaz Bellucci en sets corridos por 6-3, 6-2, 7-5. Y en 4.ª ronda se acabó el torneo para Murray, perdiendo sorpresivamente con el sudafricano Kevin Anderson por 6-7(5), 3-6, 7-6(2) y 6-7(0). Esto puso fin a la racha de cinco años consecutivos de Murray con 18 cuartos de final de Grand Slam consecutivos (sin contar su baja de Roland Garros 2013) desde su derrota en la tercera ronda ante Stan Wawrinka en el US Open 2010.
El siguiente fin de semana, en las Semifinales de la Copa Davis contra Australia en Glasgow sobre canchas duras bajo techo, ganó sus dos individuales contra Thanasi Kokkinakis (6-3, 6-0, 6-3) y Bernard Tomic (7-5, 6-3, 6-2), y el de dobles con su hermano Jamie Murray que se impondrían a la pareja liderada por Samuel Groth / Lleyton Hewitt por parciales de 4-6, 6-3, 6-4, 6-7 (6-8), 6-4 en casi cuatro horas de partido. La eliminatoria la ganarían por 3-2 y así califica a su país para la final de esta edición, la última de su país se remonta a 1978 (37 años).
En octubre jugaría el Masters de Shanghái, en segunda ronda venció a Steve Johnson por 6-2 y 6-4. En tercera ronda derrotó a John Isner por un reñido 6-7(4), 6-4, 6-4 y en cuartos de final se deshizo de Tomáš Berdych por 6-1 y 6-3 para llegar a semifinales donde caería contra Novak Djokovic por un claro 6-1, 6-3.
En noviembre juega el Masters de París torneo con el que nunca se llevaron bien, un torneo que nunca le sonrió, pues nunca superó los cuartos de final. En las primeras rondas, venció fácilmente a Borna Ćorić (6-1, 6-2) y David Goffin (6-1, 6-0), antes de encontrarse con Richard Gasquet en cuartos de final donde tendría algunas dificultades pero finalmente ganaría por 7-6(7), 3-6 y 6-3 para pasar por primera vez a semifinales, tras esta victoria sobre el francés, se unió a Novak Djokovic, Roger Federer y Rafael Nadal como los únicos jugadores que alcanzaron las semifinales (o más) en los nueve torneos ATP World Tour Masters 1000. Ahí se enfrenta a David Ferrer contra quien gana fácilmente por 6-4, 6-3 clasificándose por primera vez a la final en París-Berçy, perdiendo una vez más contra Djokovic por un contundente 6-2 y 6-4 en 1 hora y 34 minutos.
Luego jugaría el ATP World Tour Finals por octava vez seguida en su carrera quedando 1-2 en el round robin ganando a David Ferrer por doble 6-4 y perdiendo vs Rafael Nadal por 6-4, 6-1 y vs el suizo Stanislas Wawrinka por 7-6(4) y 6-4. Siendo eliminado pero así puede centrarse en la final de la Copa Davis que se llevará a cabo la semana siguiente en tierra batida. Después de que Federer no pudiera ganar el torneo, terminó la temporada en el puesto número 2 por primera vez.
En la final de la Copa Davis, venció a Ruben Bemelmans (108 del mundo) por 6-3, 6-2 y 7-5 para igualar 1-1 la serie en 2 horas y 25 minutos contra Bélgica. Luego juega el dobles con su hermano Jamie. En este partido, le permite a los británicos que tomen la delantera ganando por 6-4, 4-6, 6-3 y 6-2 sobre la dupla David Goffin / Steve Darcis. Tiene la oportunidad de darle el título a su país al día siguiente contra David Goffin (16 del mundo) sin siquiera jugar el quinto partido. En este decisivo partido, no le tiembla el pulso y vence al belga, a pesar de que Goffin ofreció una buena resistencia el británico terminó ganando por 6-3, 7-5 y 6-3 en casi tres horas de juego y así haciendo historia para Gran Bretaña ganando por décima vez la Copa Davis, la primera ensaladera en 79 años y en la arcilla belga. Murray también se convirtió en el tercer tenista hombre desde que se introdujo el formato actual de la Copa Davis en ganar sus ocho partidos individuales en una temporada de la Copa Davis, después de John McEnroe y Mats Wilander.
Murray acabaría la temporada con una marca de 71 victorias y 14 derrotas con un porcentaje de 83,5% de victorias, con 4 títulos en el año y $8,145,153 de premios en dinero.

### 2016: Segundo Wimbledon, segundo oro olímpico, campeón del torneo de maestros y número 1 del mundo

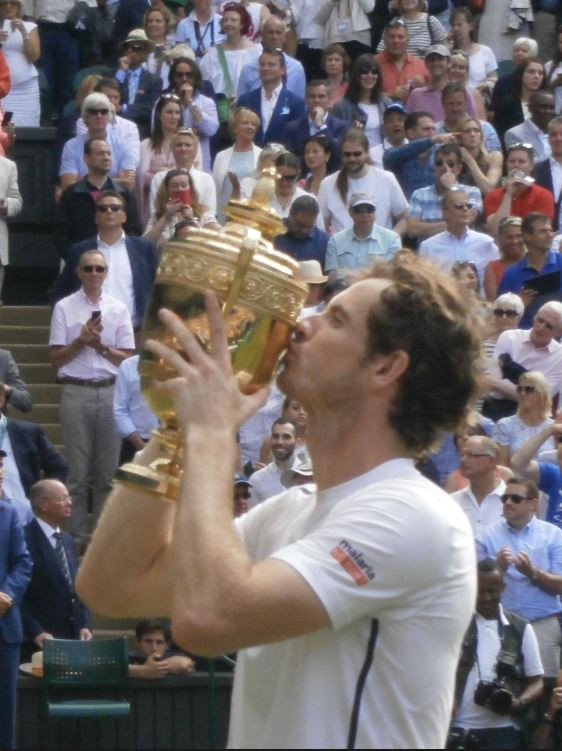
2016 fue el mejor año en la carrera de Murray al lograr su segundo Wimbledon (siendo finalista además en Australia y Roland Garros), conquistando 3 Masters 1000, otros 3 ATP 500 además revalidando su oro olímpico en individuales en Río 2016 y ganando el Torneo de Maestros, sumando un total de 9 títulos, además de convertirse en N.º 1 por primera vez en su carrera.

Comienza la temporada 2016 en la Copa Hopman jugando tal como el año anterior con Heather Watson. Ganó su primer partido individual contra Kenny de Schepper por doble 6-2, pero perdió contra Nick Kyrgios 6-4 y 7-6(5) de Australia y en el tercero venció a Alexander Zverev por 6-3, 6-4, Gran Bretaña acabó segundo en su grupo y por ende no pudo acceder a la final.
Su primer torneo oficial de 2016 fue el Abierto de Australia donde pretendía ganar su primer título tras cuatro finales perdidas en Melbourne. Clasifica a la segunda semana con bastante facilidad tras eliminar a Alexander Zverev por 6-1, 6-2, 6-3, a Sam Groth por 6-0, 6-4, 6-1, a Joao Sousa por 6-2, 3-6, 6-2, 6-2 y Bernard Tomic por 6-4, 6-4, 7-6(4) para llegar a los cuartos. Ahí derrota a David Ferrer en cuatro sets por 6-3, 6-7(5), 6-2 y 6-3 en 3 horas y 20 minutos en un partido muy reñido, en semifinales se enfrenta al 14 del mundo, el canadiense Milos Raonic, en un partido donde experimentó muchas más dificultades al estar 2-1 abajo en sets pero remontando para ganar por 4-6, 7-5, 6-7(4), 6-4 y 6-2 en cuatro horas, además para llegar a su quinta final en Melbourne, ahí se enfrentaría a Novak Djokovic quién no le daría opción alguna y lo vencería por 6-1, 7-5 y 7-6(3). De esta forma el británico perdía su 5.º final en Australia (4 contra el serbio) y 7.ª en Grand Slam de 9 posibles. Se convirtió en el segundo hombre en la Era Abierta (después de Ivan Lendl) en perder cinco finales de Grand Slam en un mismo torneo y el único que nunca pudo ganar el título.
Amélie Mauresmo regresa con Murray después de su embarazo a partir de en febrero y también asigna a Jamie Delgado como su segundo entrenador. Después juega los Octavos de final de la Copa Davis contra Japón en Birmingham sobre canchas duras. Ganó en sus dos individuales contra Taro Daniel en 3 sets (6-1, 6-3, 6-1) y en un emocionante partido contra Kei Nishikori en 5 sets por 7-5, 7-6(6), 3-6, 4-6 y 6-3 en 4 horas y 54 minutos, además de jugar el dobles con su hermano Jamie Murray ganando por 6-3, 6-2, 6-4 a Yoshihito Nishioka y Yasutaka Uchiyama.
En marzo jugaría el Masters de Indian Wells, donde pierde en la tercera ronda ante el argentino 48 del mundo Federico Delbonis por 6-4, 4-6 y 7-6(3) en 2 horas y 46 minutos siendo esta la sorpresa del torneo. Luego en el Masters de Miami pierde nuevamente en la tercera ronda ante Grigor Dimitrov por 7-6(1), 4-6 y 3-6 en 2 horas y 25 minutos. De esta forma cerraba su decepcionante gira por Estados Unidos con 2 victorias y 2 derrotas.
Después de una gira decepcionante por canchas de cemento estadounidense, jugó el Masters de Montecarlo para comenzar la gira de tierra batida europea. Comienza contra Pierre-Hugues Herbert y se impone por 6-2, 4-6, 6-3, en la tercera ronda se enfrenta de nuevo a Benoît Paire, estuvo cayendo por 6-2 y 3-0, antes de revertir la situación y ganar por 2-6, 7-5 y 7-5 en 2 horas y 32 minutos. Luego en cuartos de final, dominó al canadiense Milos Raonic por 6-2, 6-0, antes de perder en la semifinal en un maratón contra el eventual ganador Rafael Nadal por 2-6, 6-4, 6-2 en 2 horas y 43 minutos. Luego jugaría en el Masters de Madrid donde defendía el título que ganó el año pasado y logrará el primer Masters 1000 sobre tierra batida de su carrera. Vence con dificultades a Radek Štěpánek en 2.ª ronda por 7-6(3), 3-6, 6-1, después vencería con más facilidad a Gilles Simon por 6-4, 6-2 y a Tomáš Berdych por 6-3, 6-2 firmando su primera victoria contra el checo sobre arcilla. Luego en las semifinales se venga de Nadal y lo vence por 7-5, 6-4 en 2 horas y 11 minutos a pesar de un nivel de juego dubitativo, pero manteniéndose por delante del marcador durante todo el partido lo que le permite clasificarse a la final, en su vigésimo cuarto enfrentamiento por lo que quedaría 7-17 abajo y 2-6 en arcilla con el español. En la final se enfrentó contra el número 1 del mundo Novak Djokovic, perdiendo por 6-2, 3-6 y 6-3, debido a que no defendió su título bajó al tercer lugar del Ranking ATP en desmedro de Roger Federer.
A la semana siguiente previó al Masters de Roma, anunció el final de su colaboración con su entrenador Amélie Mauresmo, que duró dos años. El papel es asumido por Jamie Delgado, quien se unió a su personal después del Abierto de Australia 2016. Volvió a lo deportivo empezó de gran manera el torneo romano venciendo a Mijaíl Kukushkin 6-3, 6-3, en tercera ronda venció a Jérémy Chardy por un claro 6-0, 6-4. Siguió con su gran nivel batiendo a David Goffin 6-1, 7-5 y en semifinales a Lucas Pouille por un claro 6-2 y 6-1. Murray ganó el torneo italiano en su cumpleaños 29, vengándose de Djokovic y venciéndole por doble 6-3 ganando el torneo sin ceder sets, quien pareció cansado después de dos victorias duras contra Rafael Nadal y Kei Nishikori en las rondas anteriores, logrando su título 36 de su carrera, 1.º del año, 2.º Masters 1000 sobre tierra batida, el 12.º Masters 1000 de su carrera y también recuperando el segundo lugar del Ranking ATP. Esta fue su primera victoria sobre Djokovic en tierra batida y se convirtió en el primer jugador británico desde Virginia Wade en 1971 en ganar el título y el primer hombre británico desde George Patrick Hughes en 1931.

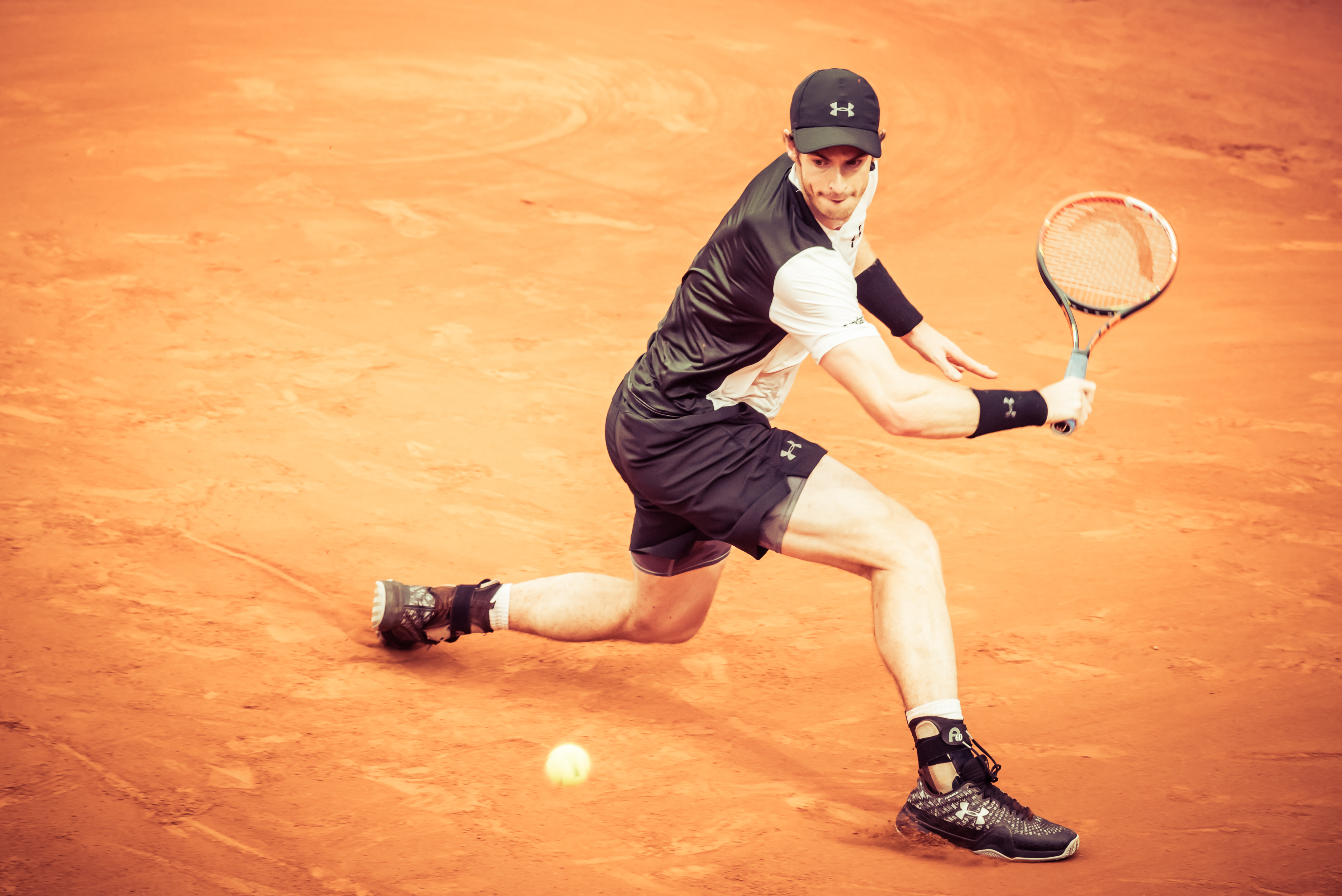
En 2016 alcanzó su primera y única final en Roland Garros, perdiendo ante Novak Djokovic en cuatro sets.

Llegó a Roland Garros como un serio aspirante a la corona. Comenzó con dificultad al ser llevado a 5 sets en sus primeros dos partidos contra Radek Štěpánek (3-6, 3-6, 6-0, 6-3, 7-5) y el joven francés Mathias Bourgue (6-2, 2-6, 4-6, 6-2, 6-3). En tercera ronda tuvo más facilidades para vencer a Ivo Karlović 6-1, 6-4 y 7-6(3), en cuarta ronda venció al cañonero estadounidense John Isner por 7-6(9), 6-4, 6-3 en 2 horas y 41 minutos para acceder a la segunda semana en París. En cuartos de final venció al local Richard Gasquet por 5-7, 7-6(3), 6-0 y 6-2 en 3 horas y 23 minutos después de dos tremendos primeros sets. En semifinales se encuentra al defensor del título, Stan Wawrinka n.º 4 del mundo, contra el que gana en cuatro sets por 6-4, 6-2, 4-6, 6-2 convirtiéndose en el primer tenista británico hombre desde Bunny Austin en 1937, en alcanzar la final de Roland Garros. Finalmente caería contra el n.º 1 del mundo Novak Djokovic por 6-3, 1-6, 2-6, 4-6, perdiendo además su octava final de Grand Slam de 10 posibles.
Poco después, el 12 de junio, anunció que había contratado a Ivan Lendl, quien lo había entrenado entre enero de 2012 y marzo de 2014, tiempo durante el cual ganó los Juegos Olímpicos, el US Open 2012 y Wimbledon 2013.
Comienza la gira de césped en el ATP 500 de Queen's como primer cabeza de serie y campeón defensor. Comenzó venciendo a Nicolas Mahut y Aljaž Bedene en sets corridos. En cuartos de final venció a su compatriota Kyle Edmund por 6-4, 3-6 y 6-1, en semifinales doblegó al croata Marin Čilić por 6-3, 4-6, 6-3. En la final se impuso al canadiense Milos Raonic por 6-7(5), 6-4, 6-3 en 2 horas y 12 minutos. Consigue así su segundo título del año, trigésimo séptimo de su carrera y con este 5.º título en Londres, se convierte en el jugador con más título en el torneo, superando a jugadores como John McEnroe, Boris Becker o Andy Roddick.

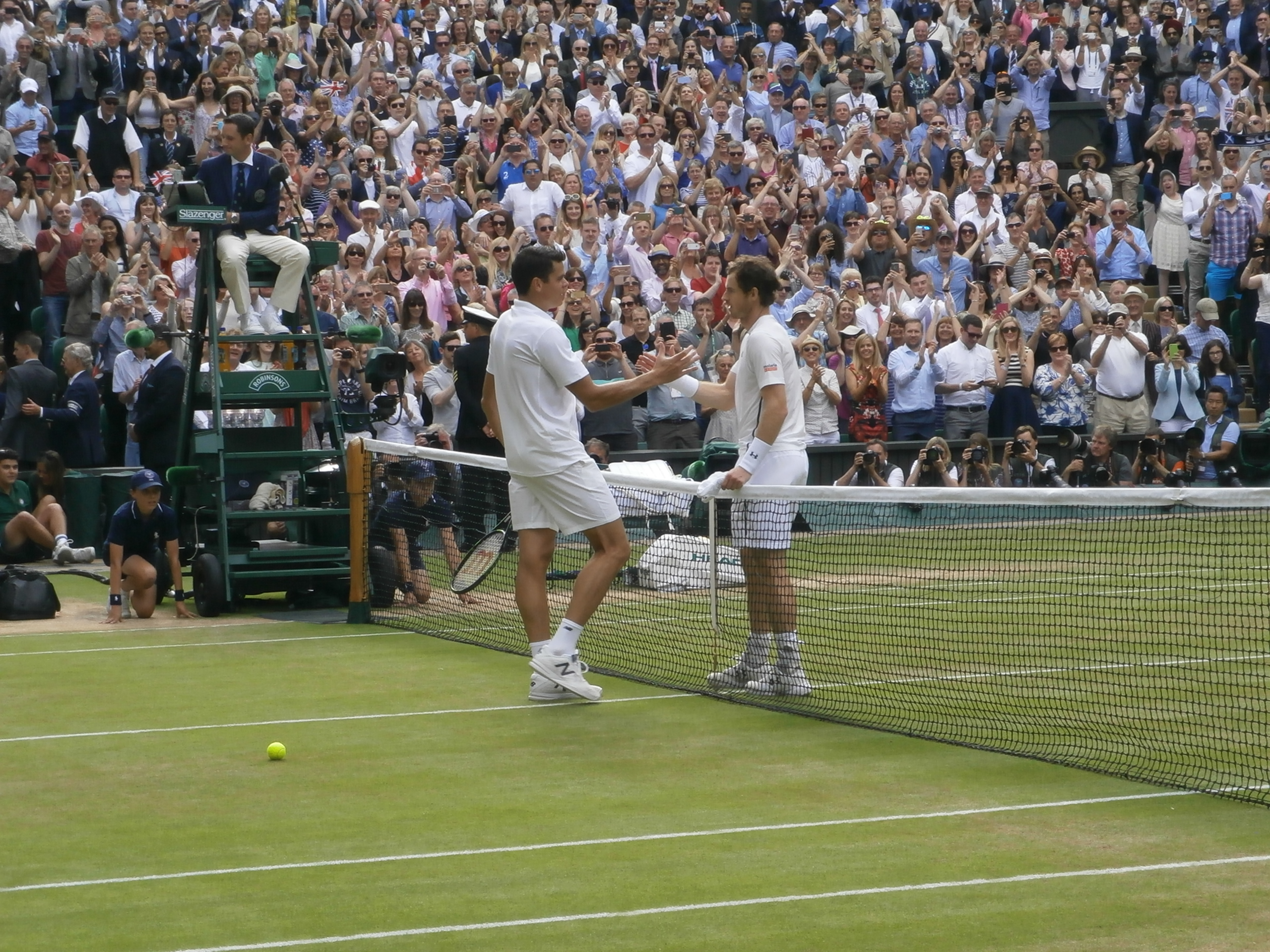
Murray en la final de Wimbledon 2016 donde derrotó a Milos Raonic por 6-4, 7-6 y 7-6 consiguiendo su segundo título en el césped londinense y tercer Grand Slam.

Comenzó Wimbledon con una victoria sobre su compatriota Liam Broady en sets corridos por 6-2, 6-3, 6-4. Continúa con su gran andar venciendo a Yen-Hsun Lu (6-3, 6-2, 6-1) y John Millman (6-3, 7-5, 6-2) en sets corridos, antes de una primera gran prueba contra el joven australiano Nick Kyrgios 18.º mundial en octavos, gana el duelo fácilmente por 7-5, 6-1 y 6-4, donde Murray jugó un partido muy serio, con una gran repertorio de golpes, dejadas, globos y no concediendo ni una sola bola de break. En cuartos de final se encuentra al n.º 12 del mundo Jo-Wilfried Tsonga. Había ganado los 2 primeros sets Andy dando una lección de como se juega al tenis, pero se despistó, bajo el nivel en los 2 siguientes sets y Tsonga lo subió, consiguiendo igualar el partido a 2 sets iguales. Sin embargo, después de salvar 1 bola de break en el juego inicial del 5 set, Murray reaccionó y cogió mucha confianza tras ese juego, fue un auténtico vendaval y consiguió llevarse el partido por 7-6(10), 6-1, 3-6, 4-6 y 6-1 con una duración de 3 horas y 57 minutos. Tras esta victoria llegaba a las semifinales y pisaba esta ronda por séptima vez en 11 participaciones en este Grand Slam. Se mediría al checo Tomáš Berdych por decimoquinta vez en su carrera. El cara a cara marcaba un 8-6 a favor de Murray ganando los últimos 4 enfrentamientos seguidos. Murray volvería a ganarle y sumaría la quinta victoria consecutiva y quedaría a 9-6 contra él. Lo aplastó en sets corridos, en menos de dos horas y por un triple 6-3 accediendo a su tercera final de Grand Slam en una temporada, algo que nunca antes le sucedió, pero también su 3.ª final en Wimbledon. Jugaría la final contra el canadiense, sexto cabeza de serie y siete del mundo Milos Raonic repitiendo la final de Queen's, quien venció sorpresivamente al rey de la hierba Roger Federer en 5 sets. Murray ganaría a Raonic en sets corridos por 6-4, 7-6(3) y 7-6(2) en 2 horas y 48 minutos sin que le quiebren su servicio conquistando su 38.º título ATP, octavo en césped, tercer Grand Slam, segundo Wimbledon y tercer título del año. En el Ranking ATP, Murray se consolida en el segundo puesto detrás de Novak Djokovic aun estando a 4.845 puntos.
Después de casi un mes de descanso tras haber ganado Wimbledon, renunció al Masters de Toronto y reaparece en los Juegos Olímpicos de Río 2016, se le designa como abanderado de la delegación británica en la ceremonia de apertura. Comienza bien venciendo a Viktor Troicki y Juan Mónaco en sets corridos. En tercera ronda venció al italiano Fabio Fognini por 6-1, 2-6 y 6-3, en la última manga llegó a caer 0-3 pero ganó 6 juegos consecutivos para llevarse el partido, en cuartos de final se mediría al estadounidense Steve Johnson por segunda vez en su carrera. Murray sufriría mucho para vencerle, ganando por 6-0, 4-6, 7-6(2) y se convertía en el primer semifinalista del torneo. En semifinales se mediría contra el japonés Kei Nishikori que venció a Monfils tras salvar 3 bolas de partido. Murray y Nishikori se enfrentaban por octava vez. El cara a cara marcaba un 6-1 a favor de Murray, la única victoria del japonés fue en el ATP World Tour Finals 2014 y parecía muy difícil que volviera a lograrlo. Un Murray muy inspirado y motivado salió a por todas desde el principio y no le dio ninguna oportunidad y aumentó el cara a cara a 7-1. Le aplastó por parciales de 6-2, 6-4 y pasaba a la final. Buscando convertirse en el primer hombre en ganar dos Juegos Olímpicos seguidos. En la final se enfrentó al jugador argentino Juan Martín del Potro, a quien derrotó por un score de 7-5, 4-6, 6-2 y 7-5 después de 4 horas y 2 minutos aprovechando un poco la fatiga del argentino después de su extenuante duelo con Nadal en semifinales para conseguir el trigésimo noveno título de su carrera, tercer título consecutivo del año, cuarto en general y convertirse en el único tenista masculino en conseguir 2 oros olímpicos en individuales consecutivos y el único en revalidar el oro olímpico.
Regresa a la competencia la semana siguiente en el Masters de Cincinnati. Venció sucesivamente a Juan Mónaco, Kevin Anderson y Bernard Tomic para clasificarse a las semifinales contra el n.º 6 del mundo Milos Raonic, al que se enfrentó por 4.ª vez en 2016. Vence al canadiense en 2 sets por un fácil doble 6-3 después de una hora y media, y clasifica para su 7.ª final consecutiva, la mejor racha de su carrera. Se mediría ante el croata Marin Čilić y caería por 4-6, 5-7 después de una hora y media, y no consigue prolongar su racha a 23 victorias consecutivas. Se queda en 39-21 en finales.

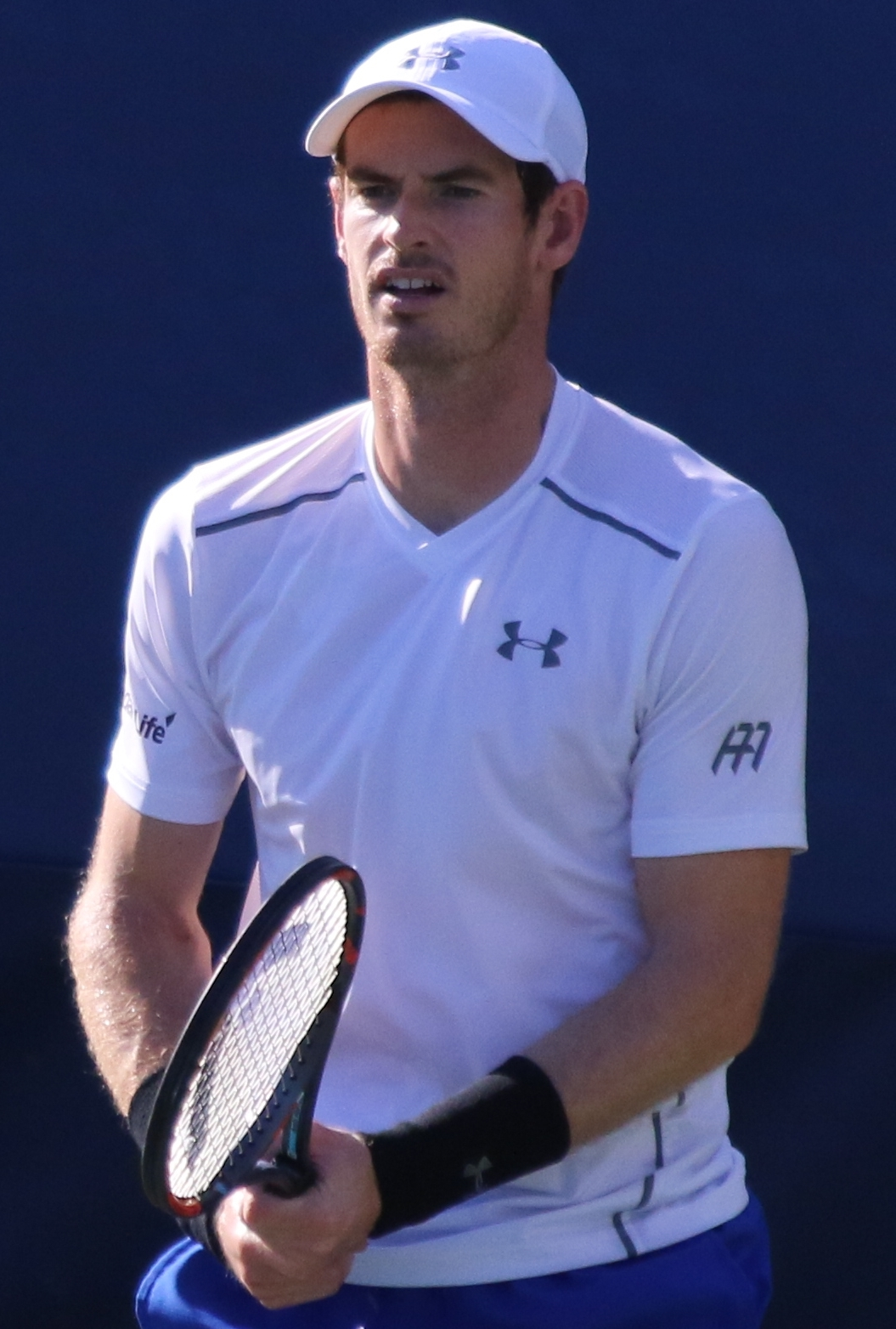
Andy Murray en el US Open 2016.

Su siguiente torneo fue el US Open, con la incertidumbre del estado físico de Novak Djokovic y su serie de finales y victorias en curso, Murray es considerado el máximo favorito para quedarse con el último Grand Slam del año. En las primeras rondas se enfrenta a Lukáš Rosol ganándole por 6-3, 6-2, 6-2 y luego vence a Marcel Granollers por 6-4, 6-1, 6-4, en tercera ronda tiene su primer gran problema contra Paolo Lorenzi al que logra vencer por 7-6(4), 5-7, 6-2, 6-3 antes de encontrarse a Grigor Dimitrov en la ronda de 16, al que vence fácilmente por 6-1, 6-2 y 6-2. Su torneo termina en los cuartos de final donde es derrotado por Kei Nishikori, en cinco sets por 6-1, 4-6, 6-4, 1-6, 5-7 después de un partido de 4 horas y 3 minutos de duración, evitando el japonés que llegue a las cuatro finales de Grand Slam en una misma temporada.
Una semana después del US Open, Murray juega las Semifinales de la Copa Davis contra Argentina en Glasgow, juega un emocionante partido de 5 horas y 11 minutos de juego contra Juan Martín del Potro el que pierde en 5 sets por 4-6, 7-5, 7-6(5), 3-6, 4-6. Al día siguiente juega con su hermano Jamie Murray y gana el partido de dobles contra Del Potro y Leonardo Mayer. En el tercer día vence a Guido Pella por 6-3, 6-2, 6-3, una victoria que no le permite a Gran Bretaña avanzar a una segunda final consecutiva tras el triunfo de Leonardo Mayer sobre Daniel Evans en el quinto punto.
Después de un parón de 2 semanas, reaparece en la gira asiática en el ATP 500 de Pekín. Llega a la final sin ceder sets tras vencer a Andreas Seppi, Andréi Kuznetsov, Kyle Edmund y en semifinales a David Ferrer por 6-2, 6-3 y en la final derrota al búlgaro Grigor Dimitrov por 6-4 y 7-6(2) en casi dos horas de juego ganando el torneo por primera vez y con bastante facilidad sin ceder un solo set. Este es su quinto título de la temporada y el 40.º de su carrera, lo que lo convierte en el 16.º jugador de la Era Abierta en alcanzar los cuarenta títulos en el circuito ATP y además sumar su séptimo trofeo en categoría de ATP 500. Su récord esta temporada hasta el momento queda en 60 victorias y 9 derrotas con un 86,95 % de victorias.
Apenas sin descanso, juega a la semana siguiente en el Masters de Shanghái. Derrotó en la segunda ronda a Steve Johnson por 6-3, 6-2, en 3.ª ronda venció al francés Lucas Pouille por 6-1, 6-3, en cuartos de final derrota al belga David Goffin por doble 6-2 para llegar a las semifinales donde se enfrentó al francés Gilles Simón y lo derrotó en sets corridos por 6-4 y 6-3, teniendo más dificultades en el segundo set de lo que el marcador demuestra. En la final se enfrenta al N.º 19 del mundo Roberto Bautista al que vence por 7-6(1) y 6-1 en 1 hora y 37 minutos para ganar el 6.º título de su temporada. Igualando 2009 que fue su año con mayor cantidad de títulos ganados en una temporada. También es su tercer Masters de Shanghái, igualando el récord de Novak Djokovic del jugador más ganador del torneo y el 13.º Masters 1000 de su carrera. También logró el 41.º título de su carrera quedando empatado en el 15.º lugar histórico con Stefan Edberg y quedó a 2415 puntos del primer lugar que es ocupado por Djokovic, mientras que él estaba a 8035 puntos después del último Roland Garros. Además consigue su cuadragésimo primer título de su carrera y enlaza diez victorias consecutivas (20-0 en sets) en su magnífica gira asiática entre Pekín y Shanghái, llevándose ambos títulos.

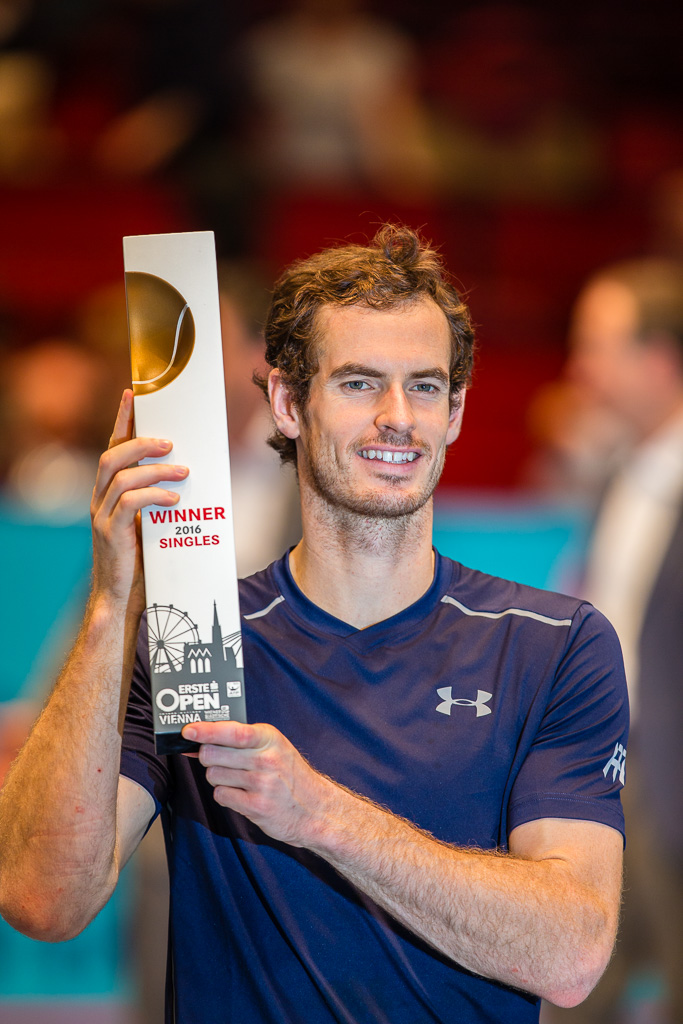
Andy Murray levantando el trofeo del ATP 500 de Viena 2016, su séptimo título del año.

Para la gira bajo techo, juega en el ATP 500 de Viena, con la misión de seguir recortando puntos al número 1 mundial Novak Djokovic y lograr ser el número uno del ranking mundial por primera vez en su carrera. Empieza en 1.ª ronda ante el eslovaco Martin Kližan y lo vence por 6-3, 6-7(5) y 6-0. En la 2.ª ronda vuelve a medirse otra vez con el francés Gilles Simon por decimoctava vez en su carrera y después del último enfrentamiento de hace 12 días. Murray sufre más de lo esperado, pero finalmente acaba llevándose la victoria por 4-6, 6-2 y 6-2. En cuartos se mide al cañonero americano John Isner que estuvo mermado físicamente por problemas en la muñeca y lo vence sin problemas por parciales de 6-1 y 6-3. En semifinales no le hace falta ni jugar porque David Ferrer no se encuentra al 100% y decide no disputar el partido. Por lo tanto, Murray se planta en la final donde vence a Jo-Wilfried Tsonga por 6-3, 7-6(6) y consigue su cuadragésimo segundo título de su carrera, octavo título de la categoría ATP 500 y séptimo título del año, también pasó a ocupar el puesto 15 en solitario en la la lista de tenistas con más títulos en la era abierta con 42, rompiendo el empate en 41 que tenía con el ex n.º 1 del mundo Stefan Edberg. Por primera vez en su carrera supera la cifra de ganar más de 6 títulos en una temporada.

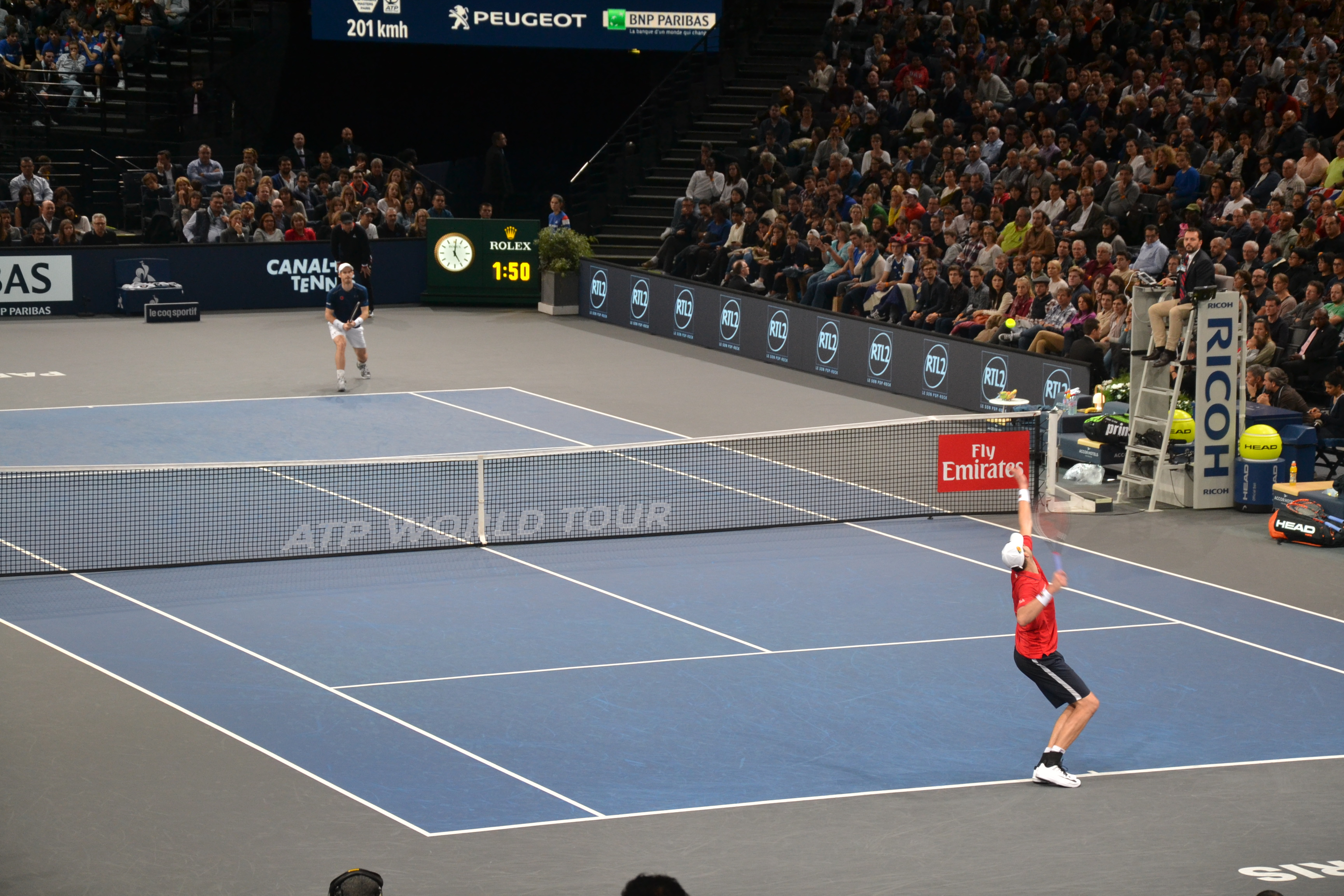
Final del Masters de París 2016 entre John Isner (rojo) y Andy Murray (azul), tras ganar este partido Murray se convertía en el número 1 del mundo por primera vez en su carrera tras tantos años de sacrificio y siempre estando a la sombra de Federer, Nadal y Djokovic.

Apenas sin descanso, vuelve a la acción en el Masters de París, una vez más jugando otro torneo consecutivamente, pero esta vez con la esperanza, ilusión y motivación de subir al trono de número 1 mundial y suceder a Novak Djokovic al frente del ranking ATP. Tenía chances para lograrlo así que Murray estaba muy motivado aunque no dependiera de sí mismo, si Djokovic no llegaba a la final, a Murray le bastaba con hacerse con el título para convertirse en n.º 1 por primera vez en su carrera a los 29 años. En 2.ª ronda se mide al español Fernando Verdasco y sufre de lo lindo para derrotarlo ganando por 6-3, 6-7(5) y 7-5 después de dos horas y media. En tercera ronda se enfrenta al francés Lucas Pouille al que aplasta de una manera apabullante por parciales de 6-3, 6-0 en donde era su tercer cara a cara entre ellos y en el cual el francés solo le ha ganado 9 juegos en 3 partidos. En cuartos de final se mide al checo Tomáš Berdych y lo vence por 7-6(9) y 7-5 en casi dos horas de partido sumando su sexta victoria consecutiva ante el y distanciando el cara a cara a 10-6. En uno de los partidos de cuartos de final salta la sorpresa y el actual número 1 Novak Djokovic pierde con el croata Marin Čilić por lo que a Murray le valdría ascender a esa plaza con llegar a la final. En semifinales se tenía que medir con el canadiense Miloš Raonić, pero tras la retirada de este alegando problemas físicos hace que Murray llegue a la final para llegar a la final y convertirse en número 1 mundial por primera vez en su carrera, también convirtiéndose en el primer británico hombre en alcanzar el número 1 desde la introducción del Ranking ATP. en 1973. También se convierte en el n.º 1 más longevo en llegar a esta posición por primera vez a los 29 años superando a John Newcombe. En la final se mide con el estadounidense y siempre complicado John Isner, Murray demuestra los galones después de tanto años con tanto sacrificio y después de mucha lucha para llegar hasta ahí consigue derrotarlo por 6-3, 6-7(4) y 6-4 en 2 horas 17 minutos logrando su 20.º victoria consecutiva, cuarto título al hilo y su primer título del Masters de París. Consigue así su 14.º Masters 1000, octavo título del año, y cuadragésimo tercero título de su carrera. Mejora su récord de temporada a 73-9 con un 89,02 % de victorias. Es felicitado por grandes nombres en el tenis, pero también en música y cine.
Para el último torneo del año, el Masters de Londres, torneo que reúne a los 8 mejores jugadores del mundo. Si quería terminar como número 1 el año tendría que ganar el título para asegurarlo y en donde su mejor resultado eran las semifinales por lo que las cosas todavía parecía más difíciles para que lo logrará. Queda situado en el Grupo John McEnroe con el número 3 del mundo Stanislas Wawrinka, el número 5 Kei Nishikori y el número 7 Marin Čilić. Ganó su primer partido contra el croata Čilić por un claro 6-3 y 6-2 sin mucha dificultad a pesar de un comienzo lento en una hora y media. Luego, en su segundo juego, lucha contra el japonés Nishikori por 6-7(9), 6-4 y 6-4 en un emocionante partido de 3 horas y 20 minutos. Finalmente vence a Wawrinka por 6-4 y 6-2 en 1 hora y 26 minutos clasificando primero en su grupo y de forma invicta. En semifinales, se enfrenta al 4 del mundo Milos Raonic. Después de ser dominado en el primer set y tras un break abajo, hizo un partido fantástico e histórico para el torneo, con enorme suspenso e increíble intensidad en los tiros. Él gana por 5-7, 7-6(5) y 7-6(9) en 3 horas y 38 minutos, lo que lo convierte en el partido más largo en la historia del Masters en un formato ganador de dos sets, habiendo salvado un punto de partido, clasificándose por primera vez a la final de la Copa de Maestros. En la final, se enfrenta de nuevo al serbio Novak Djokovic, una de sus bestias negras, por trigésima quinta vez en su carrera. Quien ganará terminaba como número 1 y el serbio tenía todas las papeletas para lograrlo a pesar de que no estaba pasando su mejor racha. Finalmente Andy Murray gana un juego bastante aburrido por 6-3, 6-4 en 1 hora y 43 minutos aprovechando los errores de su oponente y su gran confianza para ganar por primera vez el ATP World Tour Finals en su octava participación y de forma invicta. Además suma su cuadragésimo cuarto título de su carrera y su noveno título del año. Cierra la temporada con un récord de 78-9 con un porcentaje de 89,65% de victorias, su vigésima sexta victoria consecutiva y por primera vez en su carrera termina el año como número 1, y al hacerlo, se convirtió en el primer jugador que acabó como #1 ganando un Grand Slam, la Copa Masters, el oro olímpico en individuales y un Masters 1000 en el mismo año calendario.

### 2017: Lesiones y pérdida del número uno
El 31 de diciembre de 2016, Andy Murray es nombrado caballero por la Corona británica por sus servicios al tenis y por sus acciones benéficas y ahora se le llama Sir.

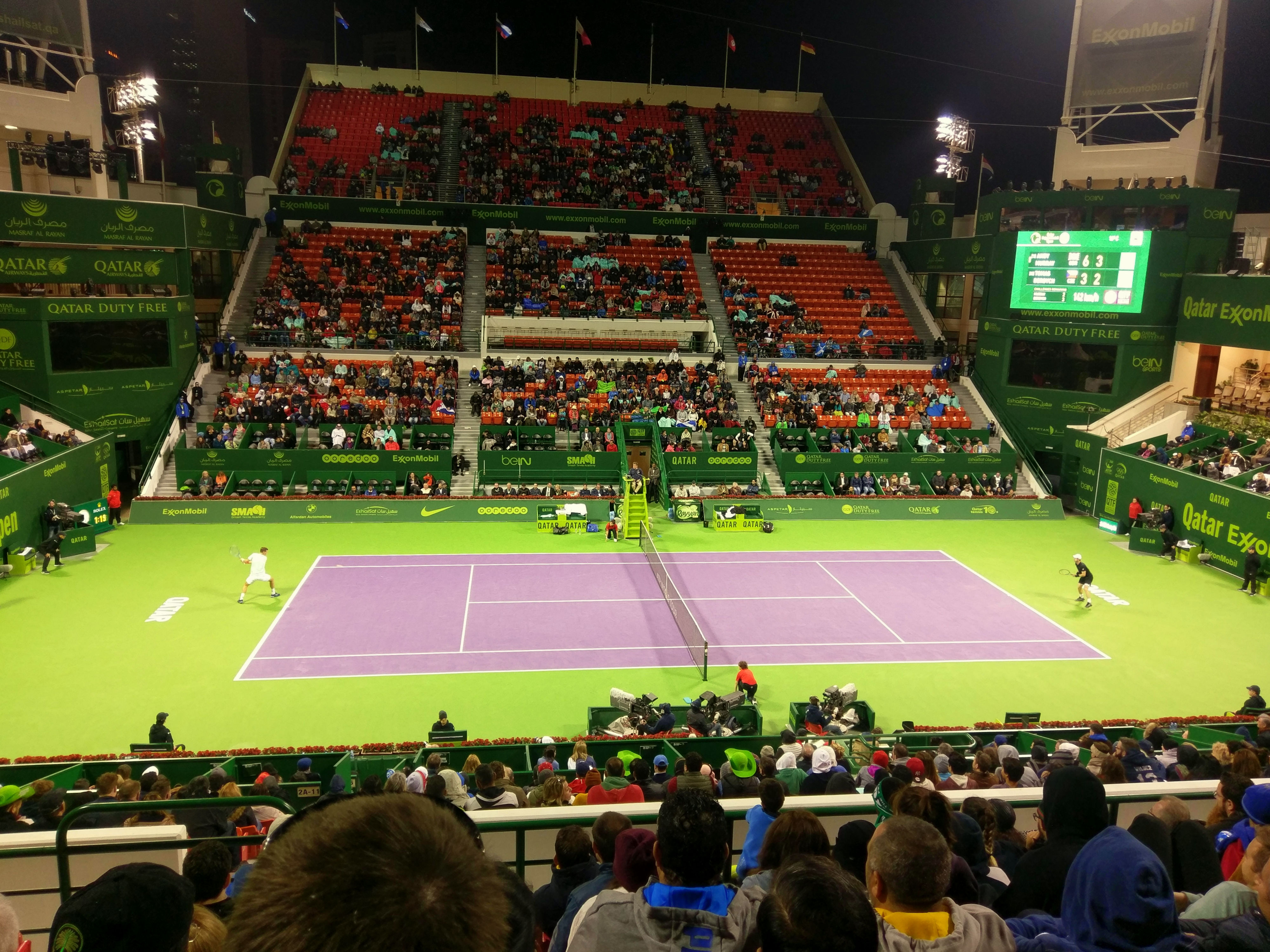
Imagen de la semifinal entre Tomáš Berdych y Andy Murray por el Torneo de Doha 2017.

Murray comenzó su temporada 2017 en Catar jugando dos torneos, el primero el clásico torneo de exhibición del Mubadala Championships a finales de diciembre debutando en semifinales, cayendo ante David Goffin por 7-6(4) y 6-4, en la lucha por la tercera plaza venció a Milos Raonic por 6-3 y 7-6(8).
Para su primer torneo del año, en el ATP 250 de Doha, Murray tendría dificultades en algunos de sus partidos. En primera ronda vence a Jeremy Chardy por 6-0, 7-6(2), en segunda ronda sufrió para vencer a Gerald Melzer por 7-6(6), 7-5 en casi dos horas y media y en cuartos de final tuvo otro partido cerrado contra Nicolás Almagro, ganando otra vez por 7-6(4), 7-5 en poco más de dos horas. En semifinales venció a Tomáš Berdych por 6-3 y 6-4 en 1 hora y 47 minutos en su partido más convincente de la semana, al que vuelve a derrotar por séptima vez consecutivamente y dejando el cara a cara entre ellos a 11-6 a favor de Murray. Se plantaba en una final por sexto torneo consecutivo y buscaba su trigésima primera victoria seguida, se enfrenta a su rival más complicado, el serbio Novak Djokovic (N.º 2 del mundo), en un partido muy intenso de 2 horas y 55 minutos de juego después de ir 3-6, 4-5 abajo y salvar tres puntos de partido; Murray ganó el segundo set antes de caer por 3-6, 7-5, 4-6. Dejando a Djokovic con el trofeo y ganando su primer partido del año entre ambos, mientras que Nole cortó una serie de 28 victorias consecutivas de Murray. El serbio con esta victoria empieza fuerte la temporada y suma su sexagésimo séptimo título de su carrera, siendo aún más el principal temible rival para complicarle a Murray en este Abierto de Australia 2017.
Después de este torneo jugaría el Abierto de Australia. En primera ronda se mediría al ucraniano Iliá Marchenko y lo vence en un resultado apretado en sets corridos: 7-6(2), 7-5 y 6-2. En segunda ronda se enfrenta a la joven promesa rusa Andréi Rubliov al que lo vence muy fácil por parciales de 6-3, 6-0 y 6-2. En tercera ronda juega contra el cañonero estadounidense Sam Querrey y lo vence por un claro 6-4, 6-2, 6-4. En cuarta ronda saltaría la segunda sorpresa del torneo tras haber perdido Novak Đoković en 2.ª ronda. Murray perdería con Mischa Zverev, hermano mayor de Alexander Zverev (N.º 50 del mundo y que venía de vencer a Isner cabeza de serie 19, en segunda ronda), que estaba de vuelta al circuito después de numerosas lesiones entre 2010 y 2015, cayendo por 5-7, 7-5, 2-6 y 4-6 en tres horas y 33 minutos.
Regresa a la competencia a finales de febrero en el ATP 500 de Dubái. En 1.ª ronda juega con el tunecino Malek Jaziri ganando por 6-4 y 6-1. En 2.ª ronda enfrenta al español Guillermo García López ganando muy fácil por 6-2, 6-0. En cuartos de final ganaría al alemán Philipp Kohlschreiber por 6-7(4), 7-6(18) y 6-1 después de 2 horas y 54 minutos ganando un partido muy épico tras salvar 7 bolas de partido. En semifinales se mide al francés Lucas Pouille y al igual como en sus tres encuentros lo vuelve a vencer. Murray gana por 7-5, 6-1 y se planta en una nueva final en este inicio de temporada. En la final se enfrenta al español Fernando Verdasco aplastandole por parciales de 6-3 y 6-2. Sumando su cuadragésimo quinto título de su carrera, primero y único título de la temporada y noveno título en la categoría ATP 500.
La gira estadounidense sobre cemento es un fracaso para Murray, con una eliminación de entrada en segunda ronda en el Masters de Indian Wells, donde pierde por 6-4 y 7-6(5) contra el canandiense Vasek Pospisil (129.º del mundo) y posteriormente se baja del Masters de Miami debido a una lesión en el codo derecho.
Murray volvió a competir en abril, en el Masters de Montecarlo, donde defendía semifinales del año pasado. Ganó con cierta dificultad su primer partido contra el luxemburgués Gilles Müller por doble 7-5 en segunda ronda, luego en tercera ronda cae ante el eventual finalista y sorpresa del torneo Albert Ramos por 6-2, 2-6 y 5-7. A la semana siguiente, recibió un Will Card para el Torneo Conde de Godó, torneo que le sirvió para reencontrar el ritmo y además tuvo su mejor resultado en 3 meses desde el ATP 500 de Dubái, pasó directamente a tercera ronda tras la no presentación de Bernard Tomic. Luego vence a Feliciano López por doble 6-4 en tercera ronda, en cuartos se enfrenta a otro español Albert Ramos, toma venganza de lo ocurrido hace una semana en Montecarlo y lo vence por un estrecho 2-6, 6-4 y 7-6(4) después de tres horas de un intenso partido. Perdió contra el 9.º del mundo y especialista en esta superficie, Dominic Thiem por 6-2, 3-6 y 6-4 en 2 horas y 15 minutos, quién llegaría a la final y perdería con Nadal. Perdiendo por primera vez contra el austriaco.
Decepciona otra vez en el Masters de Madrid. Doblegó en segunda ronda a Marius Copil por 6-4, 6-3 y perdió en octavos de final contra el perdedor afortunado (Lucky Loser) Borna Ćorić por doble 6-3, y en el Masters de Roma le tocaba defender título. El número 1 perdió en su debut en segunda ronda ante el talentoso italiano Fabio Fognini por un claro 6-2 y 6-4.
Murray llega a Roland Garros con muchas dudas y falta de confianza después de tempranas salidas en sus últimos torneos (Solo superó los cuartos de final en 1 de sus últimos 5 torneos), donde defendía 1200 puntos por la final del año pasado y número 1 también. Sus dos primeras rondas fueron bastante complicadas por la pérdida de un set en cada uno, con un nivel irregular vence a Andrey Kuznetsov por 6-4, 4-6, 6-2 y 6-0, aprovechándose de los calambres del ruso desde inicios del segundo set, en segunda ronda vence a Martin Klizan por 6-7(3), 6-2, 6-2 y 7-6(3) en 3 horas y 34 minutos, en tercera ronda vence a Juan Martín del Potro por 7-6(8), 7-5 y 6-0 en tres horas de partido (La primera manga duro una hora y media) para avanzar a octavos de final. En dicha instancia derrota al joven ruso Karén Jachánov por 6-3, 6-3 y 6-4 en 2 horas y 4 minutos, en cuartos de final vence al No.9 del mundo Kei Nishikori por 2-6, 6-1, 7-6(0) y 6-1 en 2 horas y 39 minutos, en dicho partido el japonés decayó físicamente después del tercer set. En las semifinales se enfrentaba a Stan Wawrinka por un lugar en la final y después de un maratón de 4 horas y 34 minutos bajo un sol abrasador, Murray finalmente decae físicamente en el quinto set después de la pérdida del cuarto y pierde por 7-6(6), 3-6, 7-5, 6-7(3) y 1-6 ante el suizo. Salió de este partido bajo los aplausos del estadio Phillipp Chatrier, reconociendo el esfuerzo del jugador durante el partido. Además perdió 480 puntos por no defender la final del año anterior contra Djokovic, aunque este último perdió 1640 puntos por no defender el título y por ende Murray se mantuvo en la cima del ranking.

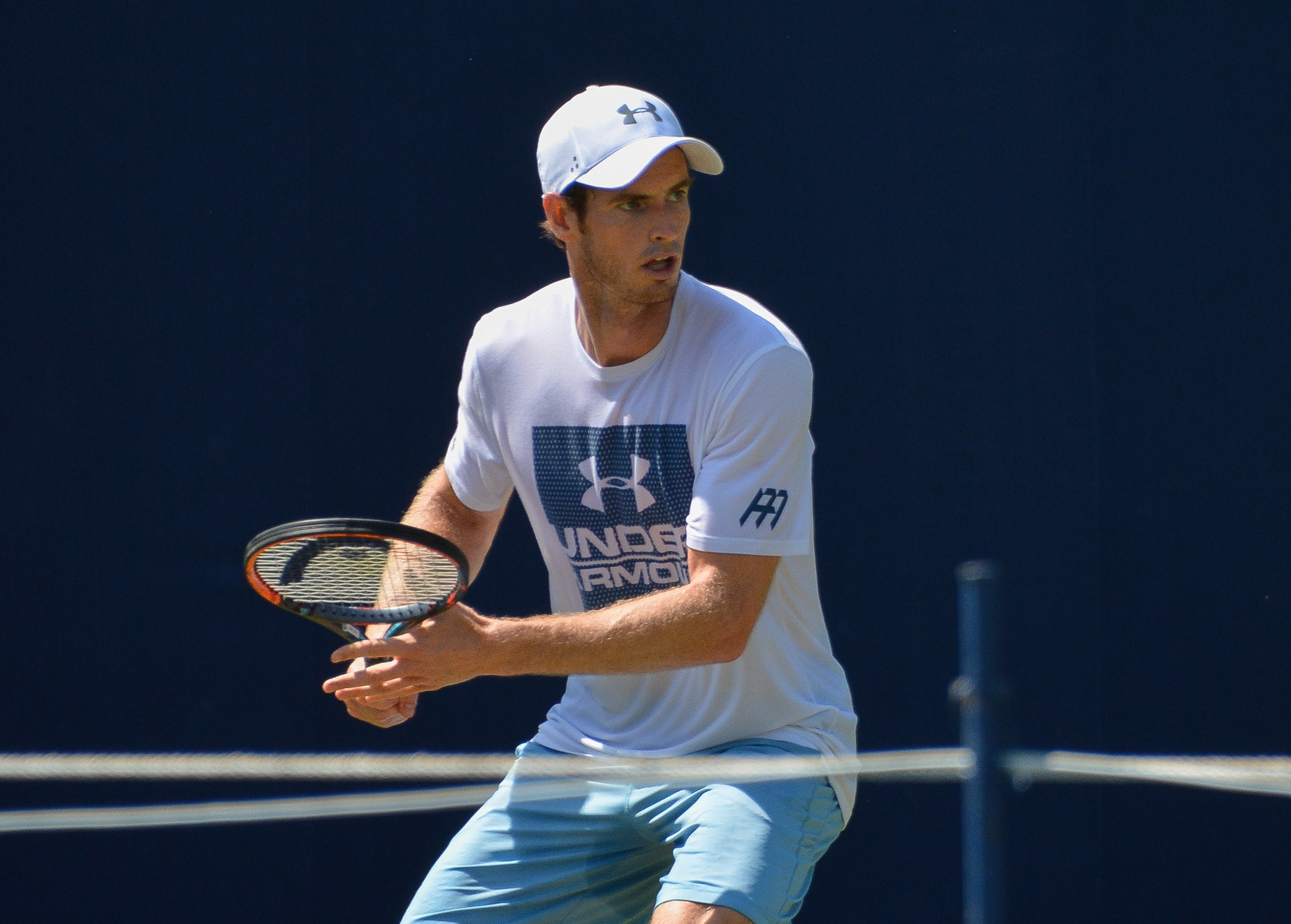
Murray entrenando previo al Torneo de Queen's Club.

Después de este buen torneo en París, comienza el período sobre césped con la defensa de sus títulos (Queen's y Wimbledon). Primero en Queen's, pierde sorprendentemente contra el australiano (90.º del mundo) Jordan Thompson por 7-6(4) y 6-2 en primera ronda, además sin haber logrado romper el saque a su oponente, su primer partido en que no logra quebrar desde Cincinnati 2015.
A pesar de las preocupaciones por sus persistentes dolores en la cadera, decidió jugar Wimbledon, debe defender 2000 puntos (Campeón de 2016) para mantener su posición como número 1 del mundo, además Rafael Nadal, Novak Djokovic y Stanislas Wawrinka estaban pisándole los talones muy de cerca (Especialmente Nadal si avanza una ronda más que Murray en Wimbledon regresaba al número 1 después de 3 años). Murray pasa fácilmente sus dos primeras rondas contra Alexander Bublik (6-1, 6-4, 6-2) y Dustin Brown (6-3, 6-3, 6-2). Luego avanza a octavos con muchas dificultades ante Fabio Fognini, perdiendo un set y llegando a estar 2-5 abajo en el cuarto antes de ganar por 6-2, 4-6, 6-1 y 7-5. En octavos de final vence al francés Benoît Paire por un trabajado 7-6(1), 6-4 y 6-4 en 2 horas y 21 minutos. En cuartos se enfrenta al cañonero estadounidense Sam Querrey, que lo lleva físicamente al extremo y también debido a sus problemas en la cadera que le impidió servir y moverse sin dificultades. Perdió los dos últimos set en menos de una hora y cayo por 6-3, 4-6, 7-6(4), 1-6 y 1-6 en 2 horas y 42 minutos, permitiendo a la postre la conquista de su 8.º Wimbledon a Roger Federer, que conseguiría también su 19.º Grand Slam, perdió el título, pero mantiene el número 1 del mundo una semana más después de las derrotas prematuras de sus otros contendientes (Específicamente después de la derrota de Nadal en octavos tras un épico 15-13 con Gilles Muller en la quinta manga).
Murray preservó el número 1, pero, con el anuncio de Djokovic y Wawrinka de no jugar el resto de la temporada y la enorme distancia a que estaba de Federer y Nadal en la Carrera a Londres (más de 5000 puntos de ventaja), quedaba bastante claro que Murray tenía muy pocas posibilidades de renovar su liderazgo en el ranking ATP.
Para la gira por Estados Unidos, Murray se retira de los Masters 1000 de Montreal y Cincinnati debido a su lesión en la cadera, entregando finalmente el n.º 1 a Nadal. Se esperaba que el reposo permitiría su participación en el US Open, donde tenía sus últimas posibilidades de sumar puntos y recuperar la primera posición, pero tuvo que abandonar tras los sorteos por molestias físicas dos días antes del inicio del torneo, entregando también el n.º 2 a Federer (defendía cuartos, con un total de 360 puntos, mientras que Federer solo sumaba y estaba 5 puntos por debajo), siendo este el primer Grand Slam que se bajaba desde Roland Garros 2013. Anunció más tarde a principios de septiembre que renuciaba a la gira asiática y dijo que era "muy probable" que no volvería a jugar en un torneo profesional en 2017. Entonces decide dar por terminado su temporada a mediados de octubre, bajándose del Masters de París-Bercy y quedándose sin opciones de clasificar para las ATP World Tour Finals 2017.
Esto le asegura que terminará la temporada fuera de los 10 primeros, por primera vez desde 2007. Término el año en el puesto 16.º, su clasificación más baja desde mayo de 2008 y con solo un título, el ATP 500 de Dubái.
A mediados de noviembre, Andy Murray y su entrenador Ivan Lendl se desvinculan por segunda vez.

### 2018: Cirugía de cadera y salida del top 100 en 13 años

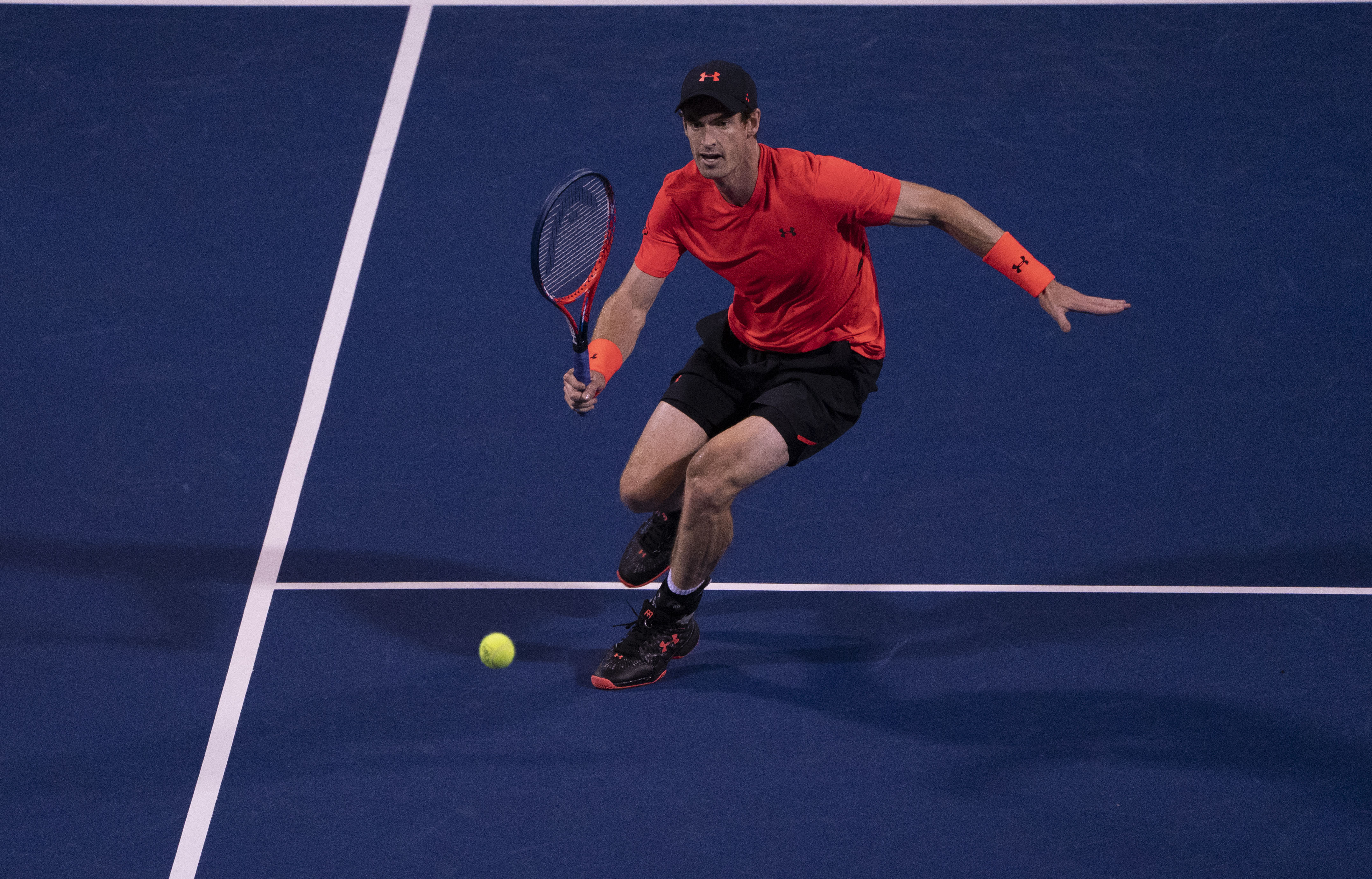
Andy Murray durante el Torneo de Washington, uno de sus primeros torneos en su regreso al circuito tras su lesión en la cadera que lo mantuvo 11 meses fuera.

Murray se retiró del Torneo de Brisbane y del Abierto de Australia debido a su lesión en la cadera. Entonces decidió someterse a una cirugía para curar la cadera y con la esperanza de volver para la temporada sobre césped. En una publicación en Instagram, Murray explicó que la rehabilitación era una opción para la recuperación. Añadió que la cirugía de cadera también era una opción, pero que las posibilidades de un resultado exitoso no eran tan altas.
En marzo, Murray perdió su número uno británico ante Kyle Edmund por primera vez desde 2006. Más tarde ese mes, Murray dijo que estaba progresando después de varios días de jugar en el Mouratoglou Academy en Niza después de publicar fotos de él mismo practicando contra Aidan McHugh, un jugador júnior británico, en Instagram. Luego anunció que jugaría su primer torneo ATP desde la cirugía de cadera en Torneo ATP 250 Ricoh Open en el mes de junio.
Tras la finalización de Roland Garros Murray no participó en el evento debido a su lesión en la cadera, en dicho torneo defendía 720 puntos de semifinalistas al no defender estos puntos Murray salió del Top 100 por primera vez en 13 años, cayendo al puesto 157.º.
Se anunció que regresaría al circuito en Torneo de 's-Hertogenbosch en junio, pero se retiró diciendo que no estaba del todo listo y que quería estar al 100%. Sin embargo, más tarde anunció que haría su regreso en el ATP 500 de Queen's después de 11 meses fuera de las canchas, donde perdió en la primera ronda contra Nick Kyrgios por 6-2, 6-7(4) y 5-7. Siguió con el ATP 250 de Eastbourne, recibiendo un Wild Card, donde se enfrentó en la primera ronda a Stan Wawrinka que vence fácilmente por 6-1 y 6-3 antes de ser eliminado por su compatriota Kyle Edmund por doble 6-4 en 1 hora y 41 minutos. Luego se retiró de Wimbledon con el "corazón pesado" un día antes del torneo, diciendo que era demasiado pronto para jugar partidos de cinco sets.
Como resultado de no defender sus cuartos de final en Wimbledon, cayó al puesto 839 en el ranking ATP, su ranking más bajo desde que ingresó por primera vez en el ranking ATP el 21 de julio de 2003.

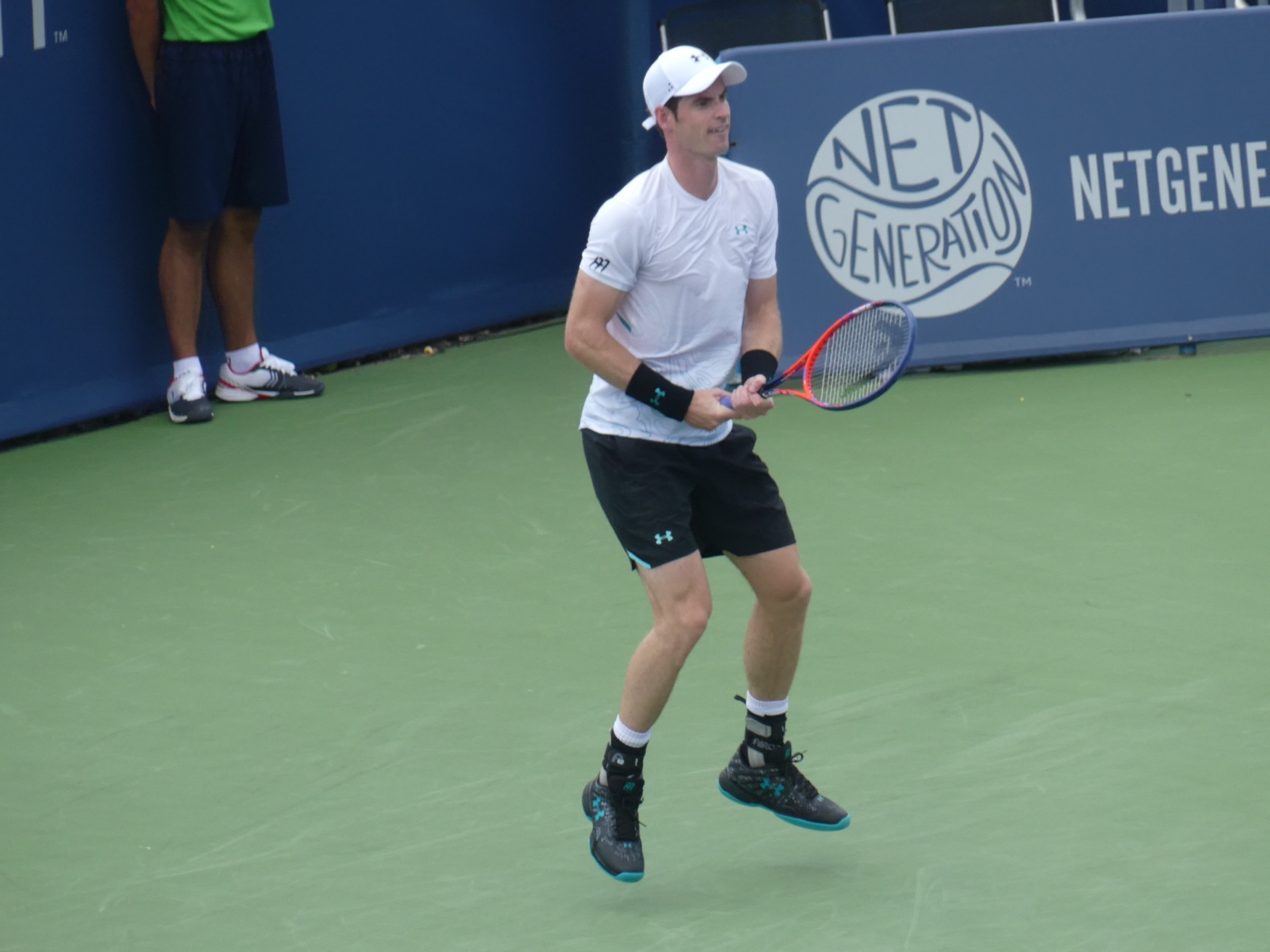
Murray durante el Masters de Cincinnati 2018.

Regresó en el ATP 500 de Washington gracias a un wild-card, ganó su primer partido contra Mackenzie McDonald por 3-6, 6-4, 7-5. Luego se enfrentó a su compatriota y N.º 18 del mundo Kyle Edmund, quien lo había derrotado en Eastbourne la última vez, ganando nuevamente en 3 sets por 7-6(4), 1-6 y 6-4. Su próximo partido, fue una dramática victoria en otros tres sets sobre Marius Copil por 6-7(5), 6-3, 7-6(4) en 3 horas y 2 minutos por la tercera ronda, encuentro que concluyó hasta las 3:00 a. m. hora local; Murray lloró después de la conclusión del partido, superado por la emoción, en cuartos debía enfrentarse a Álex De Miñaur pero se retiró debido a la fatiga de jugar 3 partidos exigentes en 4 días. También se retiró del Masters de Toronto a la semana siguiente para continuar su recuperación y centrarse en el Masters de Cincinnati donde se le otorgó un Wild Card. Finalmente perdió en la primera ronda contra el francés Lucas Pouille por 6-1, 1-6, 6-4.

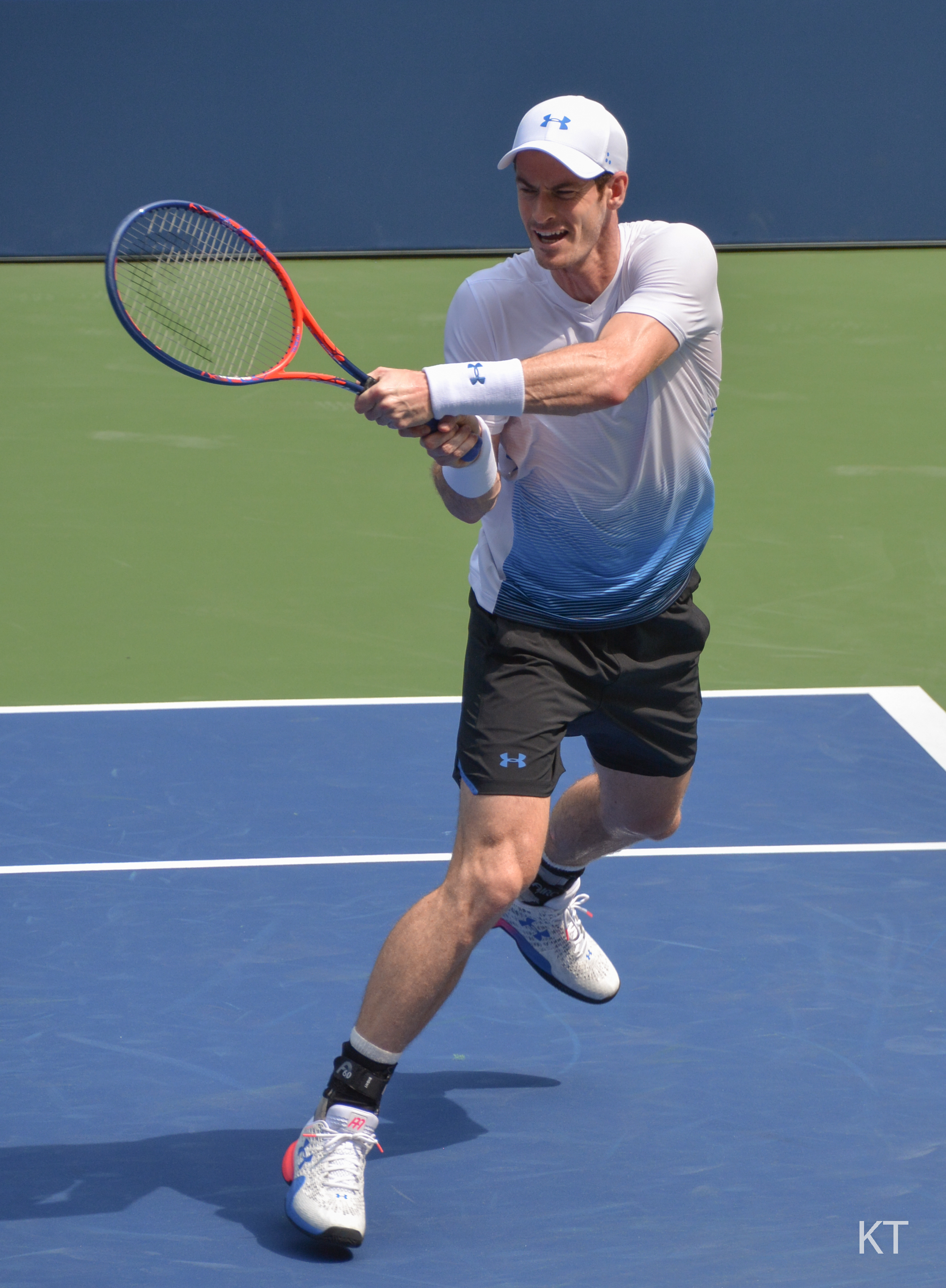
Murray en su partido de primera ronda del US Open 2018 contra James Duckworth, a quien derrotó en cuatro sets.

Hizo su regreso en los Grand Slam en el US Open donde derrotó al australiano James Duckworth en cuatro sets. Sin embargo, perdió en la segunda ronda contra el español Fernando Verdasco en cuatro sets por 7-5, 2-6, 6-4 y 6-4.
Murray luego se retiró del repechaje de la Copa Davis de Gran Bretaña contra Uzbekistán en Glasgow para continuar con la rehabilitación de su lesión.
Decidió participar en la gira asiática comenzando con el ATP 250 de Shenzhen donde recibió un comodín. Avanzó a la segunda ronda después de que Zhizhen Zhang se retirara en el tercer set de la primera ronda, allí, se enfrentó al campeón defensor y máximo favorito David Goffin, quien derrotó en sets corridos por 6-3 y 6-4 antes de caer nuevamente contra Fernando Verdasco por doble 6-4 en los cuartos de final. Murray tenía previsto jugar en el Torneo de Pekín la semana siguiente, pero después de sufrir un leve problema de tobillo, decidió terminar su temporada antes de tiempo para asegurarse de que estaría en forma para el año siguiente. Por lo tanto, terminará la temporada 2018 fuera de los 100 mejores, por primera vez desde 2004.

### 2019: Segunda operación de cadera
Comenzó su temporada en el ATP 250 de Brisbane mediante Ranking Protegido (PR), ganó su partido de primera ronda contra James Duckworth por 6-3 y 6-4, aunque después del encuentro admitió que no sabía durante cuánto tiempo podría jugar tenis de alto rendimiento. En la segunda ronda fue derrotado por el ruso y n.º 16 del mundo Daniil Medvédev por 7-5, 6-2.
El 11 de enero de 2019, en una conferencia de prensa justo antes del Abierto de Australia, un emocionado Murray anunció que se retiraría del tenis profesional debido a su lesión en la cadera. Afirmó que no dejaba de sentir dolor, incluso cuando se ponía sus medias o se ataba las zapatillas. Ante la incertidumbre del cese de su dolor, tomó la decisión entre lágrimas. Habló de la posibilidad de una segunda cirugía de cadera, pero expresó dudas de que esta sería una opción viable para prolongar su carrera, simplemente permitiéndole "tener una mejor calidad de vida y no sentir dolor". Ante la incertidumbre del cese de su dolor, tomó la decisión entre lágrimas. Aseguró que intentaría llegar hasta Wimbledon y cerrar su carrera allí, pero no sabía si eso sería posible, ya que el Abierto de Australia podría ser su último torneo como profesional en caso de continuar los dolores, dijo: "No estoy seguro de poder jugar por otros cuatro o cinco meses debido al dolor". Tras su anunció los tenistas en activos y retirados, incluidos Juan Martín del Potro, Kyle Edmund, Billie Jean King y los otros miembros del Big Four rindieron un homenaje a Murray.
Ingresó al individuales del Abierto de Australia, sin embargo, perdió su primer partido contra el cabeza de serie número 22 Roberto Bautista Agut en un épico partido de cinco sets por un score de 6-4, 6-4, 6-7(5), 6-7(4) y 6-2 en 4 horas y 10 minutos. Tras el partido, varios jugadores aparecieron en un videomontaje de homenajes tales como Roger Federer, Novak Djokovic, Sloane Stephens y Caroline Wozniacki elogiando a Murray. En su entrevista posterior al partido, declaró que estaba considerando una segunda cirugía de cadera y que aún no había descartado un regreso al tenis tras recuperarse de la operación.
En una entrevista Bob Bryan le sugirió a Murray a que se sometiera a la operación llamada "Birmingham Hip Resurfacing" (Revestimiento de cadera Birmingham) a la que se sometió en agosto de 2018, en la que se colocó una tapa de metal cobalto-cromo sobre el fémur con una copa de metal a juego en el acetábulo (una alternativa conservadora para salvar los huesos a un reemplazo total de la cadera tradicional). Bryan informó a Murray que el BHR mejoraría su calidad de vida y podría ayudarlo a regresar a la gira profesional de tenis. El 29 de enero, Murray anunció en Instagram que se había sometido a una cirugía de revestimiento de cadera en Londres y esperaba que "fuera el final de mi dolor de cadera". El 4 de febrero, en una entrevista con The Times, el Professor Derek McMinn, quien inventó el implante y el procedimiento BHR, opinó que las posibilidades de Murray de volver al tenis competitivo deberían estar como en "un 90 por ciento para arriba". El 7 de marzo, Murray declaró en una entrevista que ahora no tenía dolor en la cadera como resultado de la cirugía y, por lo tanto, podría volver a jugar tenis competitivo, pero que cualquier posible regreso en Wimbledon dependería de cómo se sintiera su cadera, y que no apresuraría su regreso y que podría probar su condición jugando dobles.
El 16 de mayo de 2019, Murray recibió su título de caballero por el Príncipe Carlos en el Palacio de Buckingham, dos años después de recibir el honor de Sir.

"Queen's siempre ha sido un lugar especial para mí y es el lugar perfecto para volver. Es donde gané mi primer partido ATP, también mi primer título en Reino Unido y es mi torneo más exitoso en general".

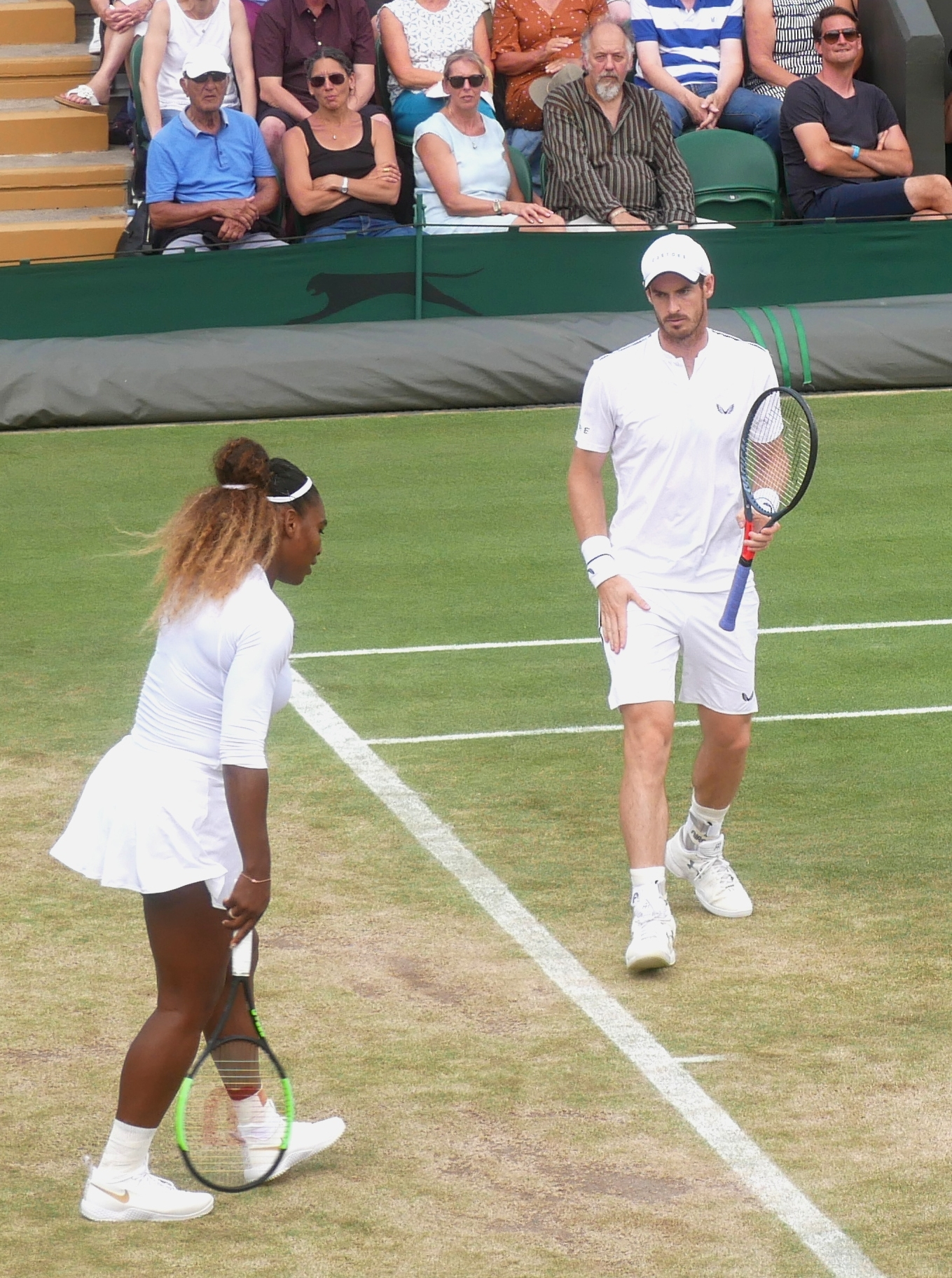
Serena Williams y Andy Murray jugando su partido de tercera ronda en el dobles mixtos de Wimbledon 2019 donde cayeron en tres mangas con los sembrados N.º 1 Bruno Soares y Nicole Melichar.

Regresó al circuito profesional en junio, entrando en la competencia de dobles del Torneo de Queen's Club junto a Feliciano López. El dúo ganó su partido de primera ronda contra los mejores sembrados Juan Sebastián Cabal y Robert Farah en sets corridos, luego en cuartos a Daniel Evans y Ken Skupski también en sets corridos. En semifinales vencieron a los campeones defensores Henri Kontinen y John Peers por 7-5, 6-7 y 10-7. Ganaron el torneo al derrotar a Rajeev Ram y Joe Salisbury nuevamente en tres mangas por parciales de 7-6, 5-7 y 10-5 en el supertiebreak. Después de la victoria, Murray declaró que su "cadera se sentía bien" y que "no sentía dolor". Continuó con su regreso a la competición al asociarse con Marcelo Melo en los dobles de Eastbourne donde nuevamente se enfrentó contra Cabal y Farah y esta vez perdieron 6-2, 6-4. En Wimbledon, Murray siguió jugando dobles participando en el masculino y mixtos. En la modalidad de dobles masculino hizo pareja con Pierre-Hugues Herbert y fue eliminado en la segunda ronda, mientras que en dobles mixto hizo pareja con Serena Williams donde llegó hasta la tercera ronda tras perder ante los sembrados n.º 1 Bruno Soares y Nicole Melichar.
Jugó su primer torneo de sencillos desde el Abierto de Australia 2019 en el Masters de Cincinnati mediante un wild-card. En primera ronda se enfrentó a Richard Gasquet, perdiendo en sets corridos por doble 4-6. En los cuartos de final del torneo de dobles de Cincinnati, Murray y Feliciano López se enfrentaron con Jamie Murray y Neal Skupski, siendo este solo su segundo partido entre los hermanos en sus carreras profesional; Jamie y Skupski ganaron en tres sets para avanzar a semifinales, y Andy declaró después que ahora centraría sus esfuerzos en regresar a la gira de sencillos. A la semana siguiente jugó el ATP 250 de Winston-Salem mediante otro wild-card, donde se enfrentó a Tennys Sandgren en la primera ronda perdiendo en un partido apretado por 6-7(8), 5-7. Decidió no aceptar un wild-card para el US Open y decidió jugar por primera vez desde 2005 (14 años) un Challenger en el Challenger de Manacor sobre pista dura (torneo del que es organizador Rafael Nadal). En la primera ronda del torneo, derrotó al joven francés de 17 años Imran Sibille por un claro 6-0, 6-1 en menos de 43 minutos para registrar su primera victoria en individuales desde su operación de cadera. En segunda ronda venció a Norbert Gombos por 6-3 y 6-4 logrando 2 triunfos seguidos en individuales por primera vez desde Washington 2018, en la tercera ronda perdió contra el italiano Matteo Viola por 3-6, 6-4, 7-6(3).
En septiembre, Murray participó en la inauguración del ATP 250 de Zhuhai en China. En primera ronda se cobró revancha de Tennys Sandgren venciéndolo por 6-3, 6-7(6) y 6-1, en segunda ronda perdió ante el eventual campeón Álex de Miñaur por 6-4, 2-6, 4-6. También jugó el ATP 500 de Pekín, en la primera ronda venció al número 13 del mundo Matteo Berrettini por doble 7-6. En segunda ronda tuvo otro partido difícil contra su compatriota Cameron Norrie venciendo por 7-6(6), 6-7(4) y 6-1. En cuartos de final fue eliminado por el eventual campeón Dominic Thiem por 6-2, 7-6(3). Perdió en la segunda ronda del Masters de Shanghái contra el 12.º cabeza de serie Fabio Fognini en tres sets.
Después de algunas victorias en la gira asiática, jugó el ATP 250 de Amberes. En las dos primeras rondas venció a Kimmer Coppejans y Pablo Cuevas en sets corridos. En cuartos de final venció a Marius Copil por 6-3, 6-7(7), 6-4 y en semifinales a Ugo Humbert por 3-6, 7-5 y 6-2, se enfrentó en la final al 3 veces ganador de Grand Slam Stanislas Wawrinka y ganó su primer título desde febrero de 2017 venciendo al suizo por 3-6, 6-4 y 6-4. Este título le permite volver al puesto 127 en el ranking ATP.
En noviembre de 2019, representó a Gran Bretaña por primera vez desde 2016 después de ser nominado para el equipo británico para las Finales de la Copa Davis 2019 en Madrid sobre pista dura en pista cubierta; sin embargo, solo pudo jugar un partido en la participación de Gran Bretaña que llegó hasta semifinales. Fue en la fase de grupos venciendo a Tallon Griekspoor de Holanda por 6-7(7), 6-4 y 7-6(5) en 2 horas y 51 minutos.
A fines de diciembre, el equipo de Murray confirmó que la lesión pélvica que había reducido su participación en la Copa Davis también le impediría jugar el Abierto de Australia 2020 y la inauguración de la ATP Cup.

## Vida personal

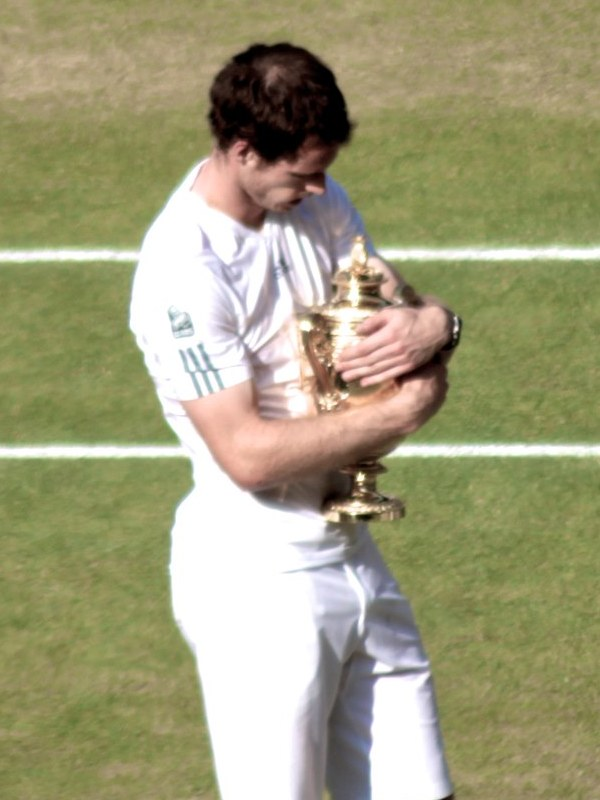
Murray luego de ganar Wimbledon en 2013

Sobrevivió a la masacre de Dunblane de 1996.
Murray comenzó a salir con Kim Sears en 2005. Su compromiso fue anunciado en noviembre de 2014 y se casaron el 11 de abril de 2015 en la catedral de Dunblane en su ciudad natal; la recepción se llevó a cabo en el Cromlix House hotel (el padre de Murray también se volvió a casar ahí un año más tarde). La pareja vive en Oxshott, Surrey con sus dos hijas; Sophia Olivia, nacida el 7 de febrero de 2016, y Edie, nacida el 8 de noviembre de 2017. En octubre de 2019 la pareja confirmó que esperaban otro hijo. Su hijo Teddy nació ese mismo mes. El 12 de marzo de 2021 anunció que se había convertido en padre por cuarta vez.

## Estilo de juego
Murray mide 1,90 m y tiene revés a dos manos; es conocido por su gran sensibilidad con la raqueta, especialmente con el revés, ya que con él genera tiros ganadores y tiros de pase efectivos; también se destaca en su juego su habilidad para defender. Si bien ha manifestado que prefiere las canchas de tierra batida, su desempeño ha sido mejor en superficies duras.
El tenista escocés es reconocido en el mundo del tenis por sus defensas al límite, gracias a su potente físico y a su capacidad de anticipación a los tiros del oponente. Esto le ha llevado a ser criticado por su estilo defensivo.
Sin embargo, Andy cuenta con un repertorio de golpes casi ilimitado: Murray es capaz de ejecutar cualquier golpe del manual. Tiene su mejor arma en el revés a dos manos, que es según muchos expertos uno de los mejores golpes de revés del mundo. Pero el tenista escocés no sólo domina el revés a dos manos, tanto el liftado como el plano, sino que también posee un gran revés cortado, que utiliza a las mil maravillas tanto para defenderse como para variar el juego. Andy tiene una gran clase en la red, donde se desenvuelve bien gracias a su gran técnica pese a que no frecuente tanto esa zona de la pista como muchos le piden. El golpe menos bueno del escocés es el drive, que ha trabajado mucho en este aspecto y que ha conseguido mejorarlo mucho, pudiendo conseguir grandes golpes y dominar los puntos en esta vertiente y por atacar el segundo servicio de los oponentes. Sin embargo, sigue basando su juego en el contragolpe. Otra gran virtud del escocés es su cambio de ritmo: puede variar de tiros muy rápidos a otros muy lentos con gran facilidad.
En 2010, Patrick Mouratoglou describió así al escocés: Andy posee un talento excepcional en el sentido de que puede ejecutar el golpe que desea desde cualquier zona de la pista. Andy tiene un arsenal técnico fuera de lo común, característica que comparte con Roger Federer. Su resto es excepcional, y su primer servicio ha progresado hasta el punto de ser una de sus grandes armas y su juego de fondo le ofrece posibilidades casi infinitas. Además, toca la pelota de una manera magnífica. Tiene muy buen revés y buena derecha

## Juegos Olímpicos

### Pekín 2008
Murray representó a Gran Bretaña en sus primeros Juegos Olímpicos en Pekín 2008. Compitió en las competiciones de sencillos y dobles masculinos. A pesar de ser el sexto cabeza de serie en la competencia de sencillos, fue eliminado en la primera ronda. Junto con su hermano Jamie, avanzó a la segunda ronda de la competencia de dobles con una victoria sobre la pareja canadiense canadiense de Daniel Nestor y Frédéric Niemeyer en primera ronda. Los hermanos Murray fueron eliminados en la segunda ronda por los franceses Arnaud Clément y Michael Llodra. En febrero, Murray se retiró de la eliminatoria de la Copa Davis contra Argentina, debido a una lesión en la rodilla, por lo que Argentina golpeó al débil equipo británico. Jamie Murray criticó mordazmente a Andy y no se hablaron durante una quincena. Su desavenencia continuó en los dobles olímpicos, debido a una supuesta falta de esfuerzo de Andy.

### Londres 2012

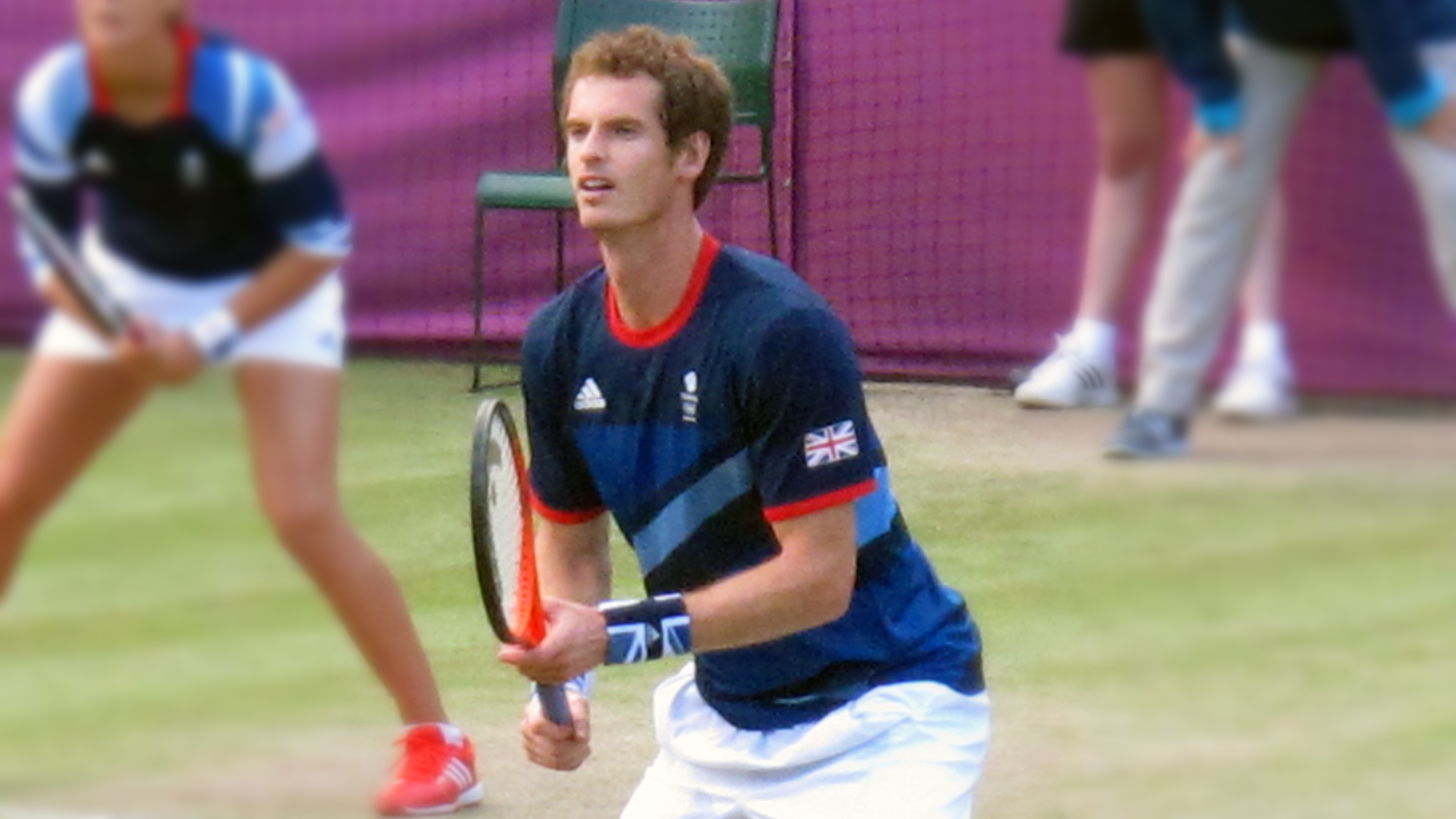
Andy Murray en los Juegos Olímpicos de Londres 2012.

En las olimpiadas Londres 2012, Murray compitió nuevamente en el individuales y dobles masculinos (asociándose con su hermano Jamie) y en los dobles mixtos (asociado a Laura Robson). En los individuales, ganó la Medalla de Oro, incluyendo victorias consecutivas sobre Novak Djokovic en las semifinales y Roger Federer en la final, cuatro semanas después de que Federer lo derrotara en la misma cancha en el Campeonato de Wimbledon 2012. También ganó la medalla de plata en los dobles mixtos, perdiendo ante la pareja bielorrusa de Max Mirnyi y Victoria Azarenka.

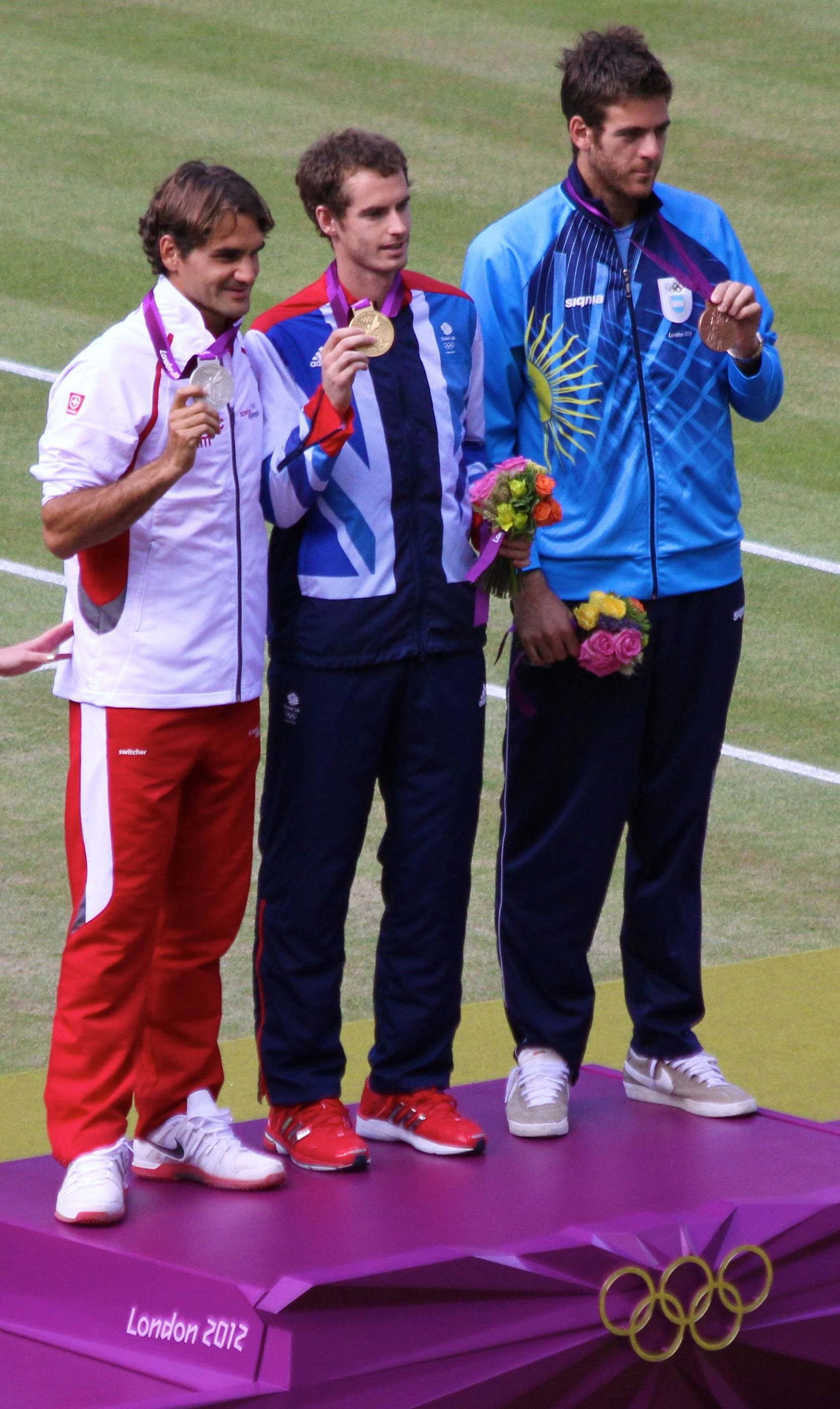
Murray junto a Roger Federer y Juan Martín del Potro en el medallero de los individuales masculinos de Londres 2012

En primera ronda enfrentó a Stan Wawrinka por doble 6-3, en la segunda venció al finlandés Jarkko Nieminen por 6-2 y 6-4, se deshizo de Marcos Baghdatis por 4-6, 6-1, 6-4, en cuartos de final derrotó al español Nicolás Almagro por 6-4, 6-1, en semifinales venció al n.º 2 Novak Djokovic por doble 7-5, en la final por el oro se enfrentó a Roger Federer venciéndolo por un contundente 6-2, 6-1 y 6-4.

### Río 2016

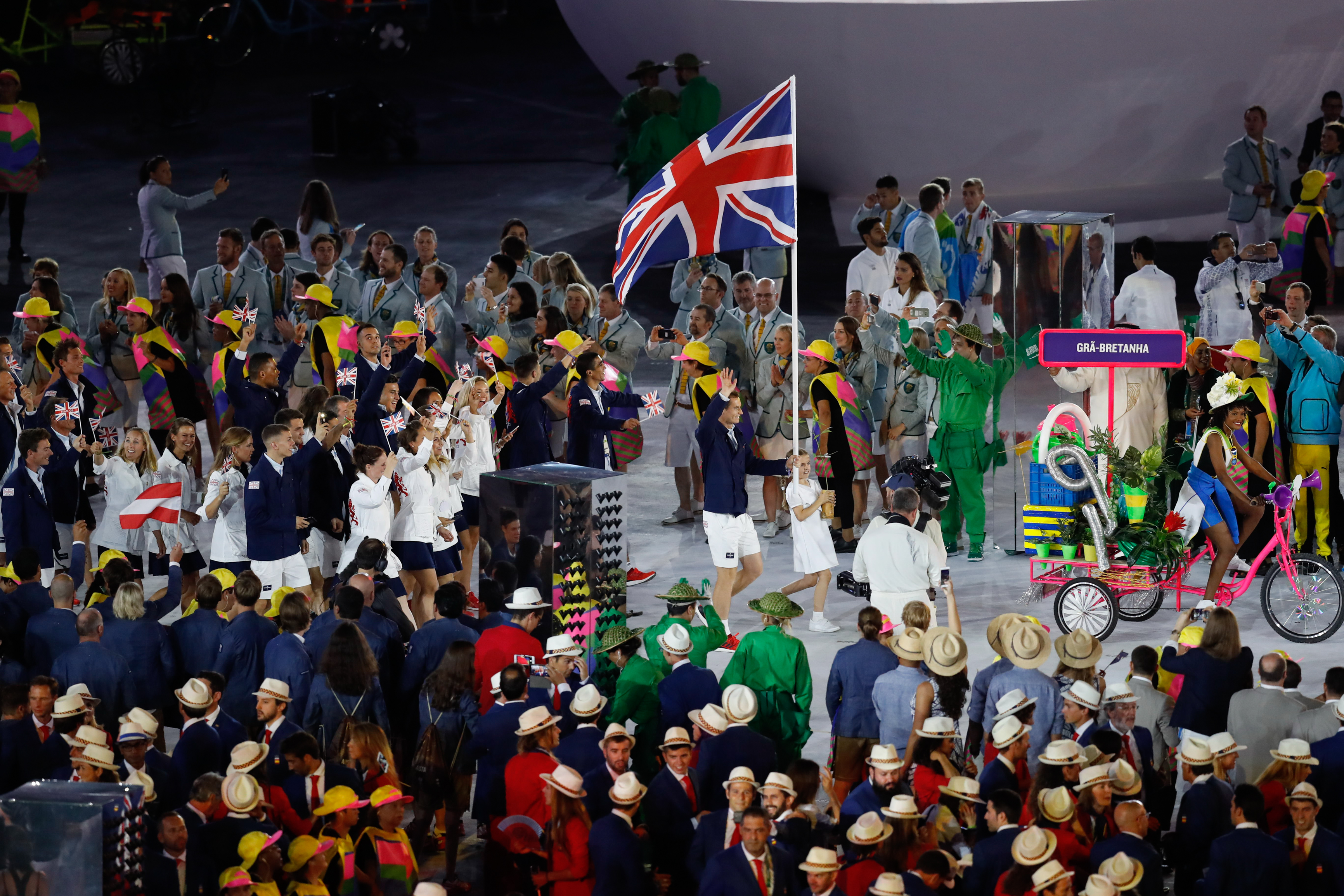
Murray fue el abanderado de Gran Bretaña en los Juegos Olímpicos de Río 2016

Murray fue el abanderado Gran Bretaña durante la ceremonia de apertura de los Juegos Olímpicos de Río 2016. Llegó al partido por la medalla de oro en la competencia individual, mientras que perdió en el primero y segundas rondas de los dobles masculinos y los dobles mixtos respectivamente. Después de una final de 4 horas, Murray derrotó a Juan Martín del Potro y retuvo exitosamente su título como campeón olímpico, logrando una segunda medalla de oro olímpica, una hazaña que ningún otro jugador de individuales ha logrado. Murray atribuyó la motivación de su victoria como resultado de la victoria de los 10,000 metros de Mo Farah.
En la primera ronda venció al serbio Viktor Troicki por 6-3 y 6-2, en segunda instancia derrotó a Juan Mónaco por 6-3 y 6-1, en tercera le ganó a Fabio Fognini por 6-1, 2-6, 6-3, en cuartos de final tuvo que exigirse al máximo para eliminar a Steve Johnson por 6-0, 4-6 y 7-6 en semifinales venció al japonés Kei Nishikori por 6-1, 6-4 y en la final venció al tandilense Juan Martín del Potro por 7-5, 4-6, 6-2 y 7-5 logrando su segundo oro olímpico seguido.

## Equipamiento
En enero de 2015 firmó un contrato con Under Armour, a partir del cual vistió ropa de esta marca, al principio exceptuando el calzado, que siguió siendo Adidas por un tiempo. Anteriormente llevaba ropa deportiva Adidas, en 2009 había firmado un contratado de cinco años por valor de 30 millones de euros incluyendo el uso de su gama de zapatos tenis. El contrato con Adidas permitió a Murray a mantener su manga de la camisa patrocina por Shiatzy Chen, Royal Bank of Scotland y Highland Spring. Antes de que fuera firmado por Adidas a finales de 2009, llevaba ropa Fred Perry. Murray usa raquetas Head. Actualmente viste la ropa de la marca deportiva inglesa Castore.
En junio de 2012, el fabricante de relojes suizos Rado anunció que Murray había firmado un acuerdo para llevar el modelo D-Star 200.

## Rivalidades

### Ante Novak Djokovic
Novak Djokovic y Andy Murray se han enfrentado un total de 36 veces con balance favorable al serbio por 25-11. Djokovic lidera 6-1 en tierra batida, 19-8 en pista dura y Murray lidera 2-0 en césped. Los dos son casi exactamente la misma edad, con Murray siendo solo una semana anterior a Djokovic. Salieron al campo de entrenamiento juntos, y Murray ganó el primer partido que alguna vez jugaron cuando eran adolescentes. La pareja ha jugado un total de 19 finales, con balance favorable a Djokovic por 11-8. Diez de las finales ha sido en Masters 1000, con récord igualado de 5-5. Se han reunido en siete finales de Grand Slam: el Abierto de Australia 2011, US Open 2012, el Abierto de Australia 2013, Wimbledon 2013, el Abierto de Australia 2015 y 2016 y en Roland Garros 2016, con saldo a favor de Djokovic por 5-2 venciendo en todas las finales del Abierto de Australia y Roland Garros, y Murray emergió como el vencedor en Wimbledon y el Abierto de Estados Unidos.
También jugaron un partido de semifinales de casi cinco horas de largo en el Abierto de Australia 2012, que Djokovic ganó 7-5 en el quinto set tras Murray ir venciendo 2 sets a 1. Murray y Djokovic se enfrentaron de nuevo en 2012 en las semifinales de los Juegos Olímpicos de Londres, con Murray ganando en sets corridos. Luego Djokovic ganó sus próximos tres encuentros, incluyendo un partido de tres sets en la final del Masters de Shanghái 2012, en la que Murray tuvo cinco bolas de partido en el segundo set, pero que sin embargo, Djokovic salvó cada una de ellas, obligando a un set decisivo. Finalmente se impuso para ganar su primer título en Shanghái, terminando con la racha ganadora de 12-0 de Murray en el evento. Los dos partidos de tres sets que jugaron en el Masters de Roma 2011 y en el Masters de Shanghái 2012, respectivamente, fueron elegidos por la ATP World Tour, los Partidos del Año para cada temporada respectiva. Debido a sus reñidos partidos entre 2008 y 2013, muchos vieron esta rivalidad como la más emergente. Djokovic dominó la rivalidad después de la final de Wimbledon 2013, ganando 13 de sus últimos 16 partidos. En 2016, Murray sufrió su cuarta derrota (su quinto total) en la final del Abierto de Australia contra Djokovic, luego el serbio derrotó al británico en cuatro sets en la final de Roland Garros 2016 y así completó el Grand Slam carrera. Murray y Djokovic se enfrentaron en la final de la Copa Masters por primera vez en su carrera, donde al ganador terminará como n.º 2 del mundo a fin de año. Djokovic, perdió un solo set camino a la final, sin embargo, perdió en sets corridos ante Murray, quien terminó el año como número 1 del mundo y se convirtió en el primer jugador británico en lograr esa hazaña. Hasta la fecha su último encuentro fue en la final de Doha 2017 con Djokovic emergiendo como ganador en 3 sets.

### Ante Roger Federer
Con Roger Federer se han enfrentado un total de 25 veces, con balance favorable al suizo por 14-11, quien lidera 12-10 en canchas duras y 2-1 en hierba mientras que en tierra batida nunca se han enfrentado. Después de que Federer ganó el primer partido profesional que jugaron, Murray dominó la primera mitad de la rivalidad, ganando 8 de sus primeros 13 partidos desde 2005 hasta 2010. La segunda mitad de la rivalidad ha sido dominada por Federer, quien desde entonces ganó 9 de sus últimos 12 partidos desde 2010, y ha liderado su rivalidad desde las ATP World Tour Finals 2014. Federer lidera 5-3 en las finales, después de haber ganado las tres finales que han disputado juntos de Grand Slam, en el US Open 2008 y el Abierto de Australia 2010, en ambos Federer ganó en tres sets, y en Wimbledon 2012, donde Murray se llevó el primer set, pero terminó perdiendo en 4 sets. Murray lidera 6-3 en torneos Masters 1000 y 2-0 en las restantes finales. Se han enfrentado cinco veces en las ATP World Tour Finals, con Murray ganando en Shanghái 2008 y Federer saliendo victorioso en Londres en 2009, 2010, 2012 y 2014.
En agosto de 2012, Murray y Federer disputaron la final de los Juegos Olímpicos de Londres 2012 en la pista central de Wimbledon, apenas cuatro semanas después de la final de Wimbledon 2012 en el que Federer había derrotado a Murray ganando su séptimo título en el All England Club. Murray derrotó a Federer en tres sets para ganar la medalla de oro, dejando a Federer sin oro olímpico, negándole también el Golden Slam, y vengándose de su derrota en Wimbledon un mes antes. En 2013 Murray venció a Federer por primera vez en un partido de Grand Slam, en las semifinales del Abierto de Australia, imponiéndose en cinco sets después de que Federer remontase dos sets abajo. En el Abierto de Australia 2014 Federer se vengó de la derrota del año anterior ante Murray tras vencerle en la ronda de cuartos de final y se ponía a solo una victoria de igualar el frente a frente con el escocés (11-10). En el Masters 1000 de Cincinnati 2014 Federer lo supera en cuartos de final en sets corridos por 6-3 y 7-5. En el último torneo del año, el ATP World Tour Finals se enfrentaron en la primera ronda superando nuevamente el suizo por un contundente 6-0 y 6-1 así logrando liderar el historial entre ambos por primera vez desde 2006 por 12-11. En Wimbledon 2015, Federer venció al escocés en semifinales siendo este su último partido de Grand Slam hasta la fecha, para enfrentar a Djokovic por el título en la final, luego se enfrentaron en las semifinales del Masters de Cincinnati 2015 donde Federer salió vencedor en sets corridos logrando su quinta victoria consecutiva sobre Murray y siendo este su último duelo hasta ahora.
Murray es uno de los tres jugadores en haber ganado 10 o más veces a Federer, los otros dos son Nadal y Djokovic.

### Ante Rafael Nadal
Contra Rafael Nadal ha jugado en un total de 24 ocasiones desde 2007, con balance favorable a Nadal por 17-7. Nadal lidera 7-2 en tierra batida, 3-0 en hierba y 7-5 en pista dura. Se enfrentan regularmente a nivel de Grand Slam, con nueve partidos en torneos Major, con balance favorable a Nadal por 7-2 (3-0 en Wimbledon, 2-0 en Roland Garros, 1-1 en el Abierto de Australia y 1-1 en el US Open). Ocho de estos nueve enfrentamientos han sido en cuartos de final y semifinales. Ellos nunca se han enfrentado en una final de Grand Slam, sin embargo, Murray lidera 3-1 en finales ATP, con Nadal campeón en el Masters de Indian Wells 2009 y Murray campeón en el Torneo de Róterdam el mismo año, en Tokio 2011 y el Masters de Madrid 2015.
Murray perdió tres partidos consecutivos de Grand Slam en semifinales ante Nadal en 2011, desde el Abierto de Francia al de los Estados Unidos. El británico y el español no se enfrentaron en 2012, después de haber sido programados para enfrentarse en las semifinales del Masters de Miami antes de que Nadal se retirase con una lesión en la rodilla. Tampoco se encontraron en 2013. Se reencontraron en el Masters 1000 de Roma 2014 casi tres años después de la final de Tokio 2011 con Nadal ganando un partido muy disputado. En las semifinales de Roland Garros 2014, Nadal triunfó en una victoria cómoda en sets corridos perdiendo solo 6 juegos. En uno de sus enfrentamientos más recientes, Murray venció a Nadal por primera vez en tierra batida, y también por primera vez en una final de Masters 1000, en el Madrid Open en 2015. Murray cayó ante Nadal en las semifinales del Masters de Montecarlo 2016, a pesar de haber ganado el primer set. Tres semanas después se encontraron nuevamente en la ronda de semifinales del Masters de Madrid, y esta vez Murray ganó el partido en sets corridos, siendo este su último encuentro hasta la fecha.

### Ante Stan Wawrinka
Con Stan Wawrinka se han enfrentado un total de 21 veces con balance favorable para el británico por 12—9. Andy lidera la serie 8–4 en Pista dura, 3–0 en césped y Stan lidera la serie 5–1 en tierra batida. También se han enfrentado seis veces en Grand Slam con tres triunfos para cada uno. Han disputado algunos partidos luchados y uno de sus partidos más destacados fue en la cuarta ronda de Wimbledon 2009 que Murray ganó en cinco sets y fue el primer partido bajo techo de Wimbledon, Wawrinka también finalizó con la defensa del título de Murray en los cuartos de final del US Open 2013 con una cómoda victoria en sets corridos. Otros partido destacado que tuvieron fue en la tercera ronda del US Open 2010 que Wawrinka ganó en cuatro sets. Murray venció en el Masters de Canadá 2008 y Shanghái 2011 en tres disputadas mangas.
Mientras Murray ha liderado la mayor parte de la rivalidad, Wawrinka ganó los dos primeros partidos y venció a Murray tres veces consecutivas entre 2013 y 2015, ganando todos en sets corridos, hasta que Murray terminó la racha perdedora en Roland Garros 2016, venciendo al campeón defensor Wawrinka en cuatro sets para llegar a su primera final en París y convertirse en el primer británico en hacerlo desde 1937. Su partido más reciente se jugó en la final del ATP 250 de Eastbourne 2019, que Murray ganó en tres sets.
Solo han jugado 2 finales, la de Doha 2008 y Amberes 2019, ambas ganadas por Murray en tres sets.
Debido a que ambos jugadores tienen tres títulos de Grand Slam, Wawrinka ha sido identificado por algunos, incluido Djokovic, como un posible contendiente para convertir al cuarteto de tenis "Big Four" en un quinteto de tenis a un Big Five, aunque el propio Wawrinka ha minimizado estas comparaciones, afirmando que todavía está muy por detrás de ellos.

## Clasificación histórica

### Individuales
| Torneo                  | 2003            | 2004            | 2005            | 2006            | 2007            | 2008         | 2009          | 2010          | 2011          | 2012          | 2013          | 2014          | 2015          | 2016          | 2017            | 2018            | 2019            | 2020            | 2021            | 2022            | 2023          | T/P      | G–P     | %       |
| ----------------------- | --------------- | --------------- | --------------- | --------------- | --------------- | ------------ | ------------- | ------------- | ------------- | ------------- | ------------- | ------------- | ------------- | ------------- | --------------- | --------------- | --------------- | --------------- | --------------- | --------------- | ------------- | -------- | ------- | ------- |
| Torneos de Grand Slam   |                 |                 |                 |                 |                 |              |               |               |               |               |               |               |               |               |                 |                 |                 |                 |                 |                 |               |          |         |         |
| Open Australia          | A               | A               | A               | 1R              | 4R              | 1R           | 4R            | F             | F             | SF            | F             | CF            | F             | F             | 4R              | A               | 1R              | A               | A               | 2R              | 3R            | 0 / 15   | 51–15   | 77%     |
| Roland Garros           | A               | A               | A               | 1R              | A               | 3R           | CF            | 4R            | SF            | CF            | A             | SF            | SF            | F             | SF              | A               | A               | 1R              | A               | A               | A             | 0 / 11   | 39–11   | 78%     |
| Wimbledon               | A               | A               | 3R              | 4R              | A               | CF           | SF            | SF            | SF            | F             | G             | CF            | SF            | G             | CF              | A               | A               | ND              | 3R              | 2R              | 2R            | 2 / 14   | 61–13   | 82%     |
| US Open                 | A               | A               | 2R              | 4R              | 3R              | F            | 4R            | 3R            | SF            | G             | CF            | CF            | 4R            | CF            | A               | 2R              | A               | 2R              | 1R              | 3R              | 2R            | 1 / 16   | 49–16   | 75%     |
| G–P                     | 0-0             | 0-0             | 3–2             | 6–4             | 5–2             | 12–4         | 15–4          | 16–4          | 21–4          | 22–3          | 17–2          | 17–4          | 19–4          | 23–3          | 12–3            | 1–1             | 0–1             | 1–2             | 2-2             | 4–3             | 4–3           | 3 / 46   | 200–55  | 78%     |
| Torneo de maestros      |                 |                 |                 |                 |                 |              |               |               |               |               |               |               |               |               |                 |                 |                 |                 |                 |                 |               |          |         |         |
| ATP Finals              | No se clasificó | No se clasificó | No se clasificó | No se clasificó | No se clasificó | SF           | RR            | SF            | RR            | SF            | A             | RR            | RR            | G             | No se clasificó | No se clasificó | No se clasificó | No se clasificó | No se clasificó | No se clasificó |               | 1 / 8    | 16–11   | 59%     |
| ATP Tour Masters 1000   |                 |                 |                 |                 |                 |              |               |               |               |               |               |               |               |               |                 |                 |                 |                 |                 |                 |               |          |         |         |
| Indian Wells            | A               | A               | A               | 2R              | SF              | 4R           | F             | CF            | 2R            | 2R            | CF            | 4R            | SF            | 3R            | 2R              | A               | A               | ND              | 3R              | 2R              | 3R            | 0 / 15   | 30–15   | 67%     |
| Miami                   | A               | A               | A               | 1R              | SF              | 2R           | G             | 2R            | 2R            | F             | G             | CF            | F             | 3R            | A               | A               | A               | ND              | A               | 2R              | 1R            | 2 / 13   | 29–11   | 73%     |
| Montecarlo              | A               | A               | A               | 1R              | A               | 3R           | SF            | 2R            | SF            | CF            | 3R            | A             | A             | SF            | 3R              | A               | A               | ND              | A               | A               | 1R            | 0 / 10   | 15–10   | 60%     |
| Madrid1                 | A               | A               | A               | 3R              | 3R              | G            | CF            | CF            | 3R            | A             | CF            | 3R            | G             | F             | 3R              | A               | A               | ND              | A               | 3R              | 1R            | 2 / 13   | 32–10   | 76%     |
| Roma                    | A               | A               | A               | 1R              | 1R              | 2R           | 2R            | 3R            | SF            | 3R            | 2R            | CF            | 3R            | G             | 2R              | A               | A               | A               | A               | A               | 1R            | 1 / 13   | 14–11   | 56%     |
| Canadá                  | A               | A               | A               | SF              | 2R              | SF           | G             | G             | 2R            | 3R            | 3R            | CF            | G             | A             | A               | A               | A               | ND              | A               | 1R              |               | 3 / 11   | 26–7    | 79%     |
| Cincinnati              | A               | A               | 2R              | CF              | 1R              | G            | SF            | CF            | G             | 3R            | CF            | CF            | SF            | F             | A               | 1R              | 1R              | 3R              | 2R              | 2R              |               | 2 / 17   | 35–15   | 71%     |
| Shanghái2               | No realizado    | No realizado    | No realizado    | No realizado    | No realizado    | No realizado | A             | G             | G             | F             | A             | 3R            | SF            | G             | A               | A               | 2R              | No disputado    | No disputado    | No disputado    |               | 3 / 7    | 30–4    | 92%     |
| París                   | A               | A               | A               | 3R              | CF              | CF           | 3R            | CF            | CF            | 3R            | A             | CF            | F             | G             | A               | A               | A               | A               | 1R              | 1R              |               | 1 / 12   | 21–11   | 66%     |
| Hamburgo3               | A               | A               | A               | 2R              | 1R              | 3R           | Descontinuado | Descontinuado | Descontinuado | Descontinuado | Descontinuado | Descontinuado | Descontinuado | Descontinuado | Descontinuado   | Descontinuado   | Descontinuado   | Descontinuado   | Descontinuado   | Descontinuado   | Descontinuado | 0 / 3    | 3–3     | 50%     |
| G–P                     | 0-0             | 0-0             | 1–1             | 12–9            | 13–8            | 22–7         | 25–6          | 20–7          | 18–7          | 12–7          | 15–6          | 15–8          | 30–5          | 27–5          | 2–4             | 0–1             | 1–2             | 2–1             | 3–3             | 5–5             | 2–5           | 14 / 114 | 225–98  | 71%     |
| Representación nacional |                 |                 |                 |                 |                 |              |               |               |               |               |               |               |               |               |                 |                 |                 |                 |                 |                 |               |          |         |         |
| JJ.OO.                  | NR              | A               | No realizado    | No realizado    | No realizado    | 1R           | No realizado  | No realizado  | No realizado  | G             | No realizado  | No realizado  | No realizado  | G             | No realizado    | No realizado    | No realizado    | No realizado    | A               | NR              | NR            | 2 / 3    | 12–1    | 92%     |
| Copa Davis              | A               | A               | PO              | Z1              | PO              | PO           | Z1            | A             | Z2            | A             | PO            | CF            | G             | SF            | A               | A               | SF              | A               | A               | RR              |               | 1 / 5    | 32–3    | 91%     |
| G–P                     | 0-0             | 0-0             | 0–1             | 3–0             | 3–0             | 2–1          | 2–0           | 0–0           | 4–0           | 6–0           | 2–0           | 3–1           | 8–0           | 9–1           | 0–0             | 0–0             | 1–0             | 0–0             | 0–0             | 1–0             |               | 3 / 8    | 44–4    | 92%     |
| Estadísticas            |                 |                 |                 |                 |                 |              |               |               |               |               |               |               |               |               |                 |                 |                 |                 |                 |                 |               |          |         |         |
|                         | 2003            | 2004            | 2005            | 2006            | 2007            | 2008         | 2009          | 2010          | 2011          | 2012          | 2013          | 2014          | 2015          | 2016          | 2017            | 2018            | 2019            | 2020            | 2021            | 2022            | 2023          | T/P      | G–P     | %       |
| Torneos                 | 0               | 0               | 9               | 26              | 16              | 22           | 18            | 19            | 18            | 19            | 12            | 21            | 18            | 17            | 11              | 6               | 8               | 4               | 14              | 19              |               | 282      | 282     | 282     |
| Títulos                 | 0               | 0               | 0               | 1               | 2               | 5            | 6             | 2             | 5             | 3             | 4             | 3             | 4             | 9             | 1               | 0               | 1               | 0               | 0               | 0               |               | 46       | 46      | 46      |
| Finales                 | 0               | 0               | 1               | 2               | 4               | 6            | 7             | 4             | 6             | 7             | 5             | 3             | 7             | 13            | 2               | 0               | 1               | 0               | 0               | 2               |               | 70       | 70      | 70      |
| G–P en Dura             | 0-0             | 0-0             | 7–4             | 26–14           | 36–12           | 43–10        | 47–6          | 34–12         | 35–8          | 35–10         | 26–5          | 43–14         | 42–12         | 48–6          | 12–3            | 6–3             | 11–7            | 3–3             | 12–12           | 17–16           |               | 34 / 188 | 483–157 | 76%     |
| G-P en Tierra           | 0-0             | 0-0             | 0–2             | 4–5             | 0–2             | 7–5          | 9–4           | 6–4           | 12–4          | 9–4           | 5–3           | 11–4          | 17–1          | 18–3          | 9–5             | 0–0             | 0–0             | 0–1             | 0–0             | 2–0             |               | 3 / 50   | 109–47  | 70%     |
| G-P en Hierba           | 0-0             | 0-0             | 5–3             | 9–4             | 2–0             | 8–1          | 10–1          | 6–2           | 9–1           | 12–2          | 12–0          | 5–2           | 12–1          | 12–0          | 4–2             | 1–2             | 0–0             | 0–0             | 3–2             | 7–3             |               | 8 / 35   | 117–26  | 82%     |
| G-P en Moqueta          | 0–0             | 0–0             | 0–0             | 0–0             | 2–1             | 1–2          | 5–0           | 0–0           | Descontinuado | Descontinuado | Descontinuado | Descontinuado | Descontinuado | Descontinuado | Descontinuado   | Descontinuado   | Descontinuado   | Descontinuado   | Descontinuado   | Descontinuado   | Descontinuado | 1 / 4    | 8–3     | 73%     |
| G-P en general          | 0–0             | 0–0             | 14–10           | 40–25           | 43–14           | 58–16        | 66–11         | 46–18         | 56–13         | 56–16         | 43–8          | 59–20         | 71–14         | 78–9          | 25–10           | 7–4             | 11–7            | 3–4             | 15–14           | 26–19           |               | 46 / 277 | 717–233 | 717–233 |
| Victorias %             | --              | --              | 58%             | 62%             | 75%             | 78%          | 86%           | 72%           | 81%           | 78%           | 84%           | 75%           | 84%           | 90%           | 71%             | 58%             | 63%             | 43%             | 52%             | 58%             |               | 75.47%   | 75.47%  | 75.47%  |

Notas:
- 1: El Masters de Madrid se jugó en pista dura desde 2002 hasta 2008, desde 2009 se juega en arcilla.
- 2: El Masters de Shanghái se juega desde 2009, reemplazando al Masters de Madrid en la superficie dura.
- 3: El Masters de Hamburgo se jugó hasta 2008 como Masters 1000, desde 2009 es un torneo ATP 500.

### Dobles
| Torneo                      | 2003         | 2004         | 2005         | 2006         | 2007         | 2008         | 2009         | 2010         | 2011         | 2012  | 2013         | 2014         | 2015         | 2016  | 2017         | 2018         | 2019         | P/T    | G–P   |
| --------------------------- | ------------ | ------------ | ------------ | ------------ | ------------ | ------------ | ------------ | ------------ | ------------ | ----- | ------------ | ------------ | ------------ | ----- | ------------ | ------------ | ------------ | ------ | ----- |
| Torneos de Grand Slam       |              |              |              |              |              |              |              |              |              |       |              |              |              |       |              |              |              |        |       |
| Abierto de Australia        | A            | A            | A            | 1R           | A            | A            | A            | A            | A            | A     | A            | A            | A            | A     | A            | A            | A            | 0 / 1  | 0–1   |
| Roland Garros               | A            | A            | A            | 2R           | A            | A            | A            | A            | A            | A     | A            | A            | A            | A     | A            | A            | A            | 0 / 1  | 1–1   |
| Wimbledon                   | A            | A            | 1R           | A            | A            | A            | A            | A            | A            | A     | A            | A            | A            | A     | A            | A            | 2R           | 0 / 2  | 1–2   |
| US Open                     | A            | A            | A            | 1R           | A            | 2R           | A            | A            | A            | A     | A            | A            | A            | A     | A            | A            | A            | 0 / 2  | 1–2   |
| Ganados-Perdidos            | 0–0          | 0–0          | 0–1          | 1–3          | 0–0          | 1–1          | 0–0          | 0–0          | 0–0          | 0–0   | 0–0          | 0–0          | 0–0          | 0–0   | 0–0          | 0–0          | 1–1          | 0 / 6  | 3–6   |
| ATP World Tour Masters 1000 |              |              |              |              |              |              |              |              |              |       |              |              |              |       |              |              |              |        |       |
| Indian Wells                | A            | A            | A            | A            | CF           | 2R           | CF           | 1R           | CF           | 2R    | 2R           | 2R           | 2R           | 1R    | 2R           | A            | A            | 0 / 11 | 12–11 |
| Miami                       | A            | A            | A            | A            | A            | A            | A            | A            | 1R           | A     | A            | A            | A            | A     | A            | A            | A            | 0 / 1  | 0–1   |
| Montecarlo                  | A            | A            | A            | 2R           | 1R           | A            | A            | 2R           | A            | 2R    | A            | A            | A            | CF    | A            | A            | A            | 0 / 5  | 5–5   |
| Madrid                      | A            | A            | A            | A            | A            | 1R           | A            | A            | 1R           | A     | A            | A            | A            | A     | A            | A            | A            | 0 / 2  | 0–2   |
| Roma                        | A            | A            | A            | A            | A            | A            | 1R           | A            | A            | A     | A            | A            | A            | A     | A            | A            | A            | 0 / 1  | 0–1   |
| Canadá                      | A            | A            | A            | A            | A            | 2R           | 1R           | 1R           | CF           | A     | F            | A            | 2R           | A     | A            | A            | 2R           | 0 / 7  | 9–7   |
| Cincinnati                  | A            | A            | A            | A            | A            | A            | A            | A            | A            | A     | A            | A            | A            | A     | A            | A            | CF           | 0 / 1  | 2–1   |
| Shanghái                    | No realizado | No realizado | No realizado | No realizado | No realizado | No realizado | A            | A            | A            | A     | A            | A            | A            | A     | A            | A            | A            | 0 / 0  | 0–0   |
| París                       | A            | A            | A            | A            | 1R           | A            | A            | A            | 2R           | A     | A            | A            | 1R           | A     | A            | A            | A            | 0 / 3  | 1–3   |
| Ganados-Perdidos            | 0–0          | 0–0          | 0–0          | 1–1          | 2–3          | 2–3          | 2–3          | 1–3          | 5–5          | 2–2   | 5–2          | 1–1          | 2–3          | 2–2   | 1–1          | 0–0          | 3–2          | 0 / 31 | 29–31 |
| Representación nacional     |              |              |              |              |              |              |              |              |              |       |              |              |              |       |              |              |              |        |       |
| Juegos Olímpicos            | NR           | A            | No realizado | No realizado | No realizado | 2R           | No realizado | No realizado | No realizado | 1R    | No realizado | No realizado | No realizado | 1R    | No realizado | No realizado | No realizado | 0 / 3  | 1–3   |
| Copa Davis                  | A            | A            | PO           | Z1           | PO           | PO           | Z1           | A            | Z2           | A     | PO           | CF           | G            | SF    | A            | A            | A            | 0 / 3  | 9–5   |
| Ganados–Perdidos            | 0–0          | 0–0          | 1–1          | 0–3          | 0–0          | 1–1          | 0–1          | 0–0          | 1–0          | 0–1   | 1–0          | 1–0          | 3–0          | 2–1   | 0–0          | 0–0          | 0–0          | 0 / 6  | 10–8  |
| Estadísticas en su carrera  |              |              |              |              |              |              |              |              |              |       |              |              |              |       |              |              |              |        |       |
| Torneos                     | 1            | 0            | 2            | 12           | 6            | 8            | 7            | 5            | 10           | 6     | 2            | 2            | 7            | 3     | 3            | 0            | 5            | 79     | 79    |
| Títulos / Finales           | 0 / 0        | 0 / 0        | 0 / 0        | 0 / 1        | 0 / 0        | 0 / 0        | 0 / 0        | 1 / 1        | 1 / 1        | 0 / 0 | 0 / 1        | 0 / 0        | 0 / 0        | 0 / 0 | 0 / 0        | 0 / 0        | 1 / 1        | 3 / 5  | 3 / 5 |
| En general G–P              | 0–1          | 0–0          | 1–2          | 8–14         | 5–5          | 6–9          | 3–7          | 6–4          | 12–7         | 5–6   | 6–2          | 3–2          | 7–6          | 4–3   | 1–3          | 0–0          | 9–5          | 76–76  | 76–76 |
| Ranking al final del año    | 708          | NA           | 1414         | 132          | 210          | 218          | 306          | 131          | 68           | 182   | 108          | 336          | 149          | 353   | 544          | N/A          |              | 50%    | 50%   |

## Ranking ATP al final de la temporada
| Año                     | 2003 | 2004 | 2005 | 2006 | 2007 | 2008 | 2009 | 2010 | 2011 | 2012 | 2013 | 2014 | 2015 | 2016 | 2017 | 2018 | 2019 | 2020 | 2021 | 2022 | 2023 |
| Ranking en individuales | 540  | 411  | 63   | 17   | 11   | 4    | 4    | 4    | 4    | 3    | 4    | 6    | 2    | 1    | 16   | 240  | 125  | 122  | 134  | 49   | 42   |